# Turismo en Tabasco

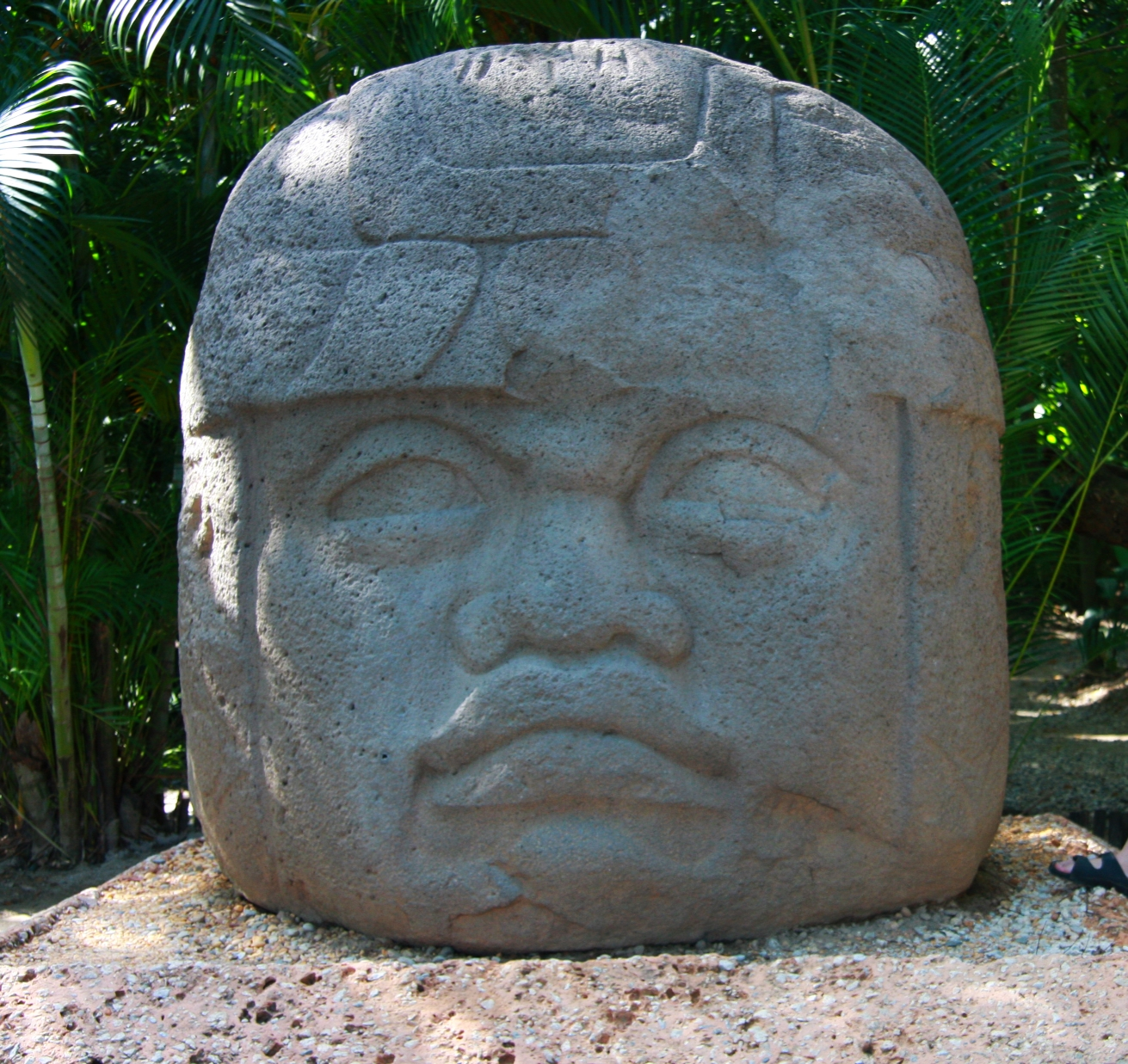
Cabeza olmeca, "símbolo de Tabasco en el mundo".

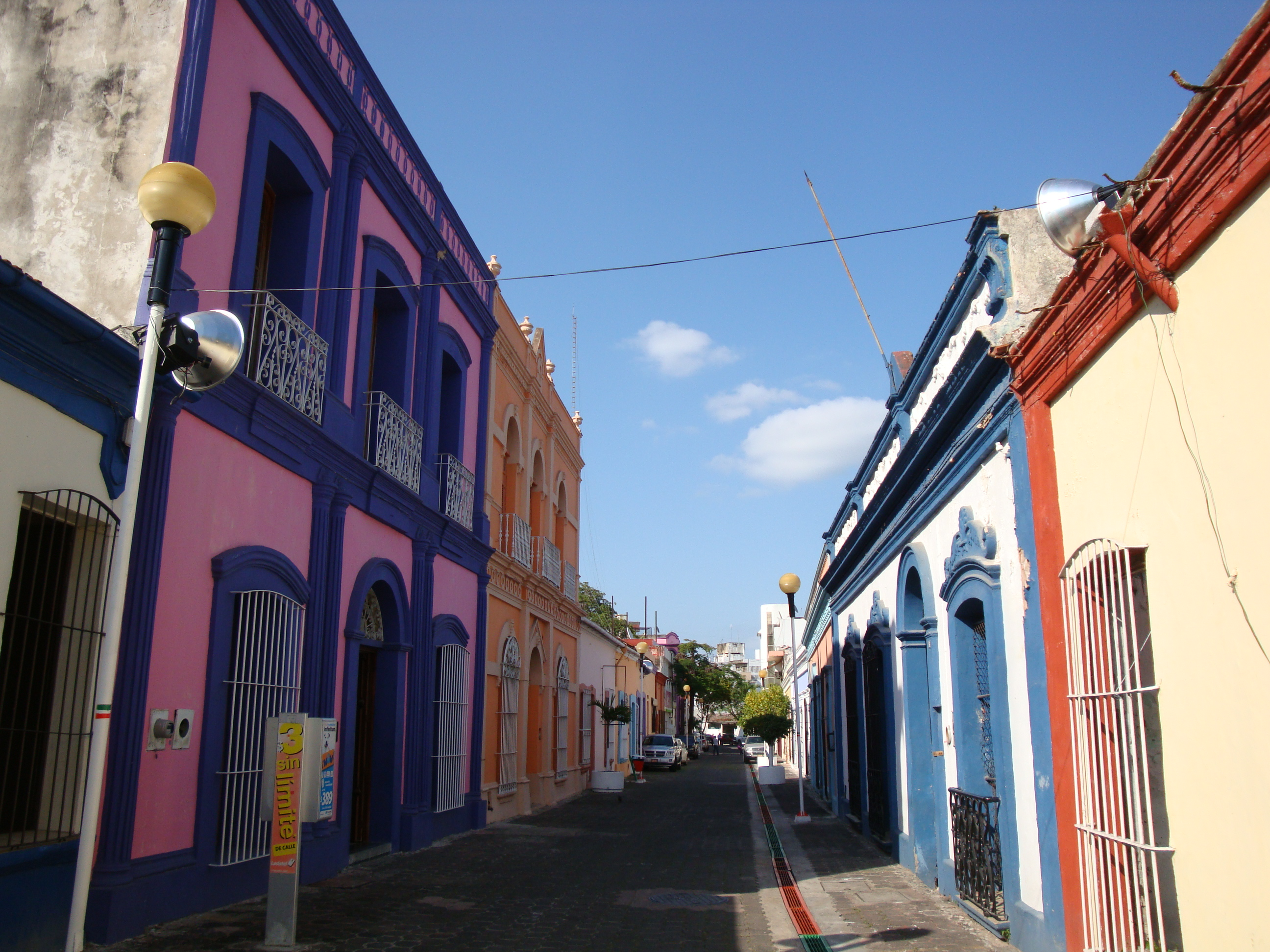
Centro histórico de la ciudad de Villahermosa.

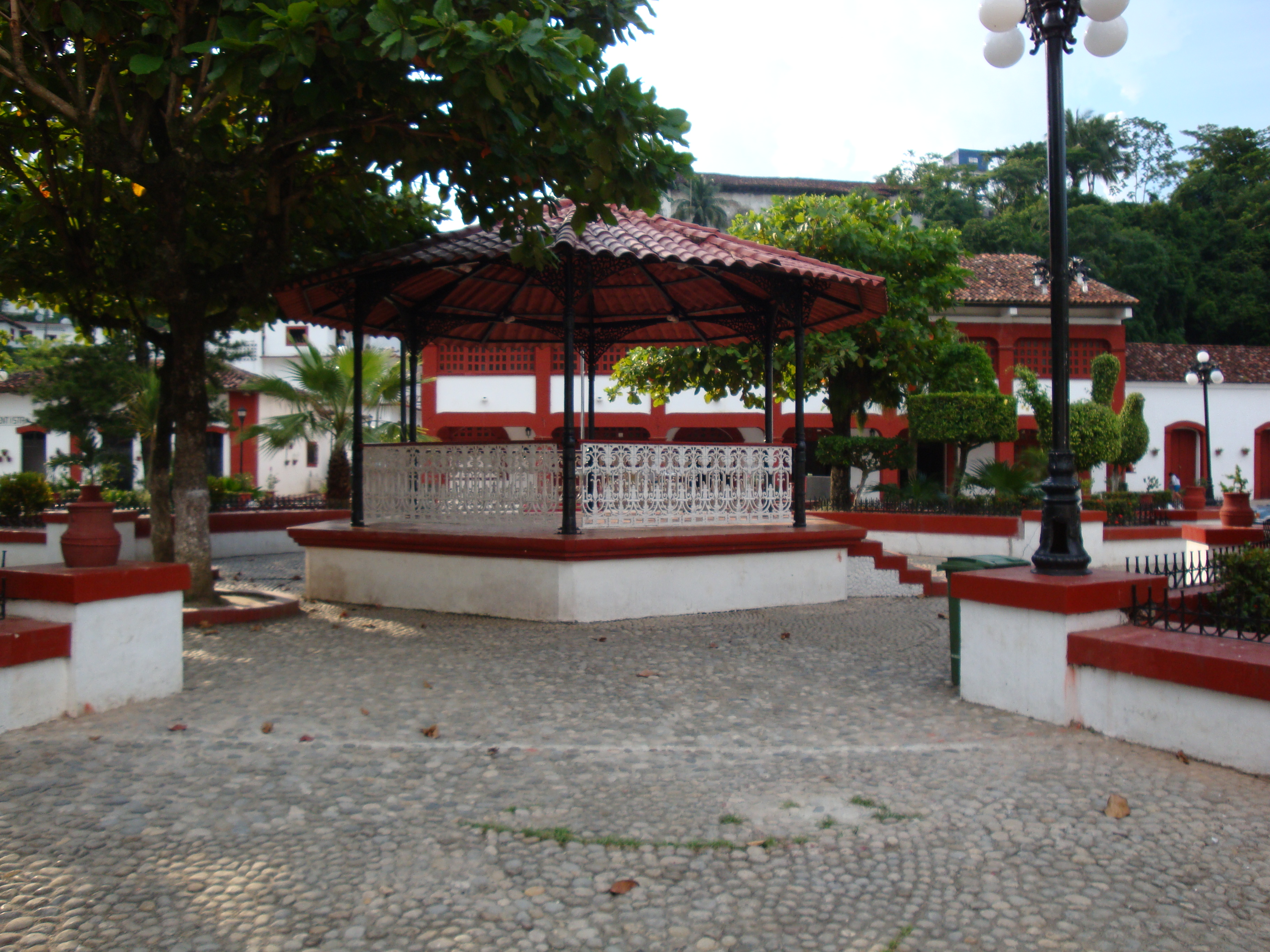
Tapijulapa, pueblo mágico, en Tacotalpa.

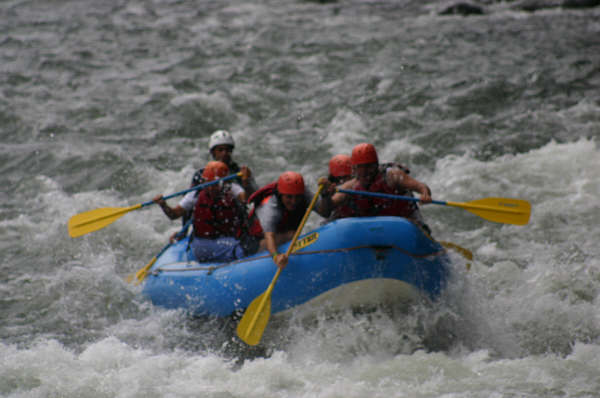
Rafting en los rápidos del río Usumacinta, en Tenosique.

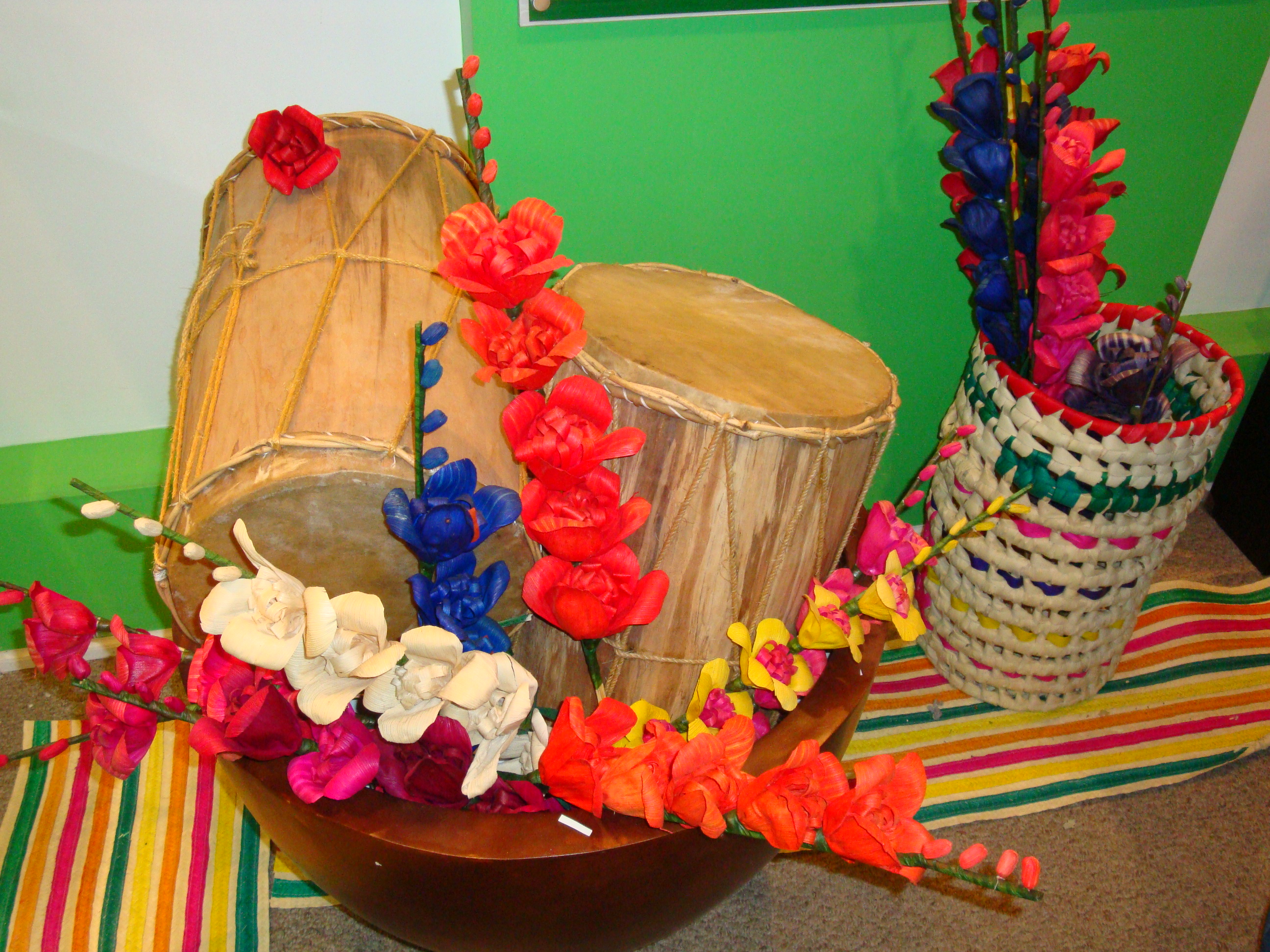
Artesanías del municipio de Nacajuca.

El estado libre y soberano de Tabasco, ubicado en el sureste de México, es una cálida planicie del trópico húmedo cruzado por caudalosos ríos salpicada por lagunas, pantanos, costas y una exuberante vegetación. Por su ubicación estratégica, Tabasco es considerado la "puerta del Mundo Maya".
Cuenta con gran diversidad de escenarios naturales, culturales, desarrollos ecoturísticos y áreas naturales protegidas, en las cuales podrá disfrutar de majestuosos escenarios naturales de montañas, selvas, y humedales, sitios ideales para practicar actividades de turismo de naturaleza como la observación de exóticos ejemplares de flora y fauna endémica, el espeleísmo, descenso en ríos, escalada, campismo, senderismo, entre otras, así como visitar las zonas arqueológicas de civilizaciones olmeca, maya y zoque.
Villahermosa, la capital del estado de Tabasco, se localiza en la región central del estado, presenta un clima cálido húmedo con lluvias todo el año, la temperatura mínima es 24 °C y máxima promedio de 40 °C; conocida como la "Esmeralda del Sureste", es una ciudad cosmopolita y cuenta con los mejores centros comerciales, de entretenimiento y servicios del sureste.

## Principales atractivos turísticos
El estado de Tabasco, cuenta con diversos atractivos turísticos como: zonas arqueológicas, ecoturismo y aventura, haciendas cacaoteras, monumentos coloniales, playas y museos.

### Turismo arqueológico

#### Comalcalco

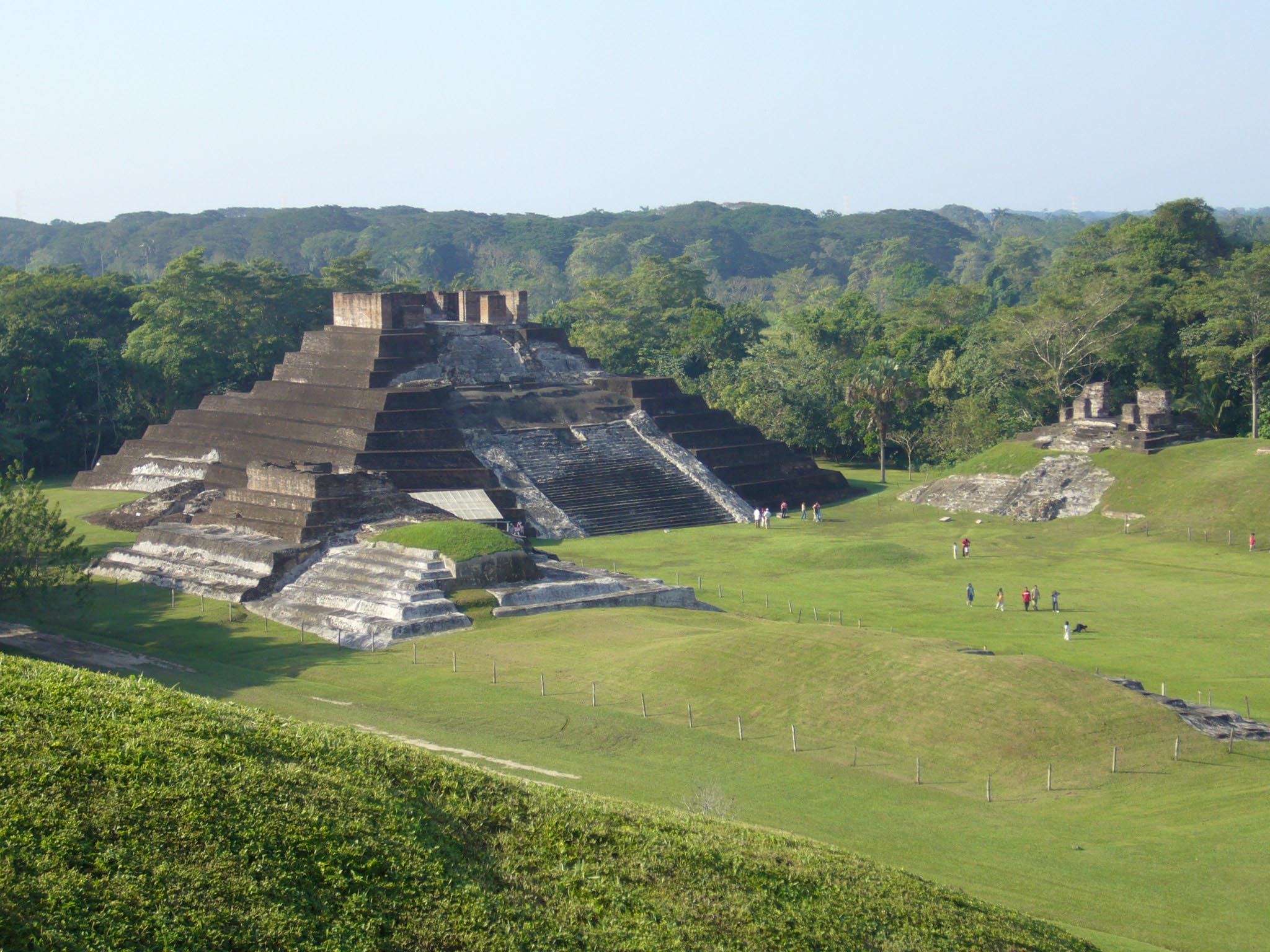
Templo I en la zona arqueológica de Comalcalco, ciudad maya construida de ladrillo cocido.

La zona arqueológica de Comalcalco, que en náhuatl significa "Casa de los comales" y cuyo nombre original fue "Joy Chan" que significa "Cielo Rodeado", es un sitio arqueológico de la civilización maya que se localiza en el municipio de Comalcalco.
Las ruinas constituyen una necrópolis del período clásico maya (del siglo I a. C. al IX d. C.) construida con ladrillos y estuco de concha de ostión, siendo la única ciudad maya construida con esos materiales. Este sitio está considerado como el más occidental de la cultura maya, ubicado aproximadamente a 57 km al noreste de la ciudad de Villahermosa. La ciudad se desarrolló entre los años 700 y 900 de nuestra era.
El asentamiento prehispánico, abarca una superficie de 7 kilómetros cuadrados, en donde se localizan los grupos arquitectónicos en los que se desarrollaron varios sistemas de construcción, entre los que destacan los basamentos erigidos con cuerpos de tierra compactada revestidos con un aplanado de cal de concha de ostión, así como construcciones de mampostería de ladrillos. Los edificios fueron decorados como modelados de estuco, los cuales fueron también pintados de colores como el rojo, azul, verde, amarillo y negro. La característica más notable de Comalcalco, es la utilización de ladrillos en sus sistemas constructivos, esto debido a la nula presencia de materiales pétreos en la región, además de ser el sitio maya más alejado hacia el este.
Se ubica en el kilómetro 1.5 de la carretera Comalcalco-Paraíso. El camino más corto desde Villahermosa lo constituye la autopista La Isla-Dos Bocas, a la que se puede ingresar recorriendo 15 kilómetros de la carretera Villahermosa-Cárdenas donde se localiza un paso de desnivel y la desviación a la derecha lo conduce a la ciudad de Comalcalco. En el kilómetro 36+300 la autopista se interrumpe con un nuevo paso de desnivel y frente a este se encuentra la carretera de acceso a la zona arqueológica.

#### Pomoná

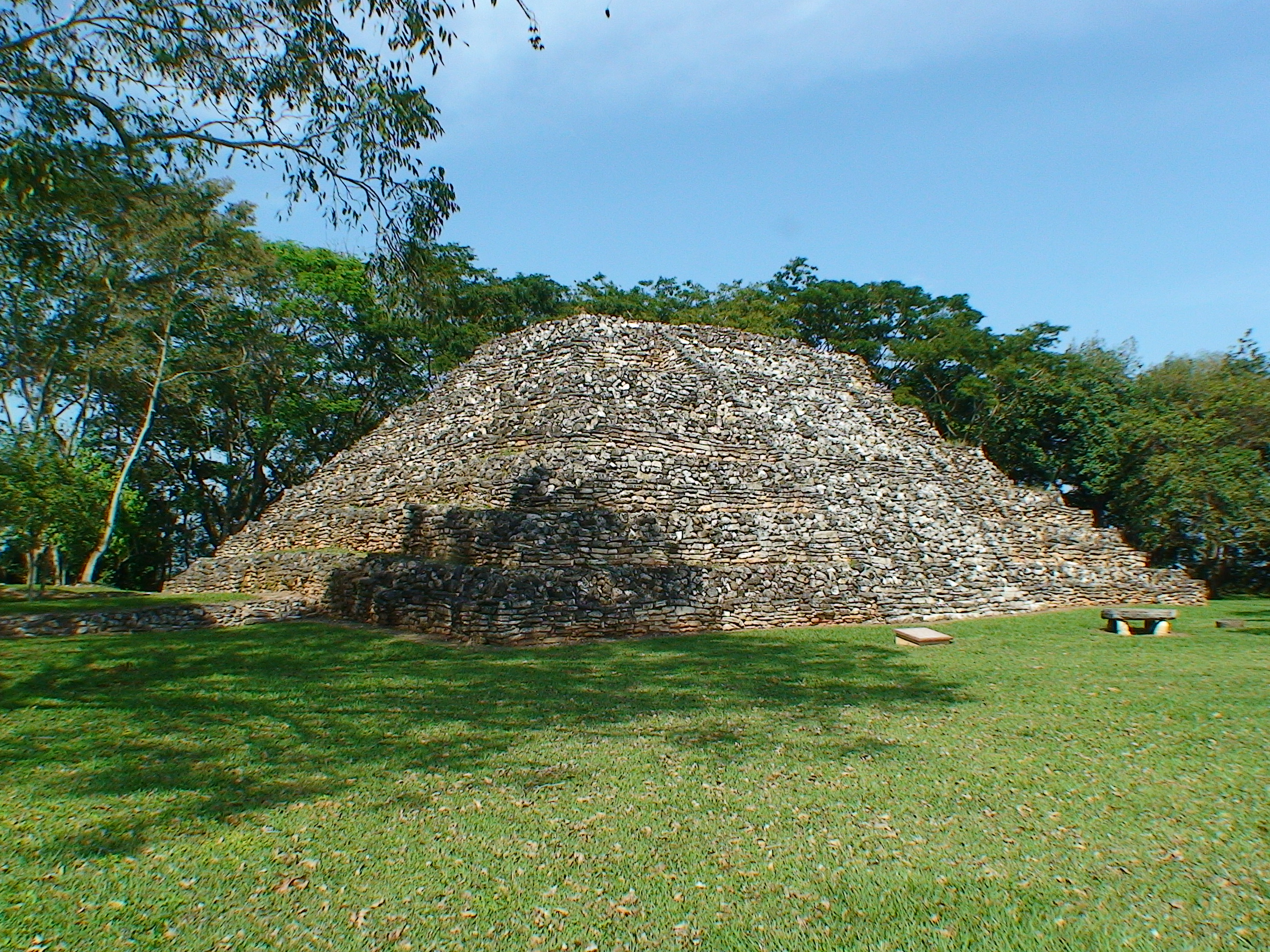
Zona arqueológica de Pomoná, en el municipio de Tenosique.

Pomoná es un sitio arqueológico de la civilización maya que se localiza en el municipio de Tenosique. Pomoná es el nombre moderno del sitio, y significa en lengua maya: "La casa del Copal" , el nombre original del asentamiento era Pakbul traduciéndose como: "divino señor de Pipa".
Es una ciudad ceremonial maya, construida sobre colinas en la margen izquierda del Usumacinta y dividida en seis conjuntos arquitectónicos. La región alcanzó su apogeo en el Clásico Tardío (600 a 900 d. C.).
Los especialistas clasifican a Pomoná dentro de los asentamientos del “tipo disperso”, ya que entre cima y cima de las colinas –donde se sitúan los conjuntos monumentales– media una distancia considerable y existe poca densidad de habitación o de construcciones entre ellos.
Los edificios y las estructuras están construidos con roca caliza, de diferentes calidades y durezas, que fue llevada desde las primeras estribaciones de la serranía al sur del estado; el punto más cercano dista de seis kilómetros.
Se ubica en el kilómetro 45 de la carretera Emiliano Zapata-Tenosique, se puede llegar por la carretera federal n.º 186 que va de la ciudad de Villahermosa a Escárcega; a 20 km de Playas de Catazajá, se desvía a la derecha, tomando la carretera estatal que pasa por Emiliano Zapata y se continúa rumbo a Tenosique; después de recorrer 45 km se encuentra a la izquierda, la desviación que llega a la zona arqueológica.

#### Moral-Reforma

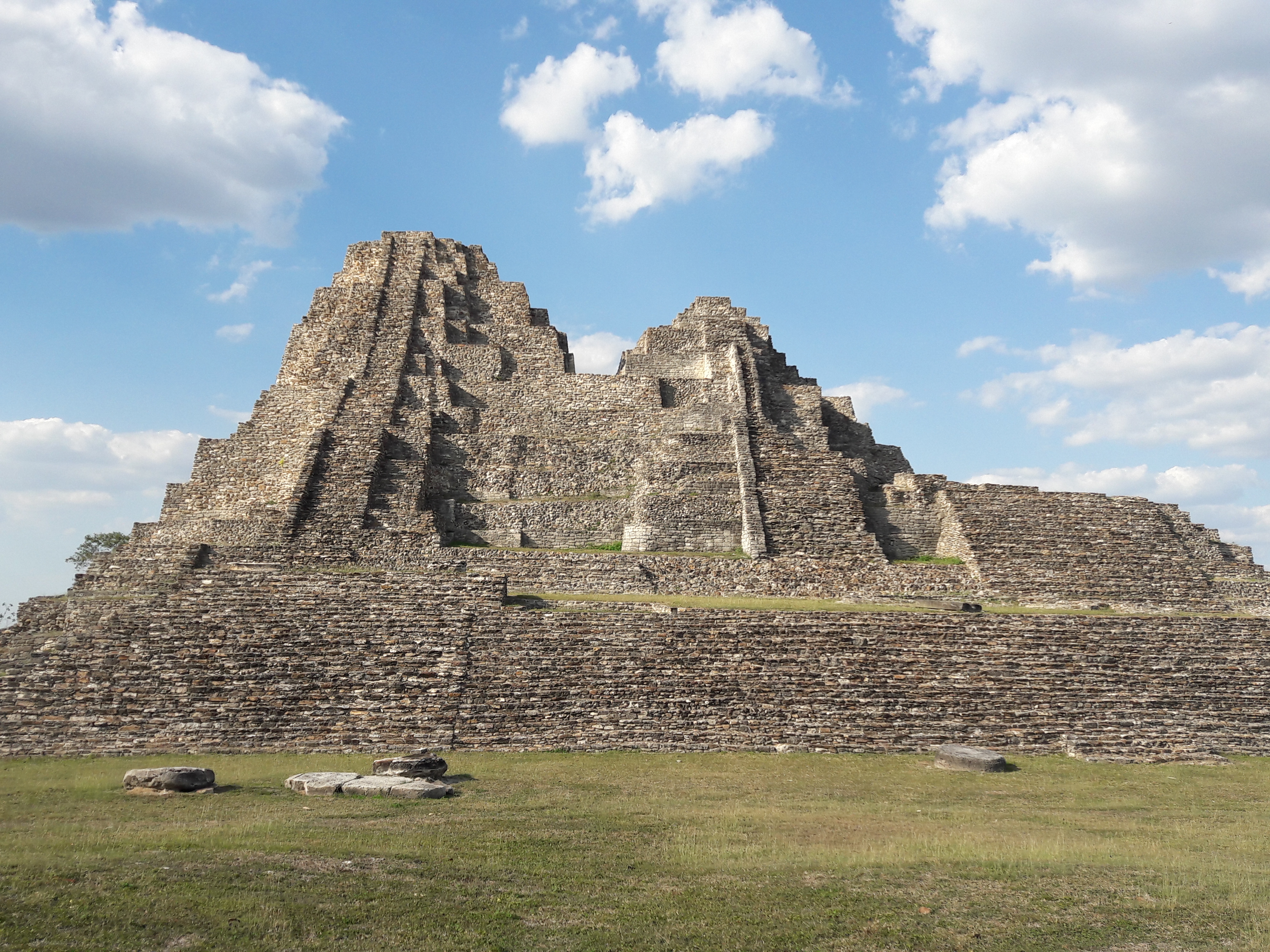
Pirámide doble de 27 metros de alto, en la zona arqueológica de Moral-Reforma, municipio de Balancán.

La zona arqueológica de Moral-Reforma, es un sitio Maya del período Clásico. Se encuentra en el municipio de Balancán, en las llanuras de inundables de río San Pedro Mártir, cerca de la desembocadura de este, al río Usumacinta. A 15 km poniente de villa El Triunfo, a 20 km al oriente de la ciudad de Balancán de Domínguez y a 35 km al noreste de la ciudad de Tenosique de Pino Suárez.
La ciudad maya bautizada como Moral-Reforma, fue un puerto fluvial que tuvo su esplendor unos 600 D.C. El sitio arqueológico, ubicado junto a la comunidad rural de Reforma, tiene una extensión de 87 hectáreas y al menos 30 montículos algunos de ellos de grandes dimensiones, que se piensa cubren pirámides de tamaños importantes.
La característica principal de esta zona arqueología, es su pirámide doble de 27 m de altura considerada la más alta de la zona. Cuenta también con juego de pelota.
Desde Villahermosa se puede llegar al sitio tomando la carretera federal n.º 186 que va a Escárcega, Campeche. Después de recorrer 160 km. aproximadamente, pasando el puente de Chablé se recorren 9 km. y a la derecha se toma la carretera estatal que va a la ciudad de Balancán de Domínguez, de la que se recorren 70 km con dirección a Villa El Triunfo hasta el entronque a la derecha rumbo a la población de Reforma.

#### San Claudio

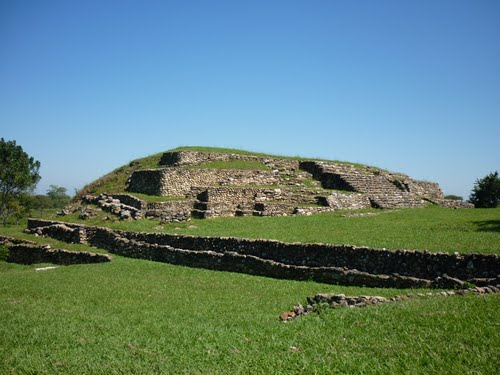
Zona arqueológica de San Claudio, Tenosique.

La zona arqueológica de San Claudio se localiza en el municipio de Tenosique, en el estado mexicano de Tabasco. Ubicada en la zona de transición de la sierra de Guatemala y la llanura costera del Golfo, enclavada en el extremo suroriental de Tabasco, en la cuenca del río San Pedro Mártir.
Esta ciudad maya pertenece a las ciudades de la cuenca del Usumacinta al igual que Pomoná, Moral-Reforma, Palenque, Bonampak y Yaxchilan. Está ubicada al oriente de Tabasco, y fue una población de mediana importancia, junto con sus vecinas Pomoná, Moral-Reforma y Santa Elena.
En el sitio se localizaron 94 construcciones de piedra, consistentes en basamentos piramidales, plataformas y un juego de pelota distribuidas en cinco grupos arquitectónicos, localizados sobre una sucesión de colinas bajas que separan la amplia llanura inundable de la sierra. Así mismo, se han descubierto 20 entierros funerarios. A partir de estos se conocen algunas de las costumbres de sus antiguos habitantes, que en general corresponden a las tradiciones mayas prehispánicas.
Los entierros más elaborados consisten en tumbas hechas de lajas de piedra caliza colocadas de canto, que son el soporte de otras que funcionan como tapas.
De la ciudad de Villahermosa se toma la carretera federal 186 hasta el km 140 en el entronque con la carretera federal 203 tomando hacia la derecha hasta la ciudad de Tenosique de Pino Suárez. Después es necesario tomar la carretera internacional Tenosique-El Ceibo, hasta el km 38 en donde se localiza la zona arqueológica de San Claudio.

#### La Venta

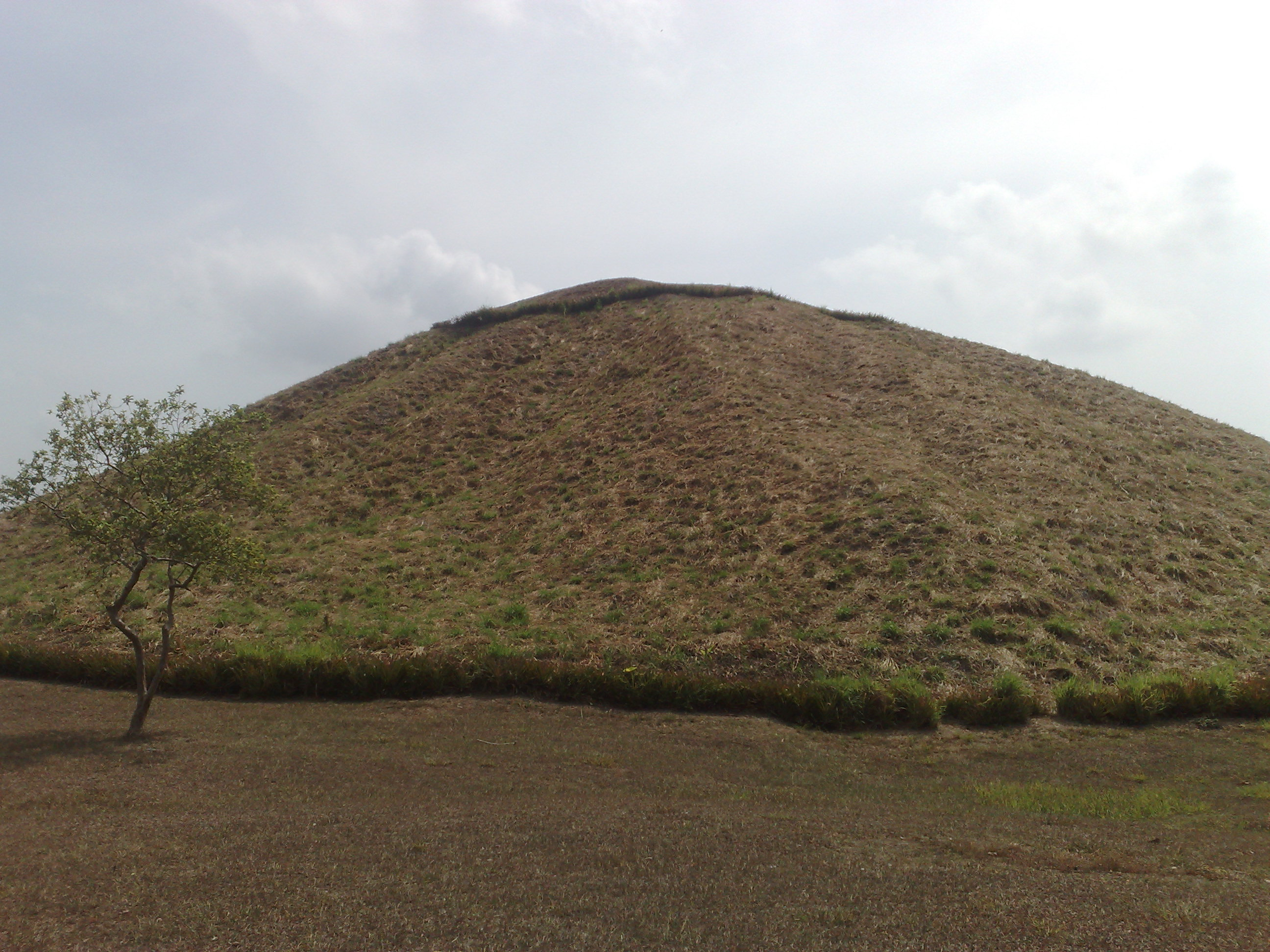
Pirámide de arcilla de La Venta, en el municipio de Huimanguillo considerada la pirámide más antigua de Mesoamérica.

La Venta es una zona arqueológica ubicada en el extremo noroeste del estado de Tabasco, en el municipio de Huimanguillo, a unos escasos quince kilómetros de la costa del golfo de México. La Venta es el principal sitio arqueológico de la cultura olmeca, representa el primer trazo urbano del México antiguo, y tuvo su época de apogeo entre 900 a. C. y 400 a. C. Se levanta sobre una isla en medio de la región pantanosa que forma el río Tonalá, que marca la frontera entre Tabasco y Veracruz. La superficie de la isla es de apenas unos 5,2 km². En el centro de la isla, los edificios forman una plaza en forma de rectángulo irregular, con una pirámide principal localizada en el centro, y montículos y monumentos en el norte y en el sur.
La estructura más importante de La Venta es una pirámide construida con barro acumulado y es considerada la pirámide más antigua de Mesoamérica. Su planta es ondulada circular, tiene un diámetro medio de 128 m y una altura de 31,4. La cantidad de barro que se empleó en su construcción es calculada en 100 mil m³. La superficie exterior tiene diez entrantes y diez salientes, y le dan a la estructura la forma de un molde de gelatina.
Al sur del patio ceremonial fueron construidas una pequeña plataforma rodeada de columnas de basalto y un muro de ladrillos rojos y amarillos unidos con barro rojo, que delimitaba el patio. Las excavaciones demuestran que por lo menos la pirámide principal era escalonada, lo que prefigura la futura forma tradicional de las estructuras que soportaban los templos en todas las grandes ciudades de Mesoamérica.
En esta ciudad, se localizaron varias de las famosas cabezas colosales olmecas y altares, que hoy se encuentran en el Parque Museo La Venta en la ciudad de Villahermosa.
Para acceder a la zona arqueológica de La Venta, se toma la carretera federal n.º 180 Villahermosa-Coatzacoalcos, y después de recorrer 121 km. se llega a una desviación a la derecha hacia la población de villa La Venta, en donde se localizar la zona arqueológica.

#### Malpasito

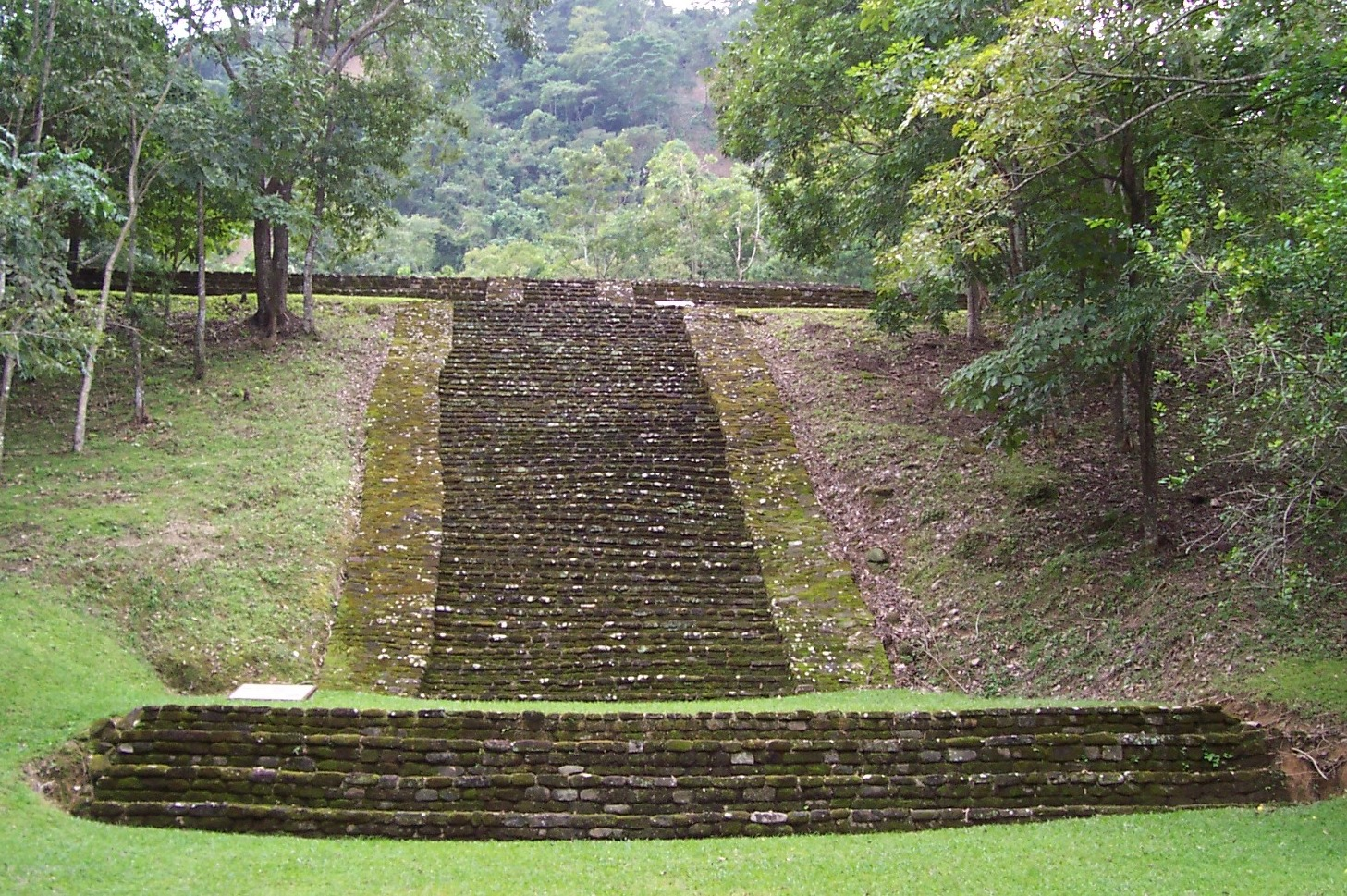
Zona arqueológica de Malpasito, municipio de Huimanguillo.

La zona arqueológica de Malpasito es un sitio arqueológico y centro ceremonial de la cultura maya-zoque y es la zona arqueológica zoque más importante abierta al público. Se ubica en la sierra del municipio de Huimanguillo, en la región sureste de Tabasco, casi en la colindancia con los estados de Veracruz y Chiapas.
El sitio arqueológico de Malpasito, data de los años 700 a 900 dC, época en que el centro ceremonial alcanzó su máximo desarrollo, contando con un área de 17 hectáreas en las que se encuentran 53 estructuras rectangulares distribuidas en torno a un eje norte-sur.
La zona arqueológica de Malpasito, fue construida sobre una serie de terrazas artificiales, y se compone de 27 montículos. Entre sus estructuras destacan: el juego de pelota, el baño de vapor, la gran plaza y un patio hundido. Otro de los principales atractivos del sitio lo constituyen 60 petrograbados en los que pueden admirarse personajes, animales y diseños geométricos, así como representaciones de carácter simbólico relacionadas con ritos de fertilidad y cacería.
Para llegar a esta zona arqueológica saliendo de Villahermosa, se deberá tomar la carretera federal n.º 180, hasta la ciudad de Heroica Cárdenas, de ahí tomar la carretera federal 187 con dirección a Huimanguillo, continuando con dirección a la población de Mal Paso, Chiapas. En el km 29.9 se localiza una desviación a la derecha, de ahí se recorren 3.5 kilómetros de terracería llegando a la colonia Las Flores, ahí existe una desviación a la izquierda, en esta se recorren 2.5 kilómetros hasta el poblado Malpasito. Del poblado se continua 1.2 kilómetros hacia el Suroeste por otra terracería que va en ascenso por la cima de una loma hasta la zona arqueológica. La distancia es de 130 km.

### Ecoturísmo y aventura

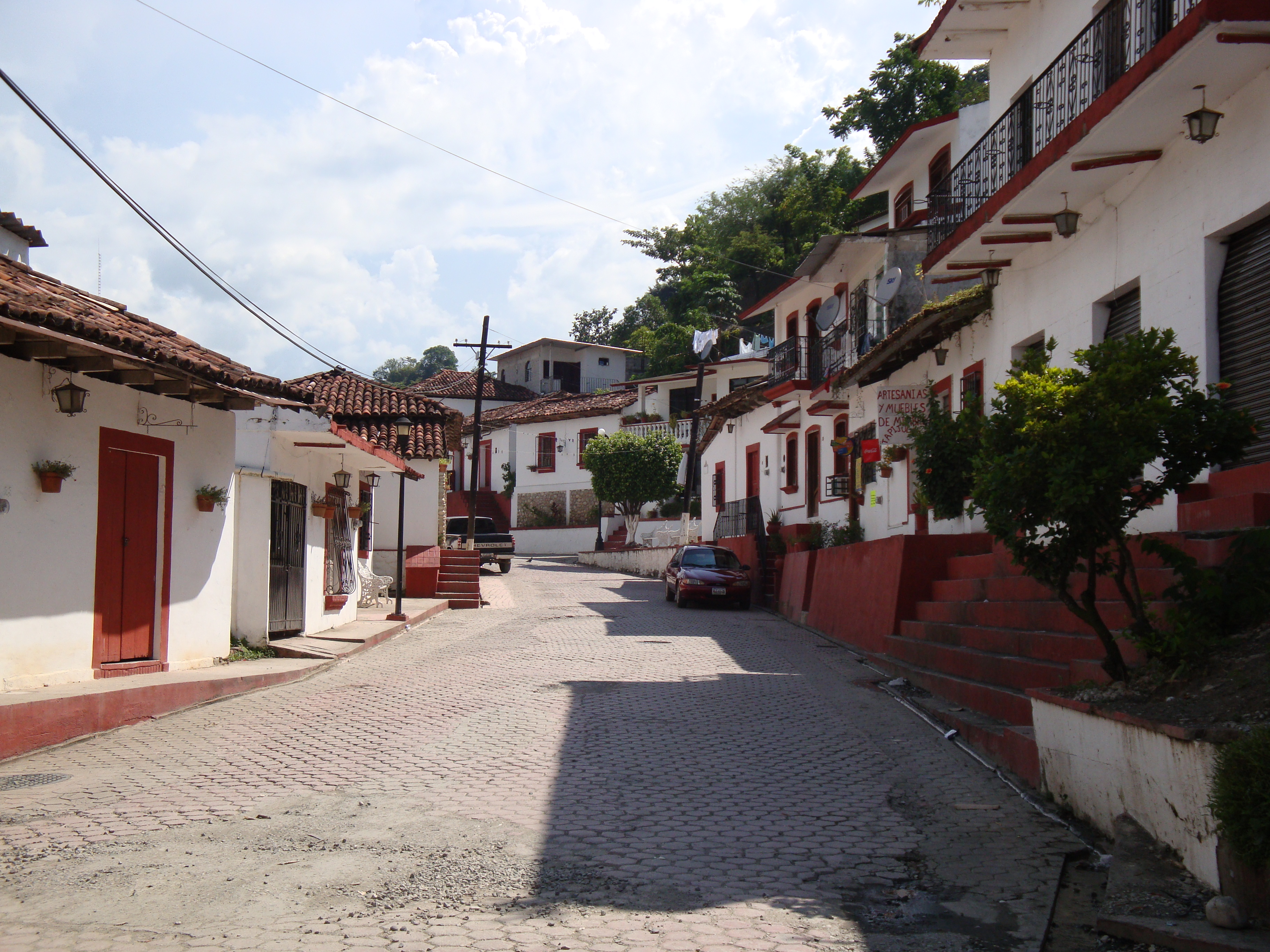
Calle de Tapijulapa "Pueblo Mágico de México", en el municipio de Tacotalpa.

#### Tapijulapa
Localizado en el municipio de Tacotalpa, a 90 km de la ciudad de Villahermosa, se ubica la villa de Tapijulapa, uno de los pueblos más pintorescos del estado y decretado pueblo mágico de México, cuyas estrechas callejuelas adoquinadas invitan a admirar sus tradicionales casas blancas de tejas rojas. Se localiza a orillas de dos ríos de hermosas tonalidades: Oxolotán y Amatán. En esta legendaria villa los artesanos elaboran artesanías de madera y el mimbre. Cuenta con el Templo de Santiago Apóstol, un templo del siglo XVII, lo atractivo de este templo es que está erigido en la cima de un cerro, desde donde se pueden admirar los bellos paisajes de exuberante vegetación y valles montañosos.
Cuenta con dos hoteles de los cuales uno es un hotel comunitario, restaurantes, tiendas de artesanías, y para los amantes de los deportes extremos, Tapijulapa cuenta con una tirolesa que atraviesa el río de la Sierra.

#### Desarrollo ecoturístico "Kolem Jaa"

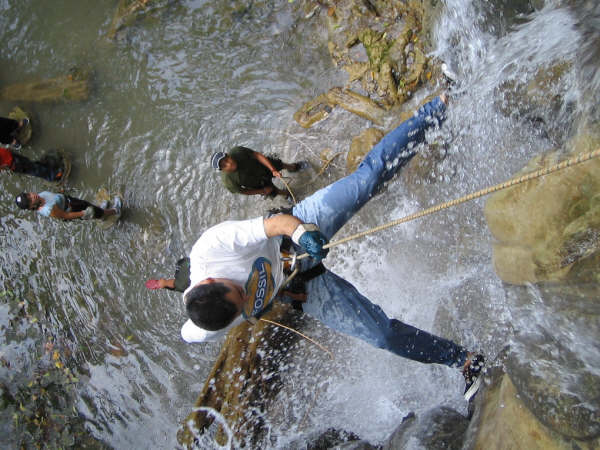
Rápel en cascada. Desarrollo ecoturístico "Kolem-Jaa", municipio de Tacotalpa.

Centro ecoturístico que en lengua chol significa “la grandeza del agua”. Se localiza en el km. 5 de la carretera Tapijulapa-Oxolotán, en el municipio de Tacotalpa a escasos 5 km de villa Tapijulapa, y dentro de la reserva ecológica del "Parque estatal de la Sierra de Tabasco".
Kolem Jaa’ ofrece a los visitantes escenarios de excepcional belleza, posee además un nutrido jardín botánico, una zona de reforestación con especies propias de la región, una granja reproductora de venados cola blanca; así como la introducción de fauna nativa en peligro de extinción, un mariposario natural y una variedad de actividades para los amantes de la naturaleza y turismo de aventura tales como: canopy de 410 m de longitud (el segundo más largo de Latinoamérica), tirolesa, rappel en una de las múltiples cascadas que ahí se encuentran, senderismo, cabalgata, ciclismo de montaña, safari fotográfico, camping, una excitante pista comando, refrescantes pozas naturales en varios arroyos sulfurosos que cruzan su extensión, así como interesantes cuevas y manantiales de cristalinas aguas.
En Kolem Jaa’, además de diversión encontraras restaurante, dos salones de usos múltiples uno de ellos climatizados, cabañas confortables con aire acondicionado, agua caliente y fría, campamento con vestidores, baños, regaderas y servicio de hospedaje en confortables cabañas. Todo esto hace de este mágico lugar llamado Kolem Jaa’ una experiencia inolvidable.

#### Villa Luz

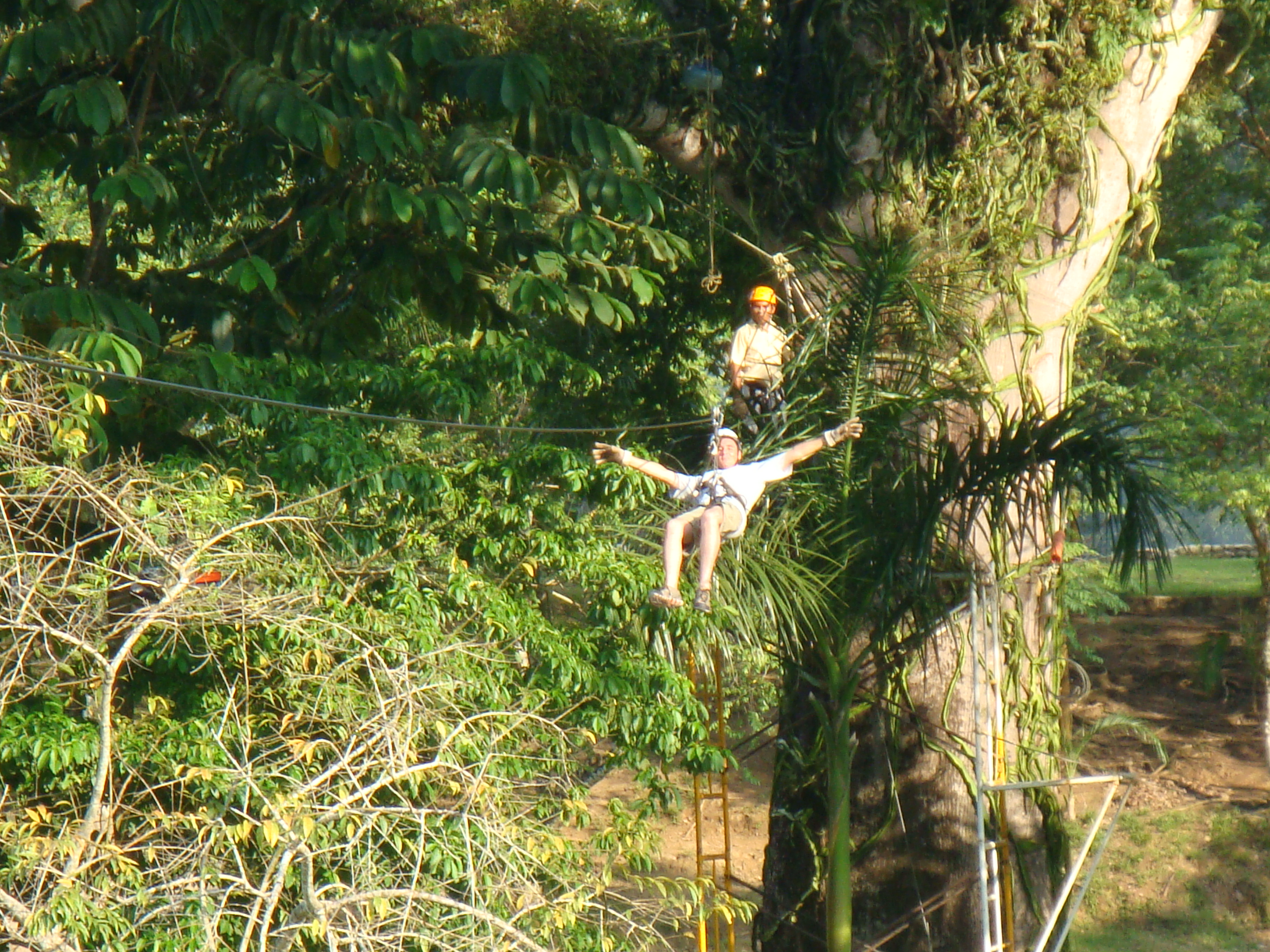
Canopea o Canopy en Tapijulapa.

A solo 3 km en lancha desde Tapijulapa, en el municipio de Tacotalpa se halla este lugar místico y mágico de los zoques con hermosas cascadas, balneario de aguas sulfurosas, grutas y exuberante vegetación, Villa Luz dispone de áreas para acampar y hay senderos por la selva para paseos de ecoturismo. Además puede tomar un paseo por el río Oxolotán. Lancheros locales lo conducirán a lo largo del río hasta la confluencia con el río Amatán. De igual manera se encuentra la casa museo del exgobernador Tomás Garrido Canabal que muestra piezas arqueológicas zoques, artesanías típicas y sala de consulta.
Muy cerca de Villaluz, se encuentra la "Cueva de las sardinas ciegas", esta peculiar cueva resulta de gran interés para los geólogos y biólogos por contar con uno de los micro-ecosistemas más singulares del planeta, compuesto por varias especies que viven en condiciones de oscuridad total, de entre las cuales sobresale una especie de sardina, lo que ha valido para que científicos de la NASA hayan realizado varios estudios en su interior. En este lugar se lleva a cabo durante la Semana Santa, una de las manifestaciones culturales más importantes de la entidad, la tradicional danza de origen prehispánico: “Pesca de la Sardina ciega”.

#### Pantanos de Centla

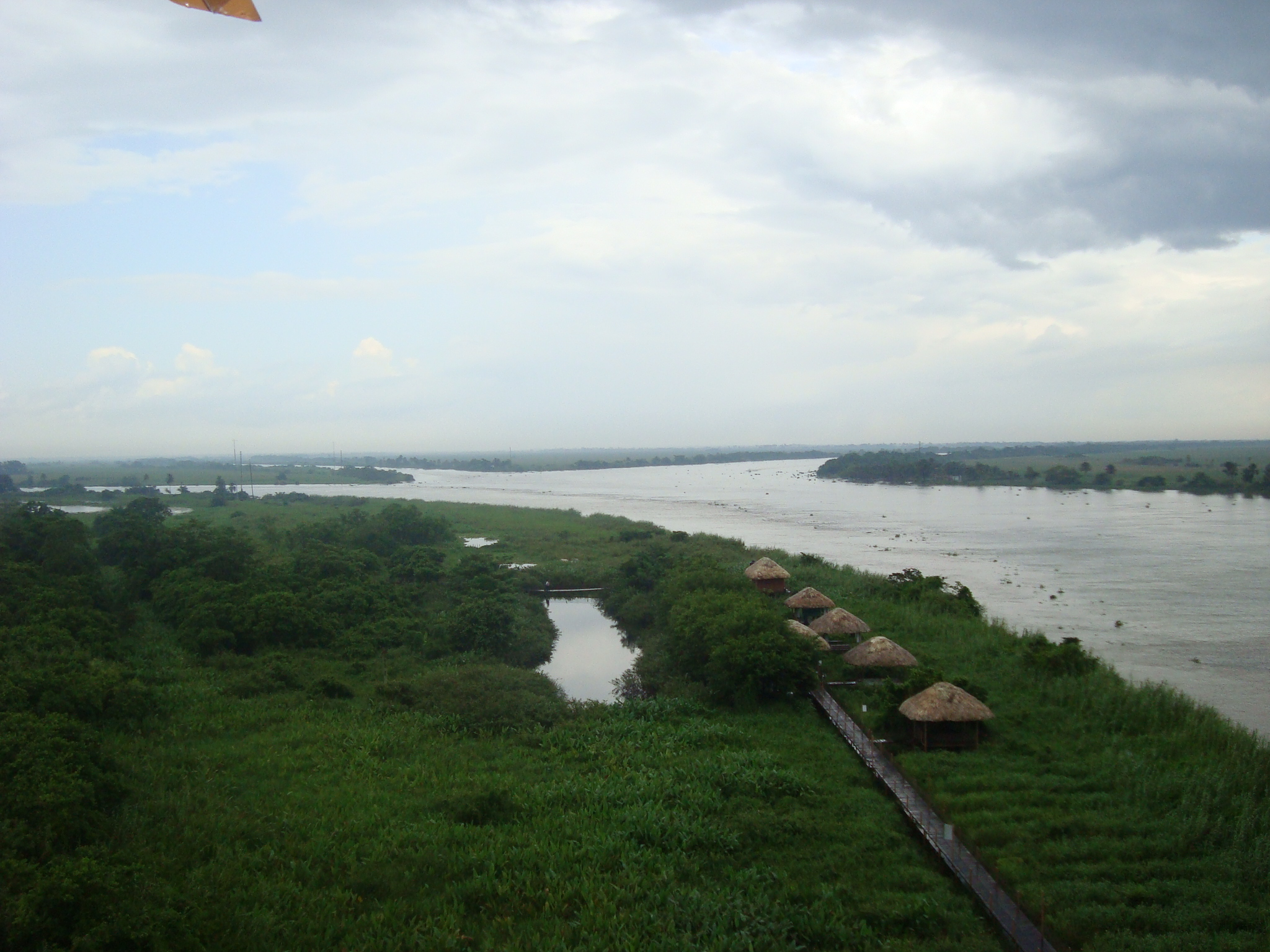
Panorámica desde el mirador de la Estación "Tres Brazos" en la Confluencia de los ríos Grijalva, Usumacinta y San Pedrito, en la Reserva Pantanos de Centla.

Es el área natural protegida más grande del el estado, tiene una extensión de 302 706 hectáreas y fue decretada como área natural protegida el 6 de agosto de 1992. Abarca parte de los municipios de Centla, Jonuta y Macuspana. La vegetación principalmente es vegetación hidrófita, selva mediana y manglar.
Cuenta con la "Estación Tres Brazos" y el Centro de Interpretación "Uyotot-Ja" ("La Casa del Agua") en la que existe un museo interactivo en el que se explica la importancia de este ecosistema. Además, existe una torre de unos 20 metros de altura, la cual ofrece una vista increíble de los Pantanos de Centla. También se pueden hacer diversas actividades de ecoturismo como: recorridos en lancha, avistamiento de aves y otros.

#### Agua Selva
Agua Selva se localiza en la sierra sur del municipio de Huimanguillo, aproximadamente a 80 km de la ciudad de Villahermosa. Es un excelente escenario en el que sus exuberantes paisajes le invitan a disfrutar de la naturaleza a través de la práctica del ecoturismo y turismo de aventura. Cuenta con más de 100 cascadas, algunas de más de 70 m de alto, exóticas especies arbóreas, una diversidad de aves y su selva alta Perennifolia, le esperan en este enigmático lugar.
En este bello lugar, se pueden realizar actividades como: Observación de fauna, flora, safari fotográfico, senderismo interpretativo, asimismo, campismo, ciclismo de montaña, rappel, cañonismo, etnoturismo, ecoarqueología, vivencias místicas o bien, simplemente detenerse a observar los espléndidos ecosistemas.
Cuenta con cabañas y albergues de tipo rústico para alojamiento de los visitantes, así como espacios para acampar. Los circuitos ecoturísticos de Agua Selva son operados por los lugareños que han sido capacitados para el mejor manejo de grupos controlados de ecoturismo.

#### Agua Blanca

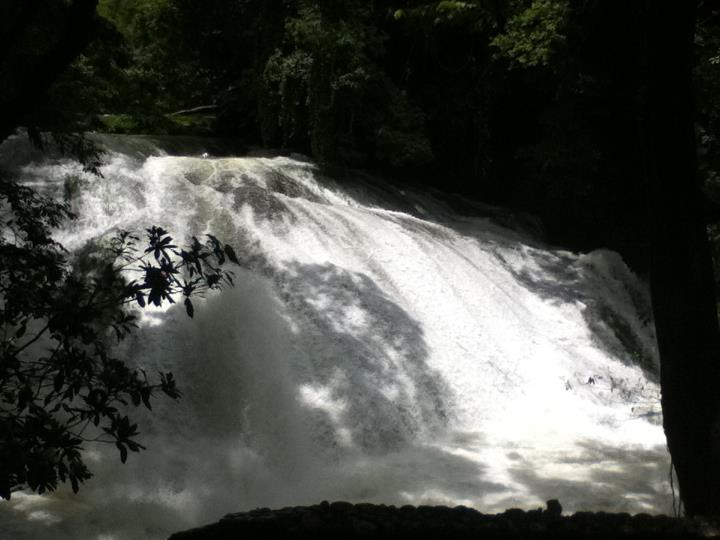
Balneario "Cascadas de Agua Blanca", municipio de Macuspana.

Se ubica en el municipio de Macuspana y es una reserva ecológica de 2 025 hectáreas. Fue decretada como área protegida el 19 de diciembre de 1987 y su vegetación principal es selva alta y mediana perennifolia. En su interior se localiza el Centro Turístico Cascadas Agua Blanca que ofrece al visitante cascadas, albercas, asadores, restaurante, sanitarios y estacionamiento. También se pueden recorrer diversas grutas.
Existen hermosas cascadas que brotan con gran fuerza desde una cueva, deslizándose por las rocas y formando albercas naturales que invitan a un refrescante baño, ideal para convivir con la exuberante naturaleza. Camino arriba se llegará a las Grutas de "Ixta-Ja’" (Agua Blanca), con cavernas (nivel 1-3) de impresionante dimensión en cuyo interior existen senderos con iluminación, ideal para la práctica de espeleología, rappel así como visitas guiadas por la selva.

#### Grutas de Coconá

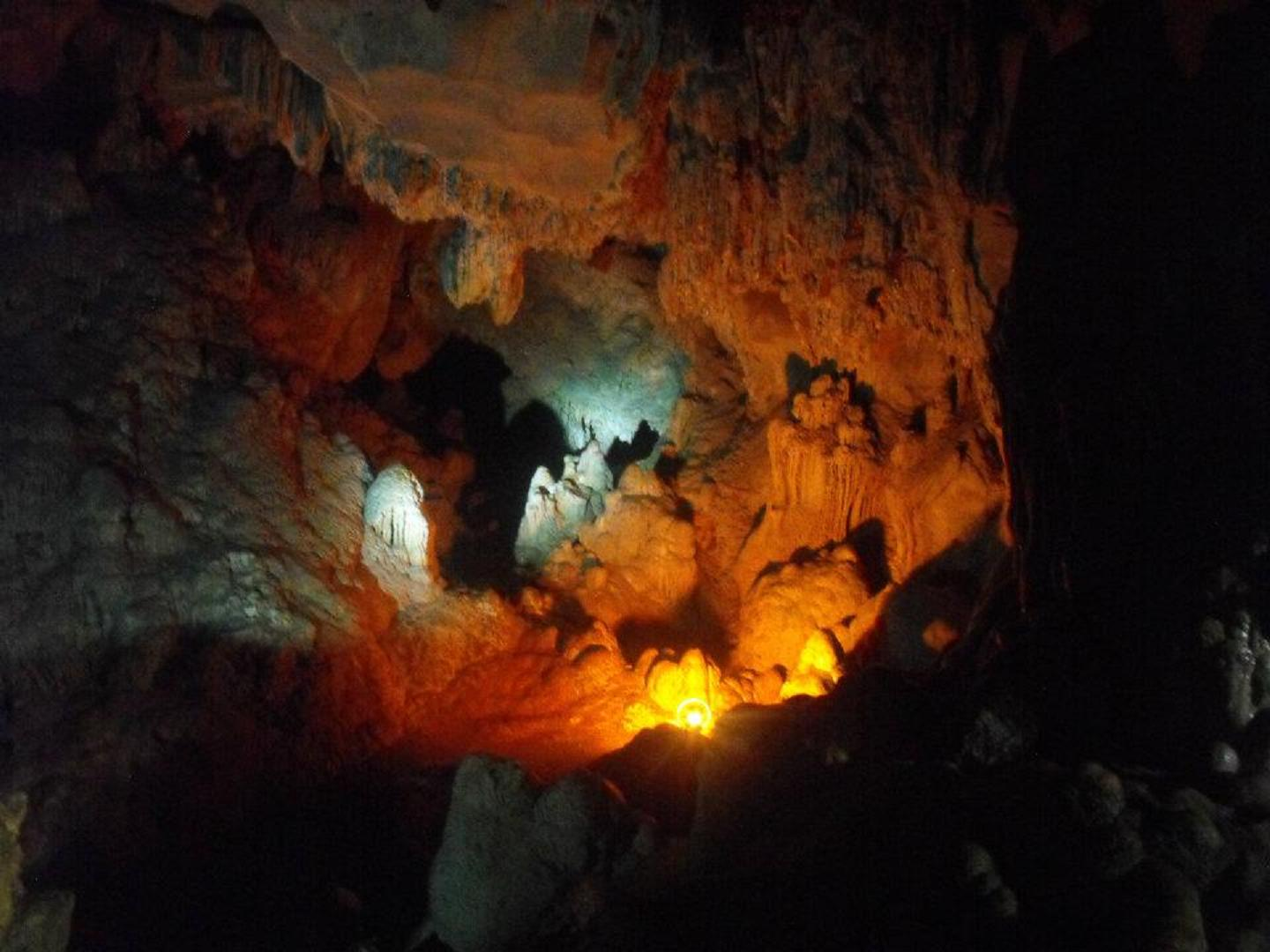
Monumento ecológico "Grutas de Coconá", en el municipio de Teapa.

Se localiza en el municipio de Teapa, a solo 2 km de la cabecera municipal. Esta magnífica área natural protegida cuenta con una extensión de 442 hectáreas y fue decretado como zona protegida el 24 de febrero de 1988., posee exóticas cavernas divididas en ocho salones y ofrece al visitante espectaculares formaciones de estalactitas y estalagmitas con efectos de luz que pueden recorrerse a través de sus 492 m de trayecto con andadores que facilitan el acceso. Resultan de gran interés sus bóvedas y una laguna interior en la que habitan peces "ciegos". El parador turístico cuenta con restaurante, estacionamiento y guías.

#### Balneario y SPA "El Azufre"
Localizado en el municipio de Teapa, sobre la carretera que conduce a Pichucalco, Chiapas, y a pocos minutos de la ciudad de Teapa, se encuentra este atractivo balneario natural. Ecología, salud y naturaleza se conjugan en este hermoso lugar que cuenta con albercas y chapoteadreos naturales de aguas termales sulfurosas con propiedades curativas, enmarcadas con el verde matizado de la naturaleza, además de restaurante, centro naturista y SPA, así como un hotel que cuenta con cómodas habitaciones con aire acondicionado lo que hace aún más agradable su estancia.

#### Cañón del Usumacinta

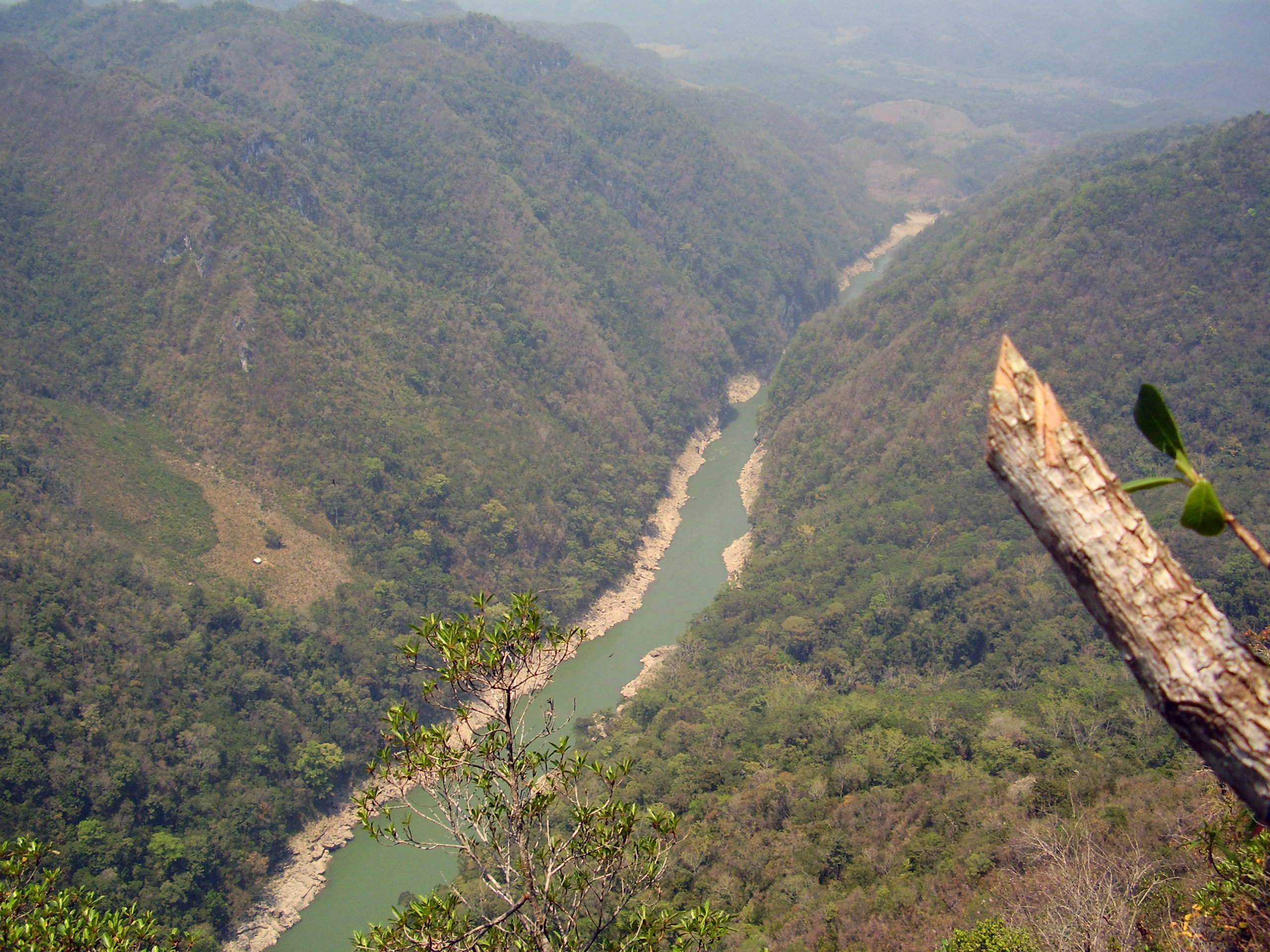
Reserva ecológica Cañón del Usumacinta, municipio de Tenosique, Tabasco.

Es una reserva ecológica que se localiza en el municipio de Tenosique, y cuenta con una extensión de 45 954 hectáreas. Fue decretata como área natural protegida el 15 de junio de 2005, y su vegetación principal es la selva alta perennifolia. En su interior se encuentran los rápidos del río Usumacinta así como diversos sitios arqueológicos.
En este lugar, es posible realizar actividades de "rafting" en los rápidos de "San José" y "Desempeño", aunque se puede esquiar por aquaficisacion.
Dentro de este lugar se localiza el balneario "Boca del cerro", sitio donde se pueden admirar en temporada de verano, los playones que se forman a orillas del río Usumacinta acompañado por la comida típica tabasqueña, además de realizar recorridos en lancha y senderismo.

#### Cenotes Yaax Ha y Aktun Ha

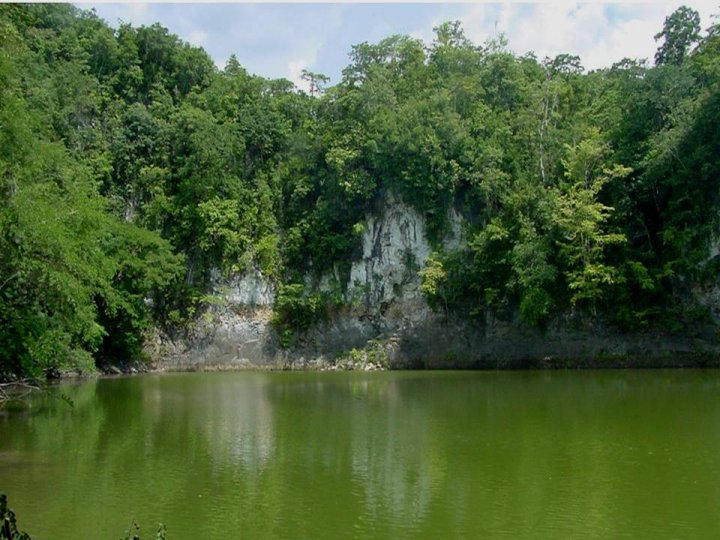
Cenote Aktun Ha, en la comunidad de Santo Tomás.

Son los únicos cenotes descubiertos en el estado de Tabasco. Se localizan cerca del poblado Santo Tomás en el municipio de Tenosique. A medida que se desciende en el interior de los cenotes, sus aguas verdosas, se transforman en color vino debido a la descomposición de las hojas en el fondo. Tienen una profundidad mayor a los 25 m y están rodeados de un paisaje selvático impresionante.
El poblado Santo Tomás se localiza a 23 km al sur de la ciudad de Tenosique de Pino Suárez. Dentro de las bellezas naturales que se encuentran en este lugar, están: los Cenotes Yaax Ha y Aktun Ha; la cueva del Tigre o Na’choj, de la Golondrinas y la cueva del Zorro así como también el Cerro de la Ventana que son atractivos espectaculares para el turismo, ya que están dentro de la selva exuberante que aún conserva este municipio fronterizo en la Reserva ecológica "Cañón del Usumacinta".

#### Laguna del Rosario
La laguna el Rosario afluente del río Tonalá, municipio de Huimanguillo. Esta laguna es un lugar con gran afluencia de turismo, especialmente los fines de semana, días festivos y vacaciones. Los bordes de la laguna en algunas partes están deforestados por las actividades ganaderas, pero en general se mantienen en buenas condiciones ambientales. Aquí se encuentran diversas formas de vida de plantas acuáticas como las hidrófitas de hoja flotante y las hidrófitas sumergidas.

#### Parque Yumka'

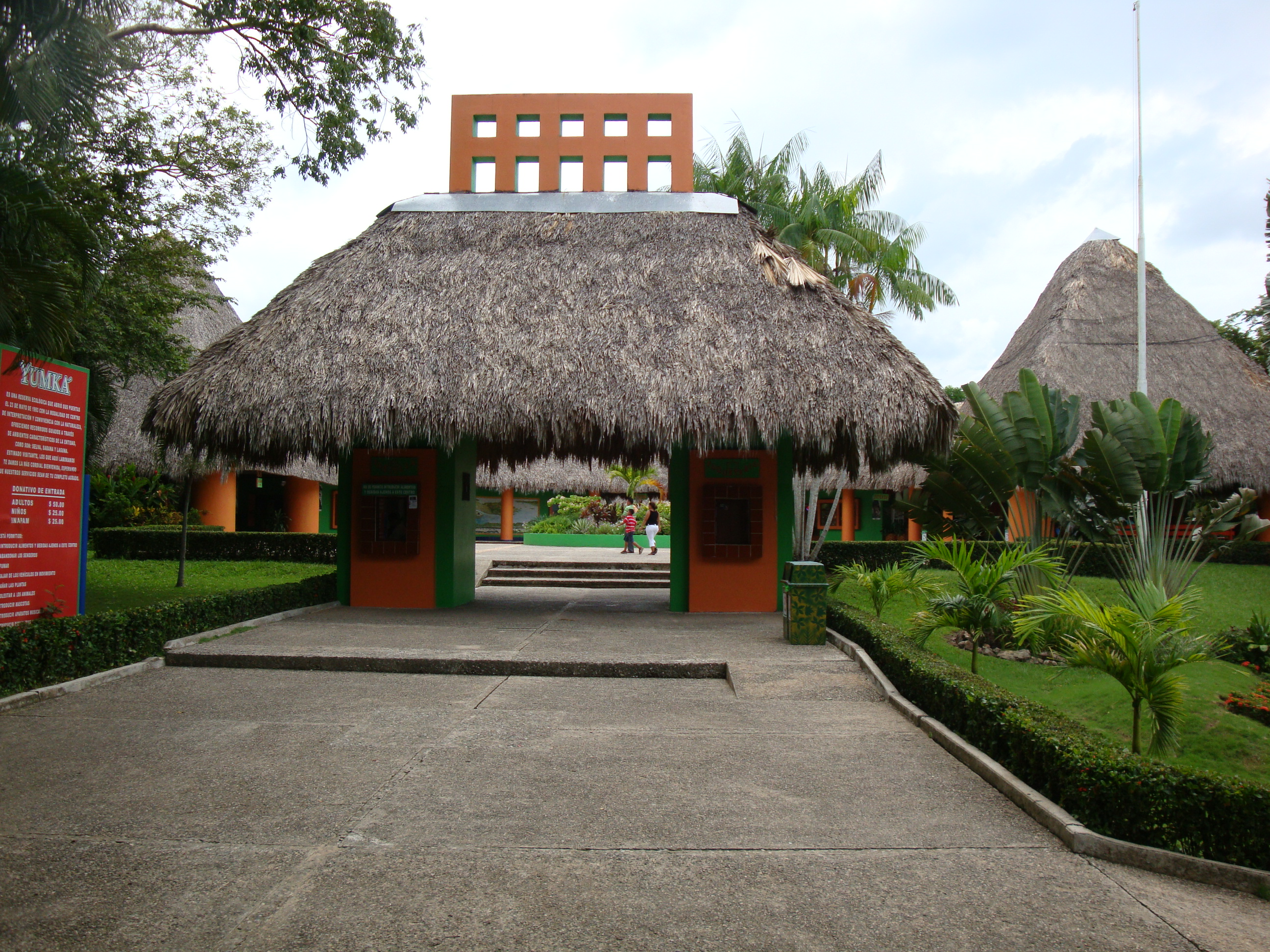
Centro de Interpretación y Convivencia con la Naturaleza: Yumka'.

El Centro de Interpretación y Convivencia con la Naturaleza: Yumka’, que en maya significa "Duende que cuida de la selva", tiene una extensión de 1 713.79 hectáreas aunque el área destinada al parque ecológico es de 101 hectáreas, y se localiza a 15 km al oriente de la ciudad de Villahermosa siendo uno de los centros turísticos más importantes de la capital del estado. Fue establecido como "monumento ecológico" el 19 de diciembre de 1987 y posteriormente como área natural protegida el 5 de junio de 1993.
El Yumká es un zoológico en donde los visitantes pueden apreciar especies de animales de diversas partes del mundo. Su vegetación principal es selva alta y mediana perennifolia, la sabana y laguna. El recorrido se realiza en un trenecito, y se cuenta con la explicación de los guías.

### Agroturismo

#### Haciendas Cacaoteras

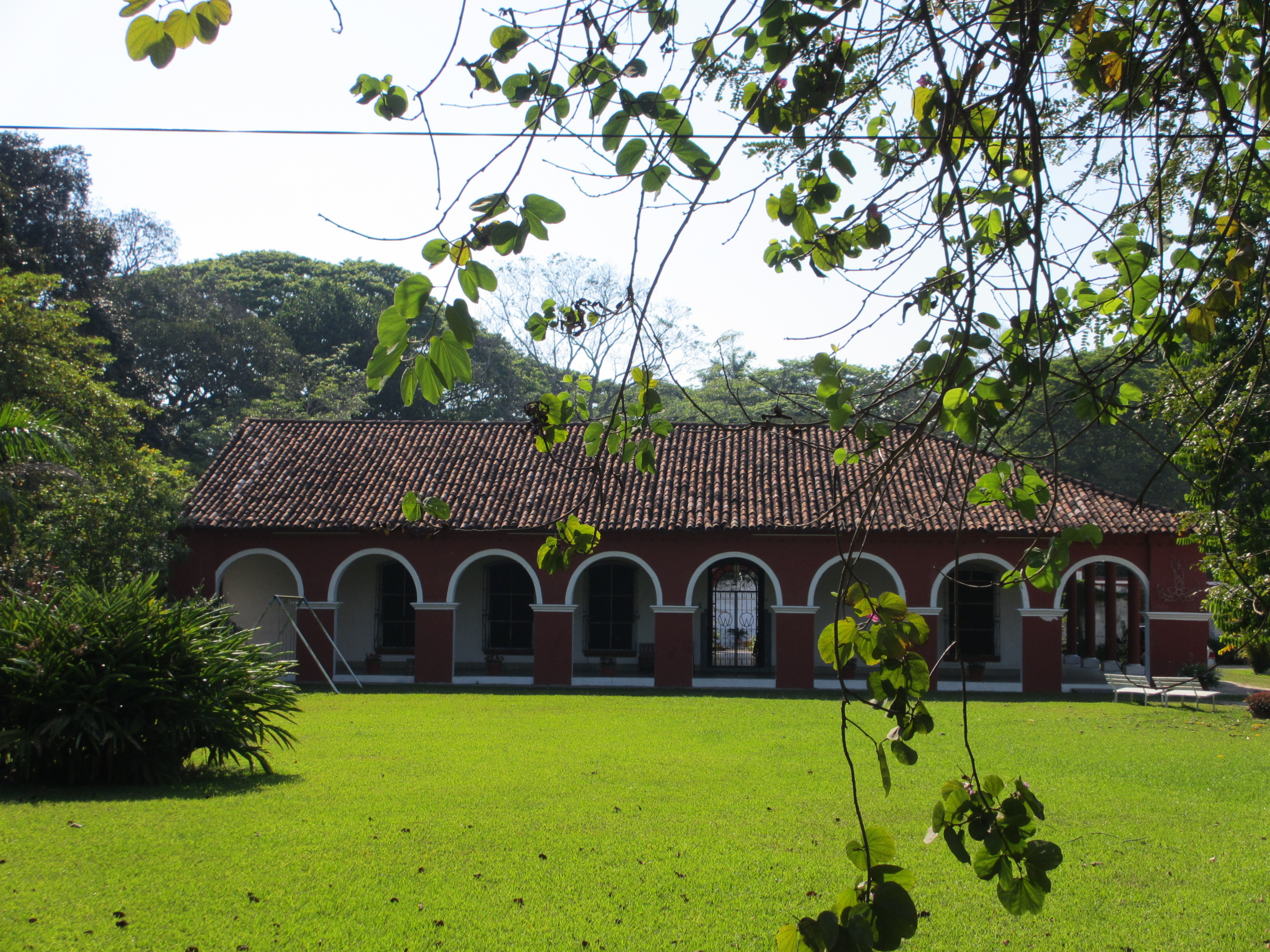
Hacienda La Luz en el municipio de Comalcalco.

El "Agroturismo" en Tabasco está representado principalmente por las haciendas cacaoteras, en las que el visitante puede conocer la forma artesanal de la elaboración del chocolate. Las haciendas cacaoteras cuentan con recorridos por las plantaciones, fábricas, áreas verdes y casco principal, así como restaurantes, en los que se puede degustar la comida típica tabasqueña. Algunas de estas haciendas, cuentan inclusive con otras opciones para el turismo como: SPA, temazcal, recorrido en bicicleta, senderismo, práctica de kayak's y campismo.

##### Hacienda La Luz
Se localiza prácticamente en la ciudad de Comalcalco y a solo 5 minutos de la zona arqueológica, esta hacienda conocida por los lugareños como Hacienda Wolter en memoria del doctor de origen alemán Otto Wolter su fundador, fue de las primeras en industrializar el cacao para fabricar el chocolate de la famosa Región de la Chontalpa tabasqueña.
La hacienda la luz cuenta dentro de sus instalaciones con "El Museo del Cacao y Chocolate", ubicado en una de las bodegas donde comienza el proceso para la fabricación del chocolate, se trata de un museo "vivo" en el que se puede conocer no solo la historia del cacao y chocolate, sino sus procesos de transformación.

##### Hacienda Cholula

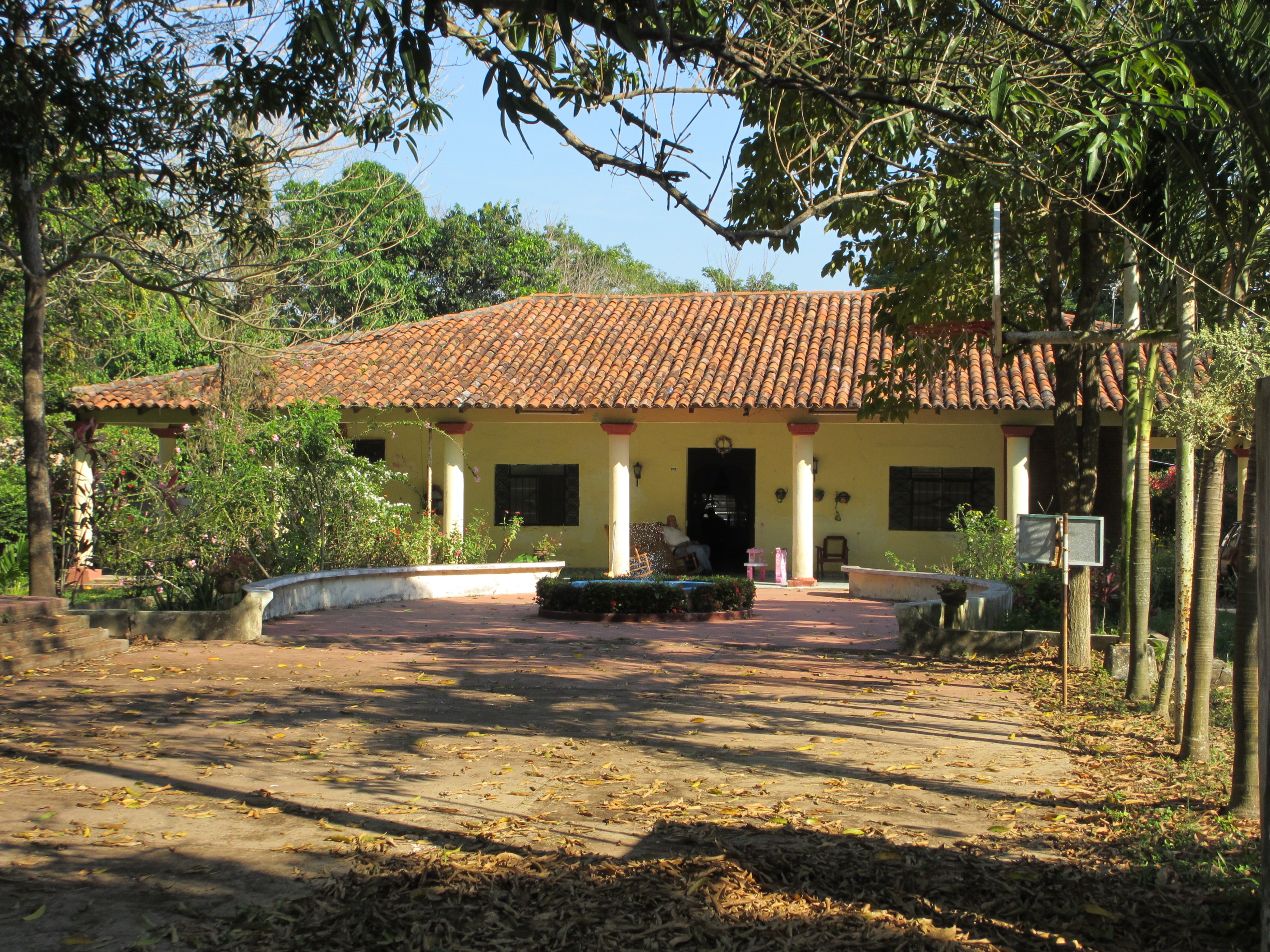
Finca Cholula en Comalcalco.

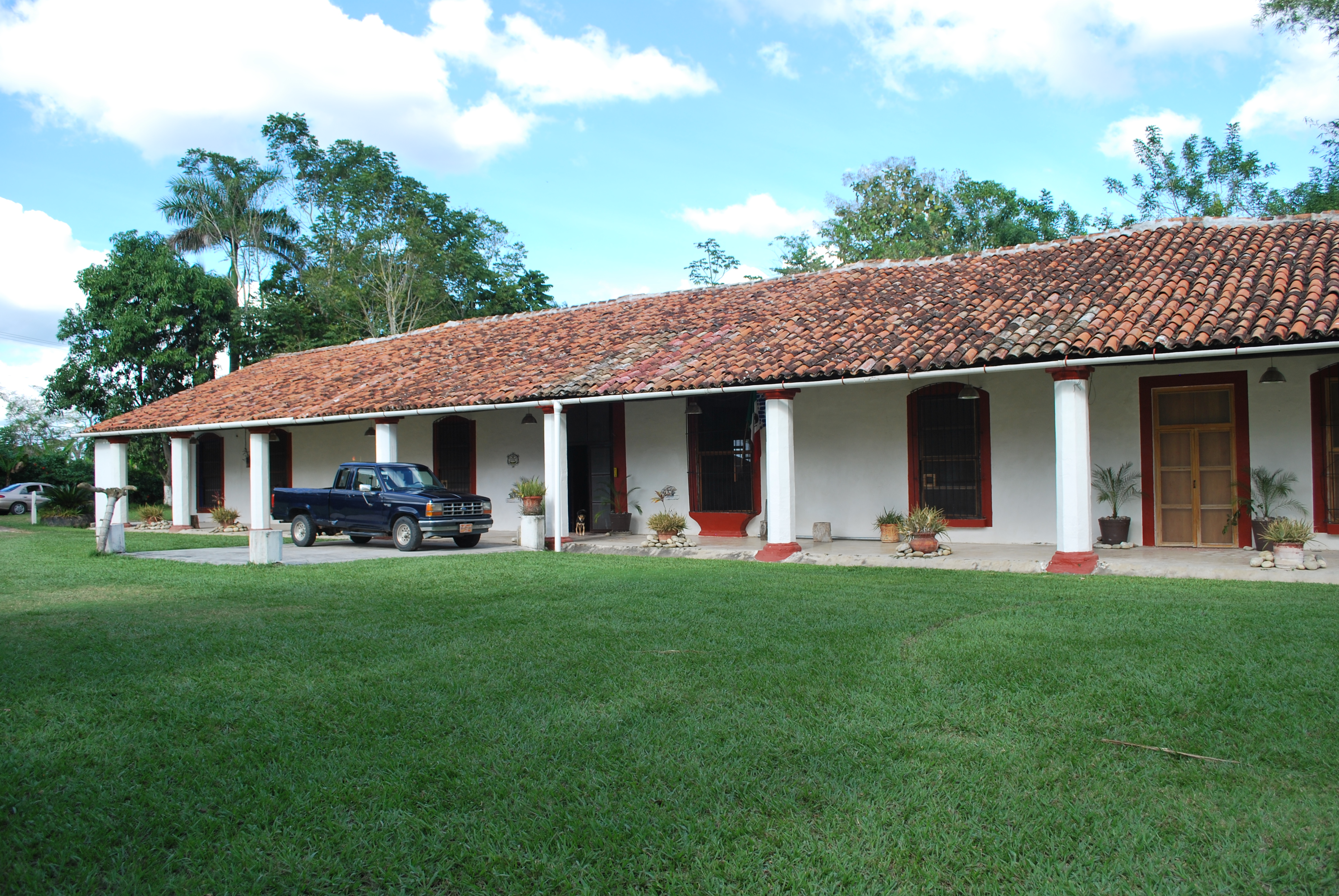
Hacienda La Chonita en el municipio de Cunduacán.

Localizada en el municipio de Comalcalco a solo 300 m de la zona arqueológica de Comalcalco. Se ofrecen recorridos guiados por las plantaciones para apreciar la gran variedad de mazorcas de cacao creciendo en los árboles y a la vez admirar las diversas especies de plantas y animales entre ellos los monos saraguatos que vive en completa libertad entre sus ramas.
En la hacienda se realizan actividades de agricultura orgánica que son actividades ligadas a la ecología como investigación de flora, fauna y técnicas naturales; educación y sensibilidad para las nuevas generaciones; preservación y difusión de la herencia cultural; así como una exploración constante de ideas nuevas con las que trabajar.
Al visitar la fábrica de productos “El Chontal”, se conocerá el proceso para convertir el cacao en chocolate para finalmente saborear el chocolate fresco, recién tostado y molido. Cuentan con un vivero de plantas y una tienda de artesanías.

##### Hacienda Jesús María
Se localiza en la ranchería Sur, 5 ta. Sección, en el municipio de Comalcalco a 10 minutos de la cabecera municipal. Esta hermosa hacienda fue construida a base de ladrillos con pilares que sostienen el techo y rodeada de pasillos a base de mosaicos. Abre sus puertas para el disfrute de la comodidad de sus habitaciones, mostrando a los visitantes una bella colección de vestidos costumbristas de las antiguas haciendas cacaoteras.
Cuenta con una cocina antigua chontal, donde se aprecian, utensilios, el fogón de tierra entre otras cosas. En sus alrededores se observan una gran cantidad de árboles frutales y flores exóticas tropicales, además de árboles maderables que brindan cobijo a las plantaciones entre los cuales podemos mencionar el cedro, palo mulato, tatúan entre otros.
La hacienda Jesús María cuenta además, con una fábrica de chocolate donde se puede constatar el proceso de elaboración, desde la elección de las semillas de cacao hasta la obtención varios subproductos como manteca de cacao, pasta de cacao y cocoa; además, de una variedad de productos como bebidas en polvo, chocolate de mesa, golosinas, coberturas, confitería, etc., en las diversas presentaciones de cada uno de sus productos, que a manera artesanal con sus empaques, le dan el toque que distingue a ""Cacep Chocolates".

##### Hacienda La Chonita
Ubicada en el municipio de Cunduacán, la Hacienda La Chonita cuenta con servicio de Temazcal maya en un ambiente natural y relajante, ofrece además excursiones para niños y jóvenes con información de educación ambiental y de la vida, taller de chocolate, freesbe golf, recorrido por las plantaciones de cacao, venta de chocolate y artesanías, renta de bicicletas y kayaks, actividades de pesca, y hospedaje en hostal rural. También cuenta con área de camping y hamacas, información turística de la ruta Maya, servicio de guía en la zona arqueológica de Comalcalco, servicio de temazcal, masaje relajante y reductivo, alimentación, así como tratamiento facial y corporal exfoliante.

### Monumentos coloniales

#### Centro histórico de Villahermosa

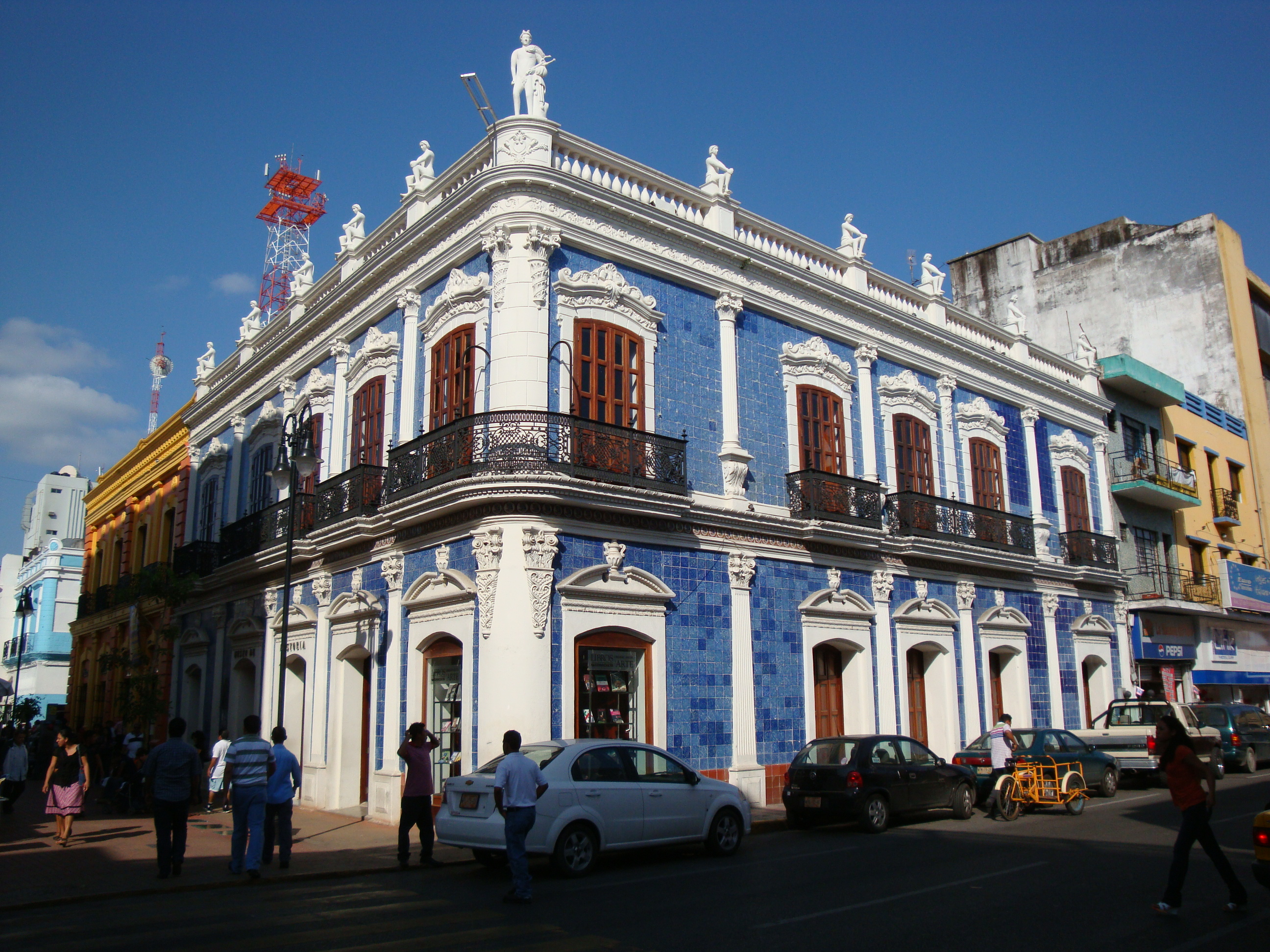
"Casa de los Azulejos" construida en 1889 de estilo ecléctico y que actualmente alberga al Museo de Historia de Tabasco.

El Centro histórico de Villahermosa comprende el casco urbano de lo que fuera la ciudad colonial de San Juan Bautista, habitada entre 1540 y 1557 y fundada oficialmente por el español Diego de Quijada en 1564, y tiene una extensión de 143 hectáreas.
Dentro de su perímetro, se localiza la llamada "Zona Luz" que es un conjunto de siete calles adoquinadas de lo que fuera el antiguo centro de la ciudad colonial. En este lugar, existen varios inmuebles de valor histórico como son: el Palacio de Gobierno del estado, la Plaza de Armas, el edificio del antiguo Instituto Juárez, la casa de los azulejos (hoy Museo de Historia de Tabasco), la casa del poéta Carlos Pellicer Cámara, el edificio del Banco Nacional de México, la Iglesia de la Inmaculada Concepción, así como otros edificios hoy convertidos en galerías de arte o inmuebles comerciales, pero que conservan su valor histórico, por ello, han tenido que adaptar sus locales. 
Fuera de la "Zona Luz", pero dentro del perímetro del centro histórico de la ciudad, se localiza la Catedral del Señor de Tabasco.
Dentro de las actividades que se realizan en la "Zona Luz", se encuentran las "Tardes del Edén", un conjunto de actividades culturales y artesanales en las calles de esta zona. Se prevé también, una posible rehabilitación a cargo de la Dirección de Fomento Económico y Turismo de Centro, al menos así ha sido mencionado por el Subdirector de Turismo, Ángel Mario Zurita del Rivero. 

#### Cupilco

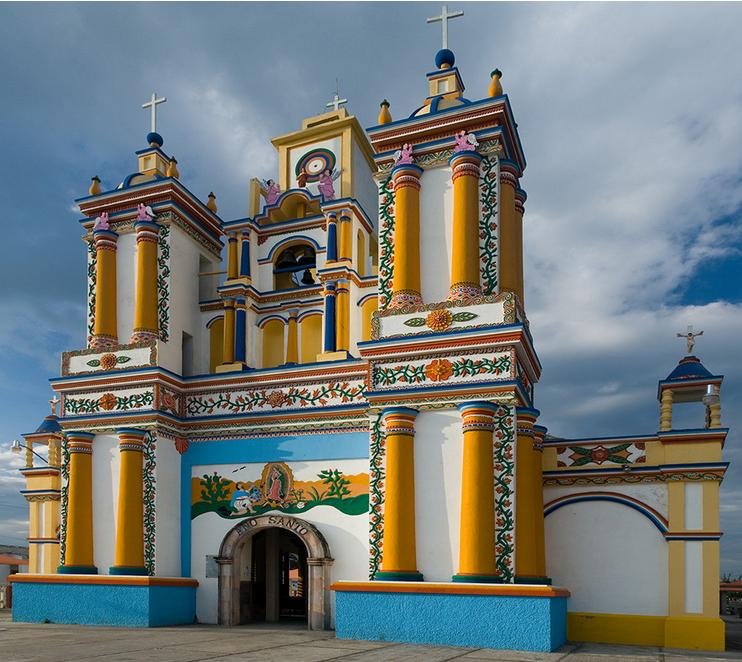
Iglesia de Cupilco, en el municipio de Comalcalco.

Cupilco es una población ubicada en el municipio de Comalcalco, en la región de la Chontalpa. Esta población ya existía desde antes de la llegada de los españoles a nuestro territorio. En la "Historia Verdadera de la Conquista de la Nueva España" escrita por Bernal Díaz del Castillo, así como en la "Quinta Carta de Relación" de Hernán Cortés, ambos hablan ya de una población llamada Cupilco o Copilcom por la que atravesaron en su viaje a las Hibueras (Honduras) en 1525.
El atractivo principal de esta pequeña población, es sin lugar a dudas, la Iglesia de la Asunción de María, construida en el siglo XVIII, y es una de las más coloridas y famosas del estado, y que está dedicada a la "Virgen de la Asunción" la cual recibe muchos peregrinos e inclusive fue adorada por el Papa Juan Pablo II durante su visita a Tabasco en 1990.
La iglesia de Cupilco ha sido símbolo de Tabasco en muchas exposiciones turísticas tanto nacionales como internacionales. Su imagen ha recorrido prácticamente el mundo y es de las iglesias tabasqueñas más fotografiadas. Sus alegres y llamativos colores han sido su distintivo, y es paso obligado al recorrer la ruta turística de la Chontalpa. 
A un costado de la iglesia, se localiza el Museo Comunitario de la Virgen de Cupilco que cuenta con un acervo de 500 piezas, entre objetos históricos, etnológicos, devocionales, bibliográficos y testimoniales, así como fotografías, textos antiguos, una hemeroteca, biblioteca, fototeca, vestidos y joyas de la Virgen de Cupilco.

#### Oxolotán

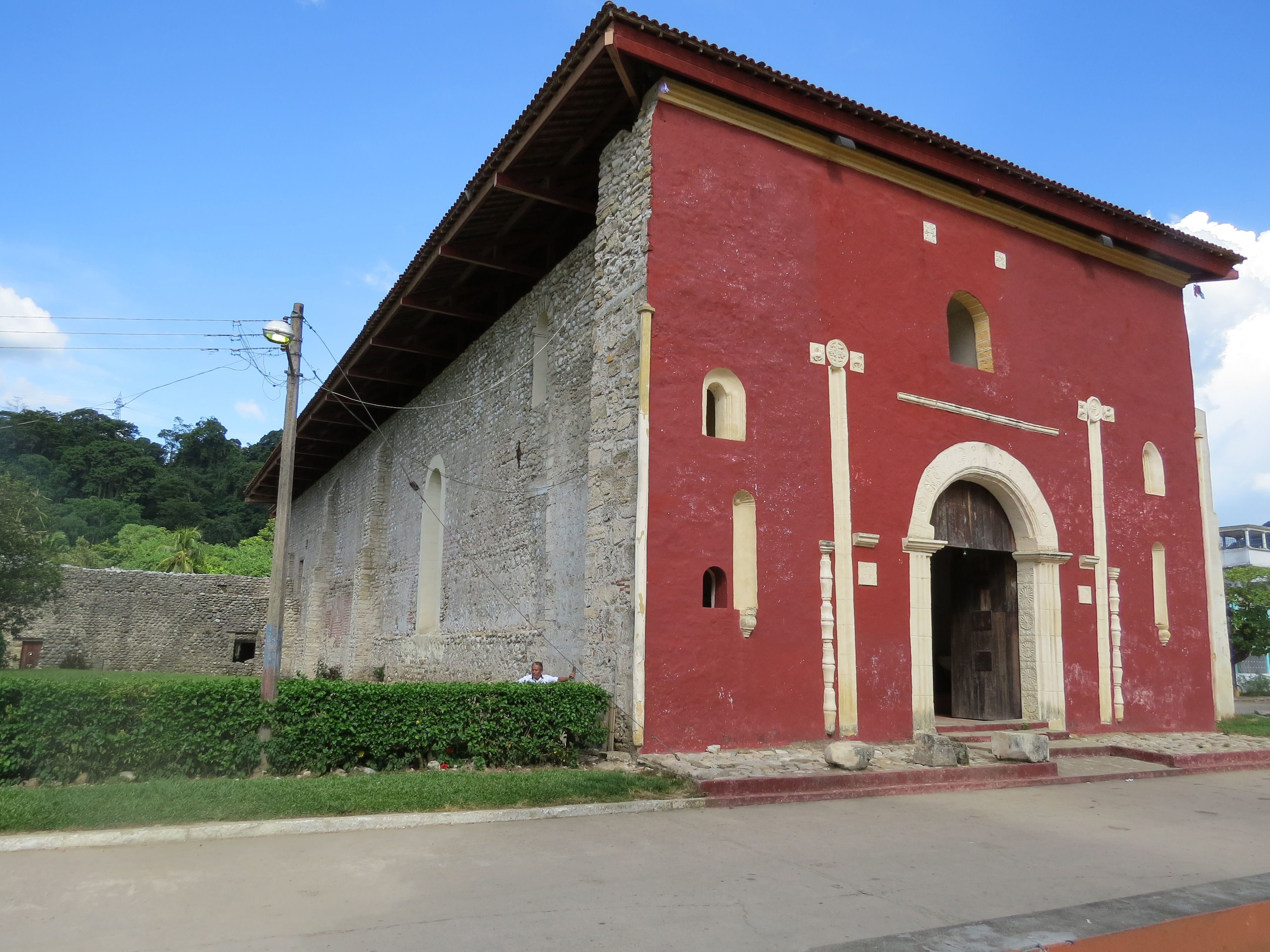
Ex-Convento de Santo Domingo de Guzmán, en Oxolotán, Tacotalpa.

Población del municipio de Tacotalpa, localizada a 96 km de la ciudad de Villahermosa, y cuyo nombre significa "Casa del ocelote". En el población de Oxolotán se encuentra un convento, que es el único en la entidad, y que fue fundado por frailes franciscanos quienes iniciaron su construcción en 1572, y fue concluido en 1633 por los dominicos.
Algunos años después de iniciado su construcción, el convento pasó a manos de los frailes dominicos desde donde atendían las doctrinas de los pueblos cercanos. Tiene interesantes detalles arquitectónicos, a un costado del templo se encuentra el Museo de la Sierra el cual consta de cuatro salas con piezas de arte colonial, óleos y esculturas de madera, piezas pertenecientes a la orden fundadora.

#### Cunduacán
Población localizada en la zona de la Chontalpa, fundada el 8 de septiembre de 1625. Llegó a ser el centro religioso más importante de Tabasco durante la época colonial, ya que esta ciudad fue la sede del Comisariato de la Santa Inquisición para la Provincia de Tabasco, nombrado por el Tribunal del Santo Oficio de la Nueva España. además de que su Vicaría, fue la más importante de Tabasco durante la colonia. Su principal atractivo lo constituye la Iglesia de la Natividad de María, ubicada frente al Parque Principal y que se comenzó a construir en 1715 para culminarse en 1725.
Durante los trabajos de restauración del templo realizados por el Instituto Nacional de Antropología e Historia (INAH) se descubrieron doce lápidas en criptas de ladrillo que habían sido construidas en 1840, bajo las cuales reposaban los restos óseos de personas importantes en esa ciudad y que habían sido enterradas ahí entre 1841 y 1880. Las lápidas fueron puestas nuevamente en el presbiterio, a nivel del piso, y a partir de febrero del año 2009 están a la vista de los feligreses y del público en general, a manera de "ventana arqueológica", pudiendo ser observadas a través de un cristal colocado en el piso.

#### Las Mirandillas

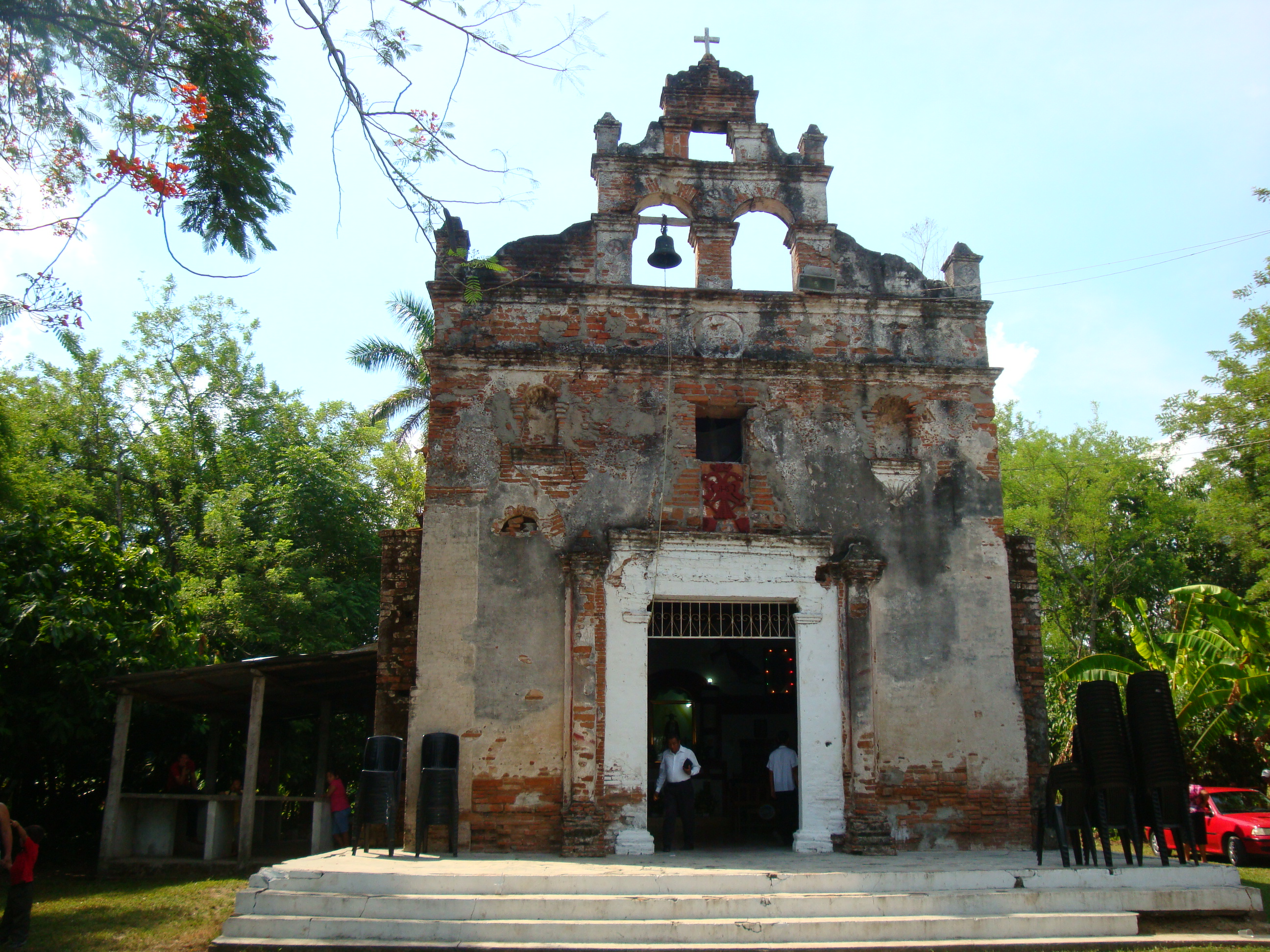
Iglesia "Las Mirandillas", construida en 1724 en Cunduacán.

La Iglesia de Las Mirandillas Se encuentra en la zona de la Chontalpa en el municipio de Cunduacán  es una de las iglesias más antiguas de Tabasco. Edificada por la orden franciscana en 1724, única en esta región por la antigüedad e historia que guarda. En la fachada se observa un relieve tipo barroco, luciendo la insignia de la Corona imperial y la fecha de construcción. Es posible también apreciar en su dintel, un monograma de Jesús, decorado con elementos vegetales. Fue construida en terrenos que pertenecieron al presbítero José Eduardo de Cárdenas y Romero.

#### Teapa
Ciudad ubicada en la sierra sur de Tabasco. Cuenta con tres iglesias de valor histórico. El Santuario de Nuestra Señora de Guadalupe el cual fue fundado por los jesuitas, quienes inician la construcción de este santuario dedicado a la Virgen de Guadalupe en 1712 y lo terminan en 1725. Para la construcción de sus muros se empleó piedra de río, material transportado a la obra, de mano en mano, a través de una larga cadena humana. La fachada es de un cuerpo, que destaca el acceso con arco rebajado y ventana rectangular en la parte superior. El campanario, se levanta sobre la única torre en el extremo derecho de la fachada.
La Iglesia de Santiago Apóstol fue el segundo templo en erigirse en la ciudad, su construcción se inició en 1725 y finalizó unos años después, este se encuentra en el centro de la ciudad de Teapa y actualmente es la parroquia de la ciudad. En 1896 el ayuntamiento compró el reloj que fue colocado entre los dos campanarios. En 1902 fue colocada alrededor una artística reja. El templo fue destruido casi por completo por las fuerzas "garridistas" en 1935 y reconstruida en 1937. De 1999 a 2002 se inició el mantenimiento y se arregló de forma que se destacaron los principales atractivos franciscanos (colonial), aquí se festeja al Santo Patrono cada 25 de julio.
La Iglesias del Señor de Esquipulas la cual fue construida en 1780 teniendo como figura central un “Cristo Moreno”. La fachada es de tres cuerpos: el primero, acceso adintelado con pilastras a los lados; el segundo cuerpo muestra al centro una ventana con arco de medio punto; y el tercero, un crucifijo al centro. El remate es un arco de medio punto. Su campanario es un arco del cual dependen tres campanas de diferentes tamaños, teniendo en ambos extremos dos figuras con puntas de lanza de forma triangular, con las puntas orientadas hacia arriba. En la parte superior de la fachada se encuentra insertada una cruz de concreto, así como otra en el arco del campanario. Cabe recalcar que durante la época garridista, éste templo fue utilizado como cuartel militar. aquí se festeja "la Santa Cruz" cada 3 de mayo y por esta festividad se realiza la Feria Municipal.

#### Tacotalpa

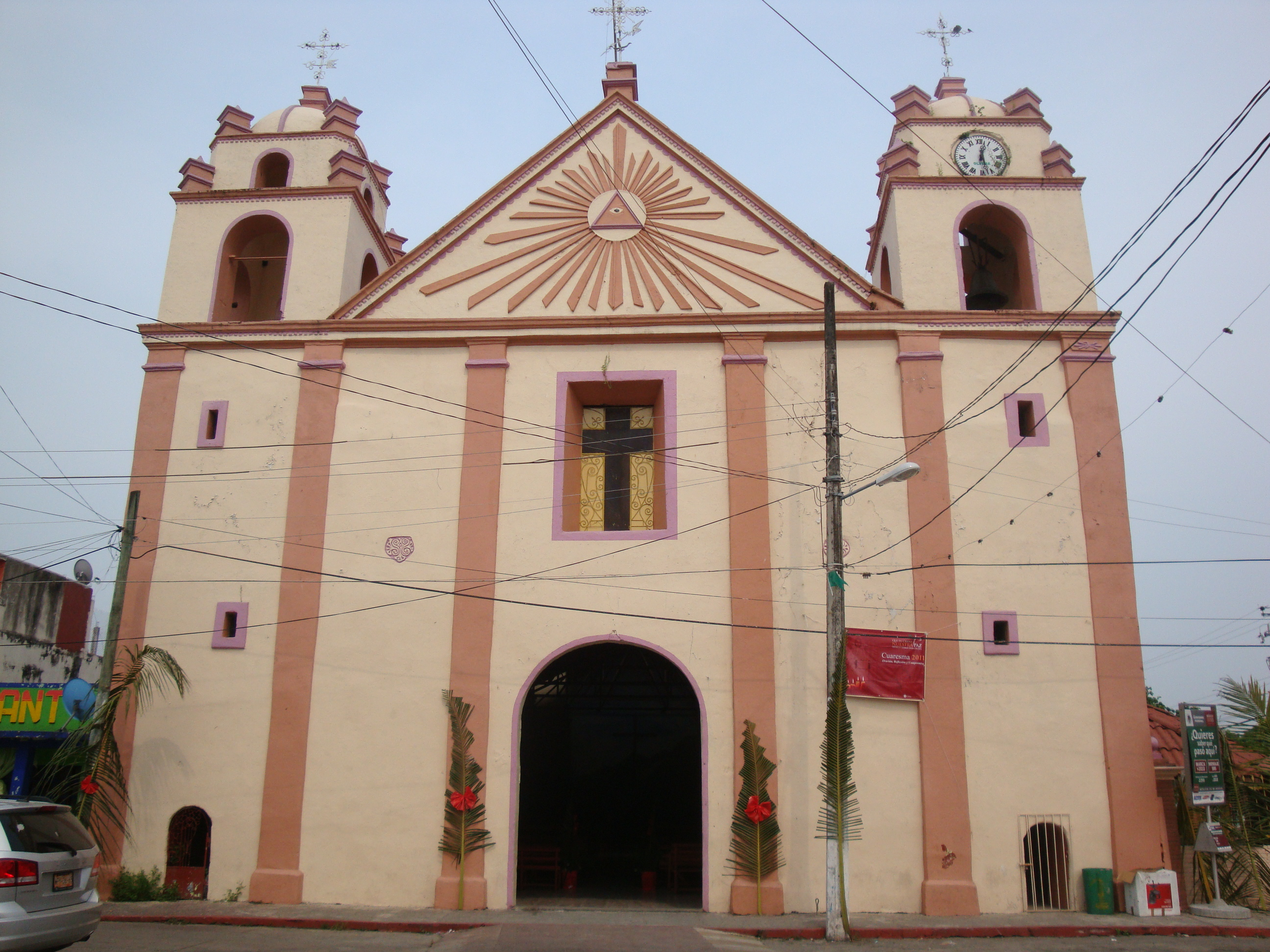
Iglesia de la Asunción en Tacotalpa, es en la actualidad la iglesia más antigua del estado.

Es una de las ciudades más antiguas del estado, ya que data de 1677. Tacotalpa fue la capital colonial de Tabasco de 1677 a 1795. Sin embargo, las inundaciones del río de la Sierra, destruyeron casi la totalidad de las construcciones coloniales de la ciudad. Solo sobreviven unos cuantos edificios, entre los que sobresale la Iglesia de Nuestra Señora de la Asunción, que es de las iglesias más antiguas del estado. Su construcción inició en 1703 y concluyó en 1710. Sobrevivió no solo a las crecientes del río de La Sierra, sino también a la persecución religiosa emprendida por el gobernador Tomás Garrido Canabal entre 1930 y 1934. También está la Iglesia de Santiago Apóstol en Tapijulapa, la cual fue construida a fines del siglo XVII.

### Playas
El estado de Tabasco cuenta con 191 km de costas en el golfo de México, lo que hace que cuente con muchas playas y balnearios que son visitados tanto por turistas locales como nacionales, sobre todo, en la temporada de Semana Santa y en los meses de julio y agosto.
Los municipios en los que se localizan las playas y balnearios son: Centla, Paraíso y Cárdenas.

#### Corredor turístico "República de Paraíso"

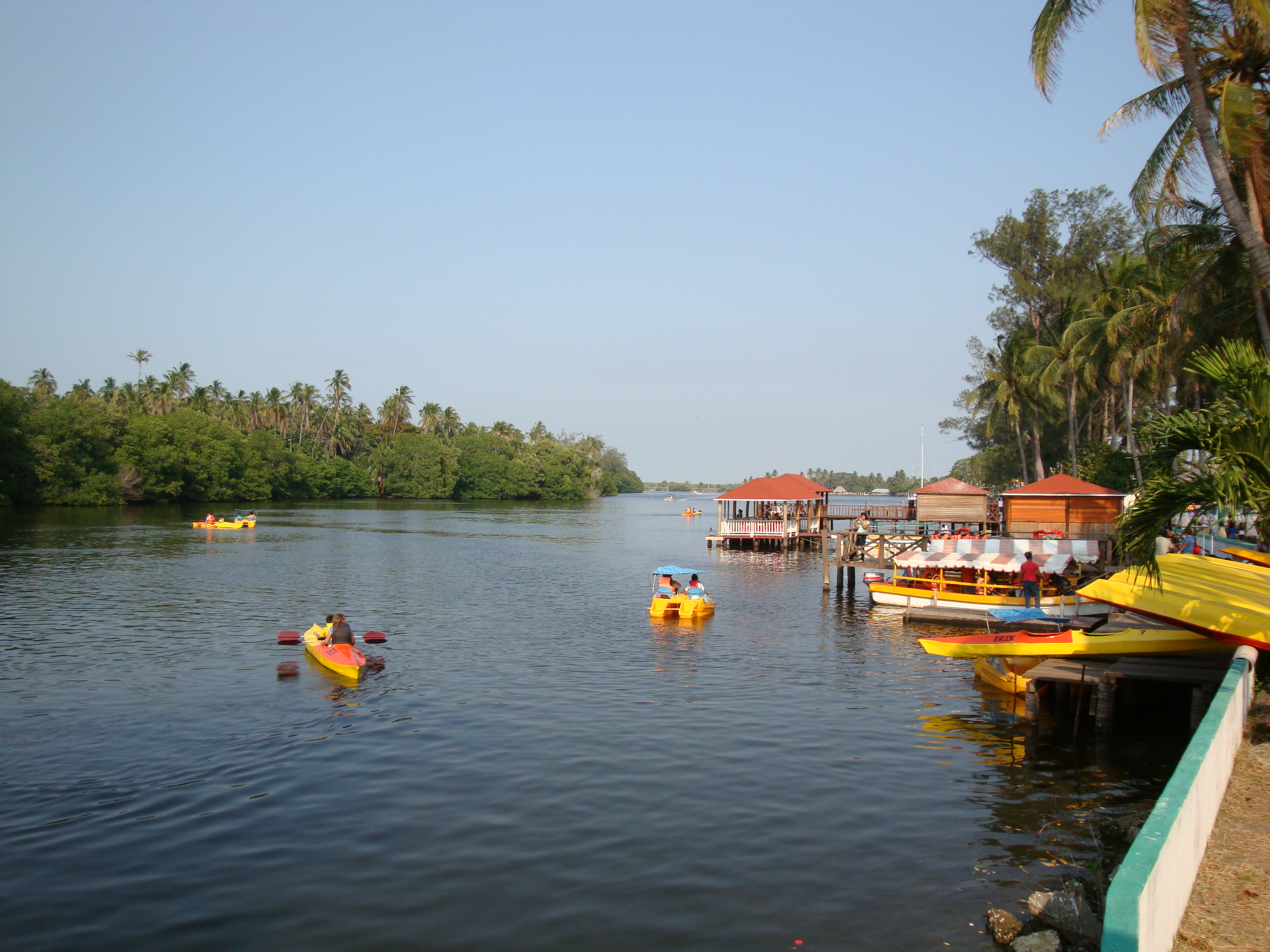
Kayak's en el Centro turístico Puerto Ceiba.

Se localiza en el municipio de Paraíso, y es el corredor de playas más visitado del estado. Consta de una moderna autopista de cuatro carriles que une a la ciudad de Paraíso con Puerto Ceiba y El Bellote, este último lugar, es un parador gastronómico en el que existen varios restaurantes en donde se pueden disfrutar platillos típicos principalmente de mariscos, mientras se tiene una excelente vista de la laguna.
Parador Turístico Puerto Ceiba
El principal atractivo de este parador son los bellos paisajes naturales, abundante flora y paseos en lancha. Cuenta con restaurante bar, estacionamiento y atracadero de lanchas. Cuenta entre sus atractivos, con dos "catamaranes" de dos pisos, en los cuales se puede disfrutar una rica comida mientras realizan recorridos por el río González hasta su desembocadura al Golfo de México y las lagunas del Bellote y Mecoacán.
También en Puerto Ceiba existe una empresa, Aqua Terra Paradise con oficinas en el centro del municipio de Paraíso, que se dedica a rentar kayak's, lanchitas de pedales, recorridos en banana, paseos en lanchas de motor y dar cursos de buceo recreativo y tours de pesca deportiva, así como prácticas de snorkel, buceo nocturno y de exploración.[3]
El Bellote

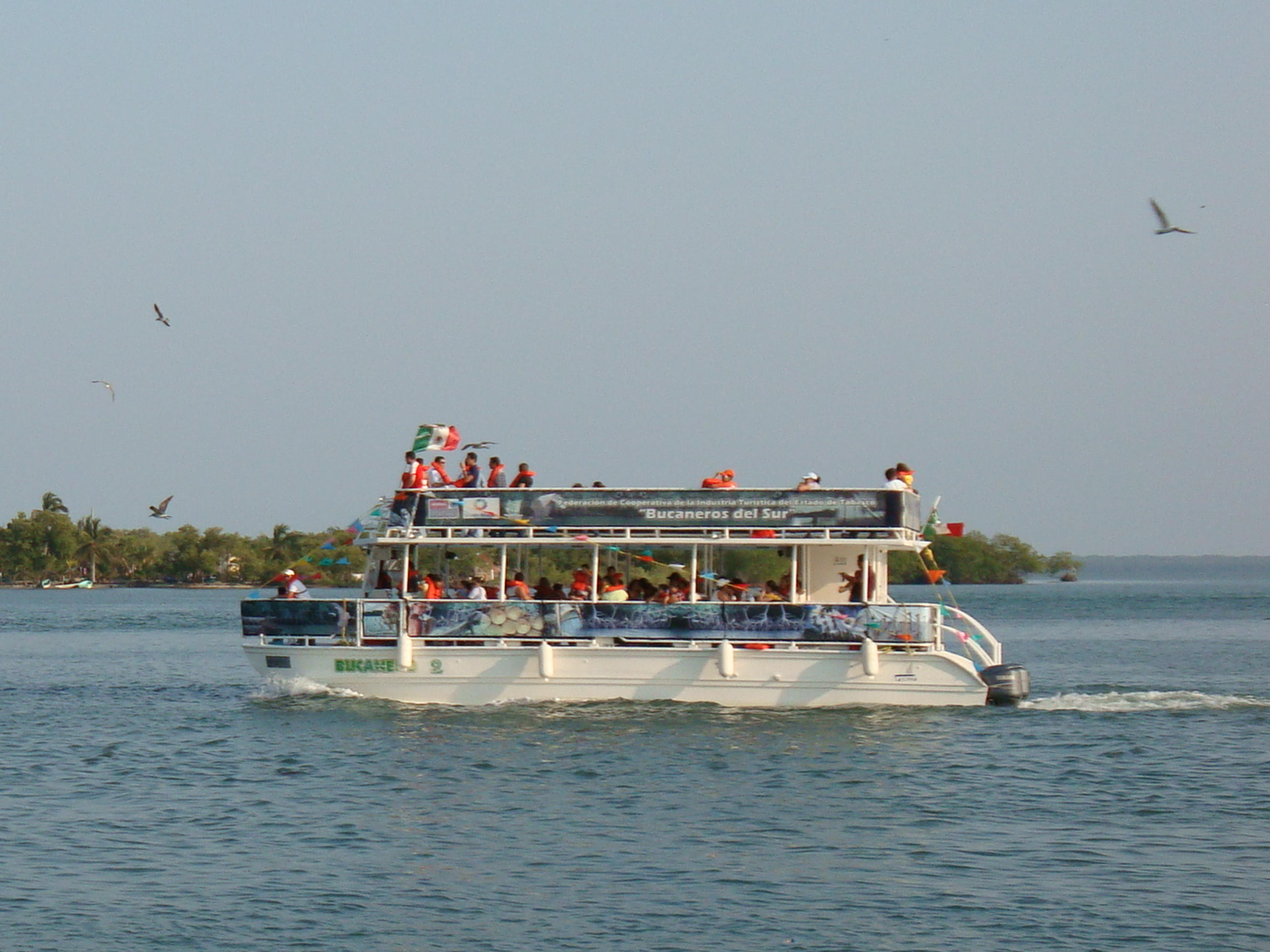
Catamarán turístico en la laguna El Bellote.

Poblado ubicado a orillas de la laguna de Mecoacán. En esta laguna es posible practicar la pesca de especies como robalo, mojarra, y pargo. Se rentan lanchas para realizar recorridos por río Seco, barra de Dos Bocas, la bocana, y la laguna de Mecoacán. Existen muchos restaurantes donde se puede saborear exquisitos platillos a base de pescados y mariscos.
Puerto Chiltepec
Chiltepec es un puerto pesquero ubicado en la desembocadura del río González, se pesca robalo, sábalo, pez de vela y camarón. El clima es delicioso a orillas de este río, donde siempre sopla brisa, se pueden alquilar lanchas de motor para hacer recorridos por el río González, la bocana y las playas próximas a Chiltepec, como Playa Bruja y Playa Pirata.
Desde el muelle y malecón, acondicionados con bancas y faroles, se puede contemplar el bello amanecer y la hermosa puesta del sol.
Playa Bruja
Se une con el río González, la arena es gris, oleaje suave, el agua es de color azul. En la orilla existen cocoteros que albergan enramadas, restaurantes, vestidores y sanitarios. Ubicada a 70 km de la capital del estado.
Laguna de Mecoacán

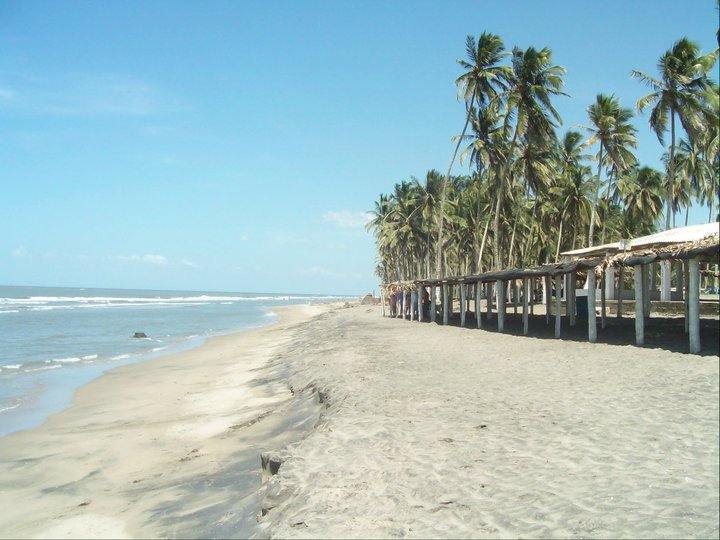
Playa Bruja en el municipio de Paraíso.

Cuerpo de agua con pequeñas islas de exuberante vegetación de manglar y palmeras, hábitat de infinidad de aves acuáticas como garzas, gaviotas, y pelícanos, entre otros. En contraste con la naturaleza sobresale el puente que une a la carretera Paraíso–Chiltepec.
En la laguna se pueden apreciar bellos parajes de exuberante vegetación de manglares rojo que puede ser apreciado por el turismo a través de paseo por lancha el cual permite el contacto con la flora y fauna propia de los manglares de tierra tropical.
Centro Turístico El Paraíso
Es el principal centro turístico de playa del municipio, y el más visitado del estado, sobre todo en Semana Santa, cuando llegan a visitarlo entre 10 y 15 mil visitantes por día.
Agradable sitio de recreación, a orillas de la playa, donde el visitante puede disfrutar de descanso y diversión en un marco natural de gran belleza. Cuenta con alberca, servicio de hotel, búngalos, restaurante, vestidores, sanitarios, palapas y estacionamiento.
La playa donde se encuentra ubicado es extensa, con un ancho que varía entre 40 y 70 m. La arena es fina de color gris, su pendiente y oleaje moderados y el agua templada, cristalina, de color azul y con poca profundidad hasta 100 m mar adentro.
Si se desea practicar la pesca deportiva, la empresa Aqua Terra Paradise ofrece estos servicios, así como pesca submarina y cursos de buceo recreativo. Se pueden capturar las siguientes especies: pargo, mojarra, jurel, y ronco entre otras. También se realizan recorridos en Bananas y lanchas rentadas para visitar lugares como El Bellote, Puerto Ceiba, Playa Bruja y la Barra de Tupilco.

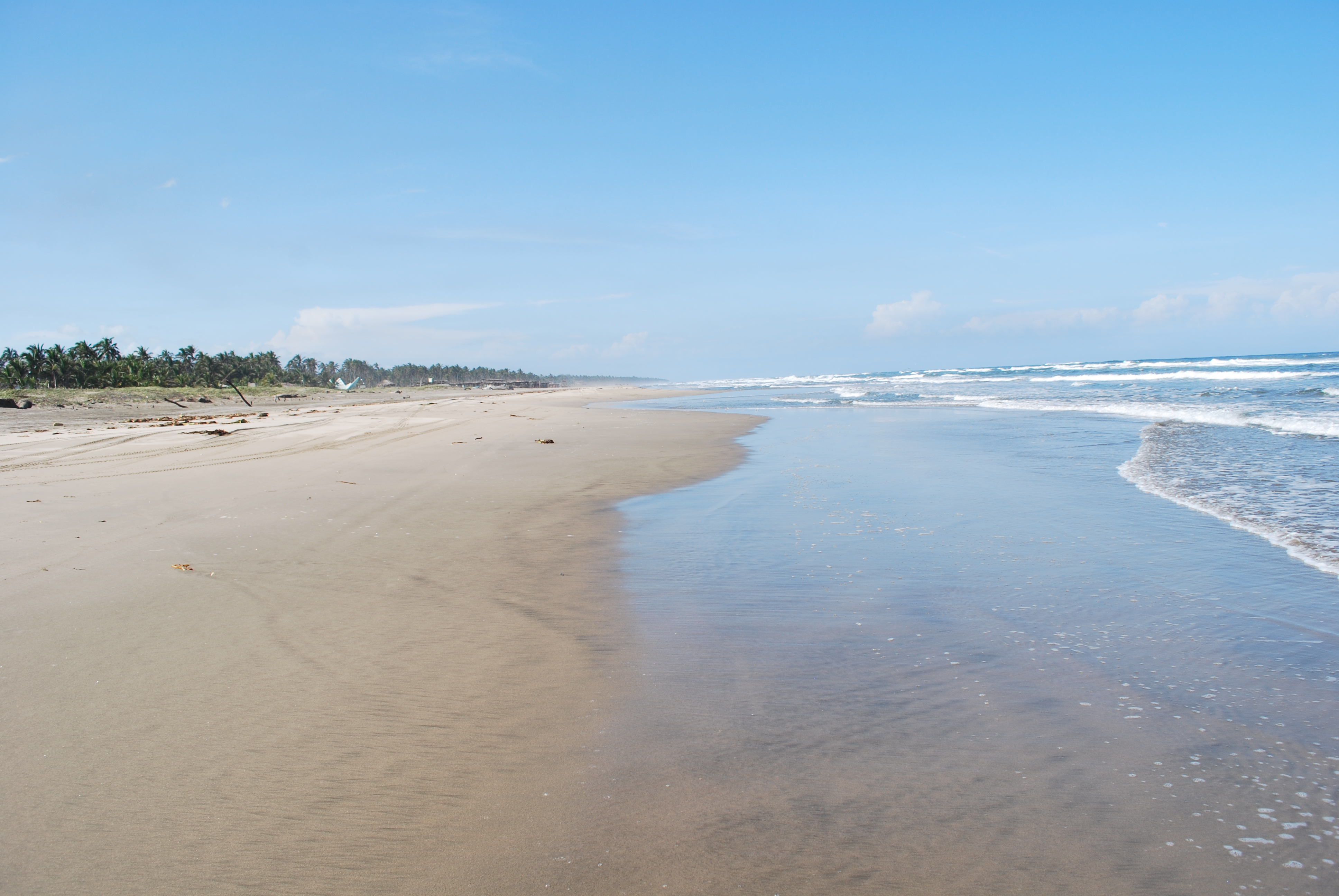
Playa Varadero, en el municipio de Paraíso.

Durante las temporadas de vacaciones, se instalan eventos musicales, recreativos y deportivos como futbol de playa, voleibol de playa, concursos de cuatrimotos, etc.
Playa Varadero
Es otro de los centros turísticos de playa más visitados del estado. Cuenta con palapas, estacionamiento, restaurantes, sanitarios y otros servicios.
La playa es extensa, lo que permite que en Semana Santa, se instalen diversos eventos musicales, recreativos y deportivos, como futbol y voleibol de playa.
Es de las playas con mejor ambiente en el estado.
Barra de Tupilco
Playa muy larga, a mar abierto, de arena fina, color gris. El agua es templada de color azul verde, oleaje moderado y poco profunda hasta 100 m mar adentro. En los períodos vacacionales es bastante concurrida, principalmente en Semana Santa.
También es un importante puerto pesquero del municipio, cuenta con un faro de concreto.

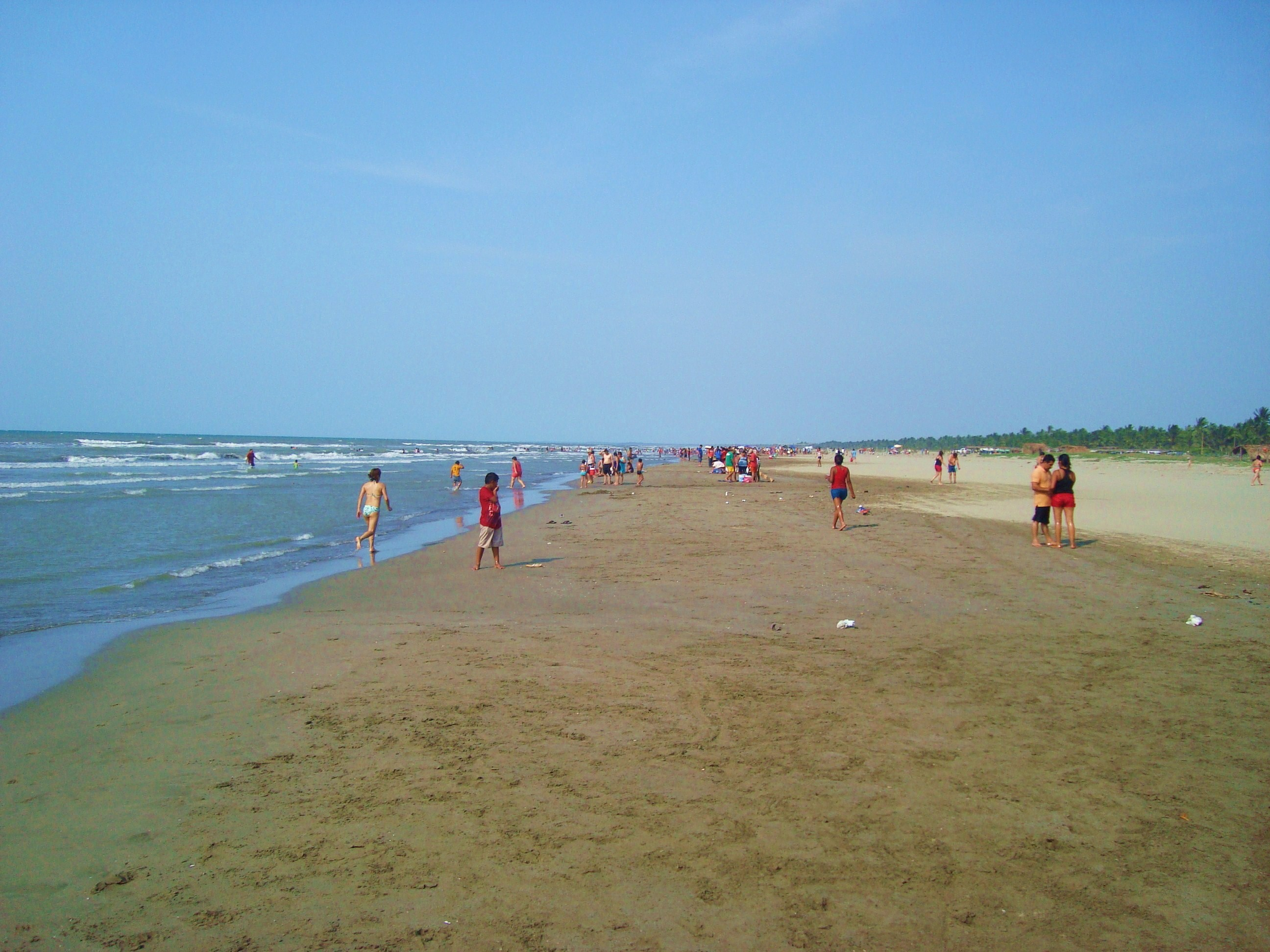
Playa Miramar, municipio de Centla.

#### Miramar
Localizada en el municipio de Centla a 62 km al norte de la ciudad de Villahermosa. En esta playa es una de las más concurridas y grandes del estado donde encontrará el buen ambiente de los tabasqueños, Finas arenas y oleaje tranquilo son virtudes de las que Miramar hace gala, abierta a un mar que se pinta en múltiples azules, que se desvanecen en el horizonte desde el que se desprende la refrescante brisa marina que atenúa el calor de un sol espléndido.
Playa impregnada de esa atmósfera alegre y relajada. Si se quiere disfrutar de la calidez de su gente y el resplandor de sus calurosos días en unas aguas consentidoras y apacibles, Miramar es el lugar ideal.
Esta playa a simple vista se ve como si fuera privada, ya que cuenta con numerosas casas vacacionales de la población prominente de Tabasco. Cuenta con palapas.

#### Pico de Oro
Se localiza en el municipio de Centla a 60 km al norte de la ciudad de Villahermosa. Es una playa de aguas tranquilas a la sombra de palmeras y cocotales, hay servicios de restaurante, vestidores, sanitarios y palapas que facilitan disfrutar del imponente mar.

#### El Bosque

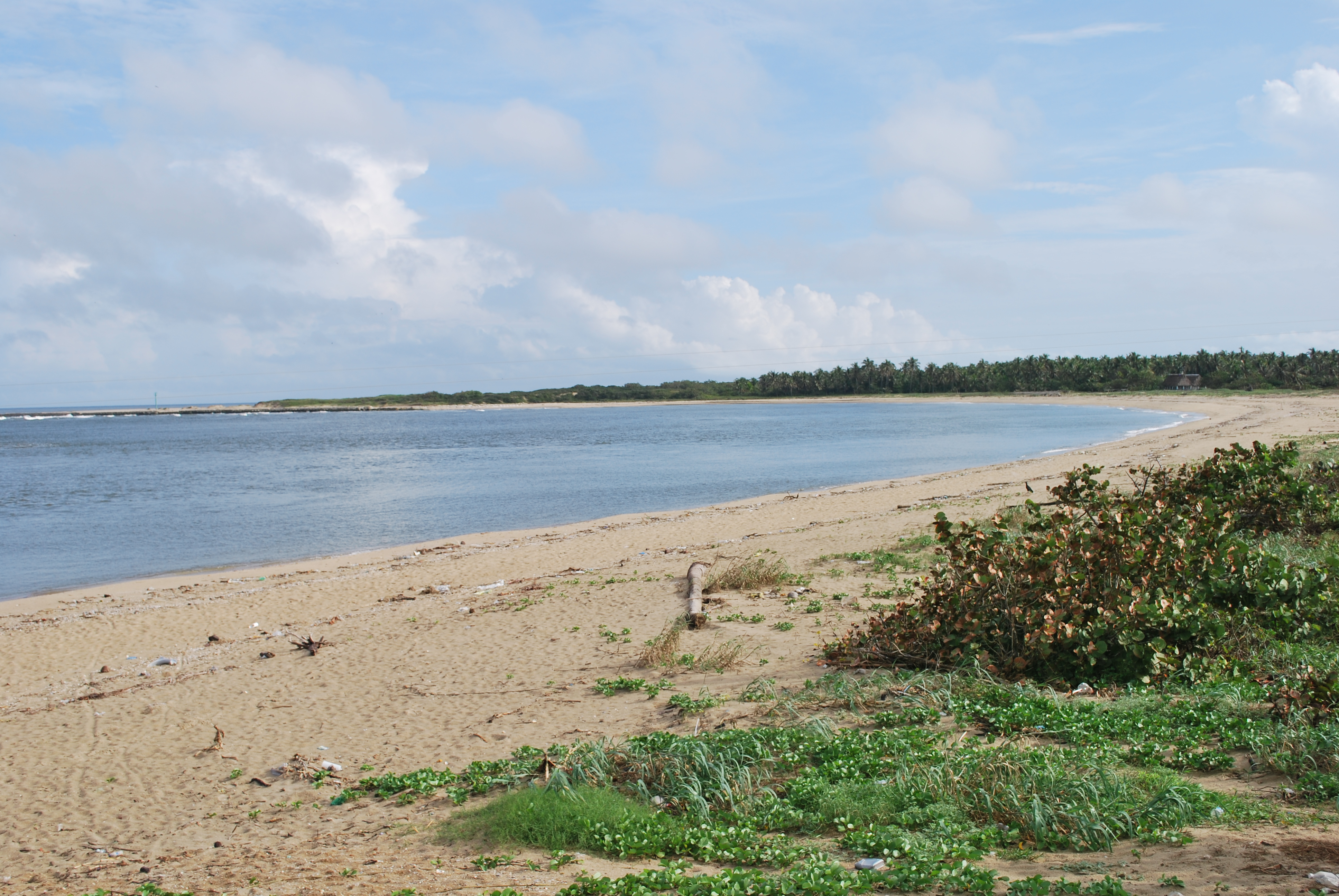
Playa de Sánchez Magallanes.

Playa localizada a 3 km al norte de Frontera y a 90 km al norte de Villahermosa. Lugar donde se unen las aguas del mar con las del río y las lagunas, formando el mejor escenario para los navegantes. Espacio costero en donde desemboca el río Grijalva, es un excelente lugar para surcar en un velero por sus aguas saladas y dulces. Otros atractivos de El Bosque, son su faro a la orilla del río y sus manglares.

#### Sánchez Magallanes
Se localiza a 150 km de Villahermosa, en el municipio de Cárdenas, es un bello pueblo de pescadores que posee atractivos paisajes, gracias a su ubicación en una península que rodean, por un lado, las aguas del golfo de México y por el otro, la hermosa laguna de El Carmen, llena de bellas isletas como la de El Pajaral.
En esta población se localizan los balnearios públicos "Ensueño del Trópico" y "Acapulquito" que en la temporada de Semana Santa reúne a un gran número de turistas locales quienes acuden a disfrutar de los días soleados. Cuenta con restaurantes y palapas.

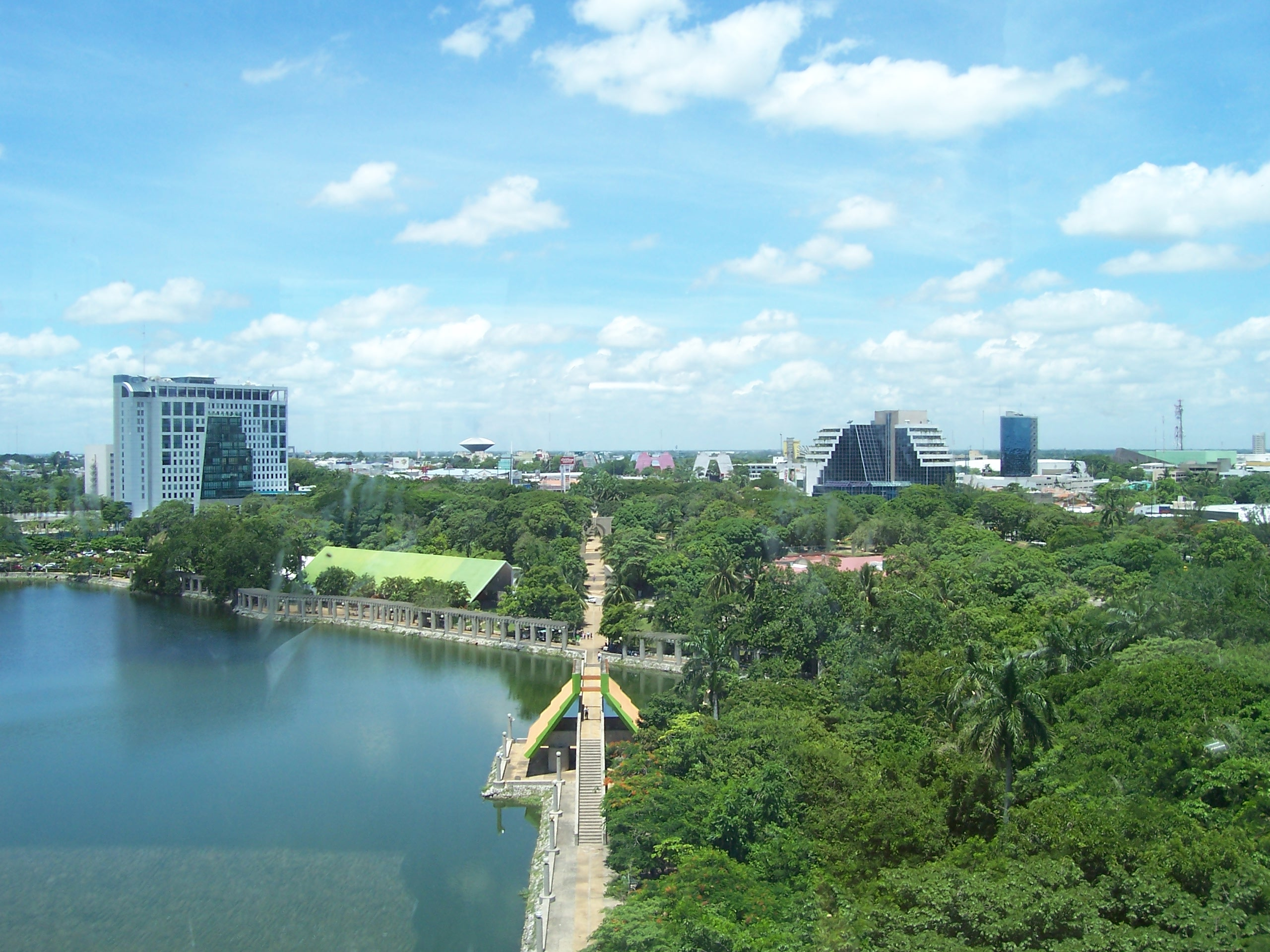
Panorámica de Villahermosa desde el mirador "Nido del Águila" en el parque Tomás Garrido Canabal, junto a la laguna de Las Ilusiones.

### Villahermosa
La ciudad de Villahermosa es la capital y la ciudad más moderna e importante del estado. Cuenta con innumerables atractivos turísticos, entre los que destacan: la "Zona Luz" en el Centro Histórico, Laguna de las Ilusiones, el Parque-Museo La Venta, Parque Tomas Garrido Canabal, el desarrollo urbano Tabasco 2000, la Catedral del Señor de Tabasco, Laguna de la Pólvora, la Plaza de Armas, Zona hotelera y comercial "La Choca", Mirador del río Grijalva Torre del Caballero, el Centro de Entretenimiento y Negocios del Malecón, el Museo Regional de Antropología Carlos Pellicer Cámara, el Museo de Historia Natural José Narciso Rovirosa, el Museo de Historia de Tabasco, el parque zoológico "Yumká'" entre otros.
Aunado a esto, cuenta con una excelente oferta hotelera con más de 4 000 habitaciones, restaurantes, bares y centros nocturnos, siendo el punto de partida a todos los sitios turísticos de la entidad además de ser centro de entretenimiento y servicios del sureste.

## Rutas turísticas
Para un fácil recorrido de los diferentes atractivos turísticos que ofrece Tabasco, el estado fue dividido en varias rutas turísticas, que facilitan, el recorrido, conocimiento y disfrute de los diferentes destinos que ofrece el estado.

### Ruta Olmeca-Zoque
Atrévase a explorar y experimentar diferentes emociones a través de la práctica del rappel, ciclismo de montaña, cañonismo o campismo en el desarrollo ecoturístico y reserva ecológica de Agua Selva. Los vestigios arqueológicos de la cultura olmeca en la Venta y la Maya-Zoque en Malpasito, le recibirán en esta maravillosa ruta.
Esta ruta comprende los municipios de Cárdenas y Huimanguillo y sus principales atractivos son:
Municipio de Cárdenas: la Villa Sánchez Magallanes, la Laguna del Carmen, Pajonal y La Machona, la Isla "El Pajaral" y el Templo de San Antonio de Padua en la ciudad de Heroica Cárdenas, Parque Ecoturístico "Los Lagos".
Municipio de Huimanguillo: la zona arqueológica Olmeca de La Venta con su Museo de sitio, la Laguna del Rosario, el Parque Olmeca, el Centro ecoturístico Agua Selva con más de 50 cascadas y la zona arqueológica de Malpasito, única zona arqueológica de la etnia zoque abierta al público.

### Ruta Pantanos

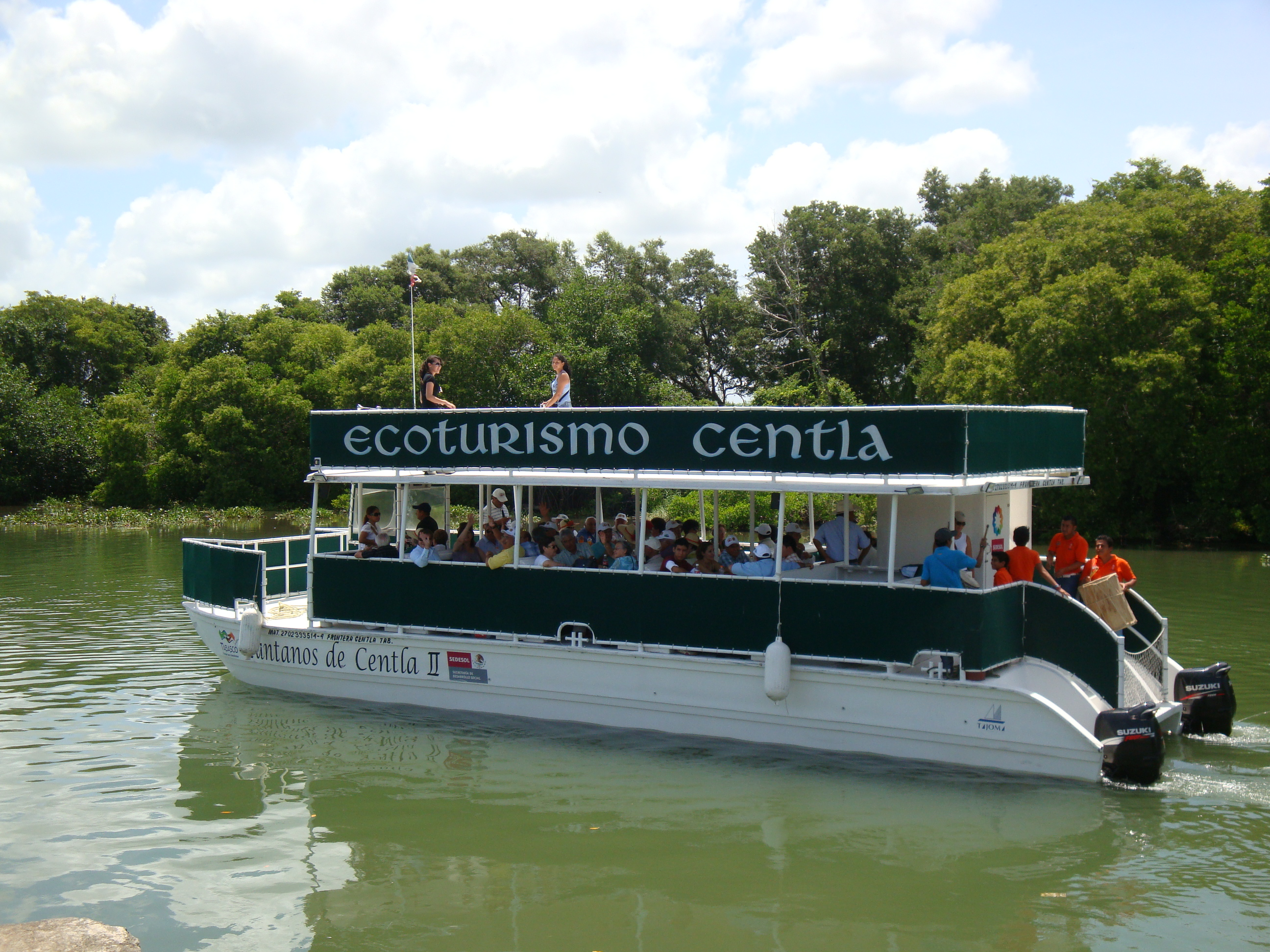
Catamarán turístico en la reserva Pantanos de Centla.

Intérnese en la magia de los manglares y pantanos de Tabasco que alberga una gran variedad de flora y fauna. Explore este exuberante ecosistema donde conocerá el humedal más importante de Mesoamérica: la Reserva de la Biósfera Pantanos de Centla, una de las Maravillas de México y Patrimonio Natural de la Humanidad.
Esta ruta comprende los municipios de Centla y Jonuta, y sus principales atractivos son:
Municipio de Centla: La Reserva de la Biosfera Pantanos de Centla, el Centro de Interpretación Uyotot-Ja’ con su torre de observación de aves, la estación de servicios y muelle “Tres Brazos” (paseos turísticos en lancha), las playas de Miramar, Pico de Oro, Playa Azul y El Bosque, así como el histórico Puerto Marítimo de Frontera con el Museo de la Navegación y el edificio de la primera Aduana Marítima de México.
Municipio de Jonuta: el montículo "El Cuyo" (pirámide de arcilla de la antigua ciudad maya de Xonuta), el Museo Arqueológico “Omar Huerta Escalante” y los playones y torneos de pesca deportiva en el río Usumacinta.

### Ruta Aventura en la sierra
Ríos, montañas, bosques tropicales, arroyos y lagunas en donde habita una variada fauna, así como cuevas, grutas y exóticas cavernas naturales, distinguen la Ruta Aventura en la Sierra, la cual ofrece a los visitantes diversos sitios donde practicar rapel, canopy, tirolesa, espeleísmo, kayak, senderismo, ciclismo de montaña y mucho más.
Esta ruta comprende los municipios de Jalapa, Teapa, Tacotalpa y Macuspana, y sus principales atractivos son:
Municipio de Jalapa: iglesia de Jalapa, Túnel de tintales y una gran variedad de dulces típicos, rompope y rica gastronomía.
Municipio de Teapa: el Monumento Natural Grutas del Coconá, los balnearios del río Puyacatengo, la Hacienda & Spa “Los Azufres”, el Templo de Santiago Apóstol, el Templo de Esquipulas y el Museo de José Natividad Correa Toca.
Municipio de Tacotalpa: Villa Tapijulapa catalogado Pueblo Mágico de México, la Reserva Ecológica Villaluz,  la Casa-Museo Tomás Garrido Canabal,  el Centro Ecoturístico "Kolem-Jaa’", los balnearios en los ríos Oxolotán y Amatán, la Cueva de las Sardinas Ciegas,  Ex convento de Oxolotán en el que se localiza el Museo de la Sierra, el Centro Ecoturístico "Kolem ‘Cheñ",  el "Jardín de Dios", las Grutas de Cuesta Chica y Arroyo Chispa, los Talleres artesanales de mimbre y el “Ritual de la Pesca de la Sardinas”.

### Ruta del Cacao

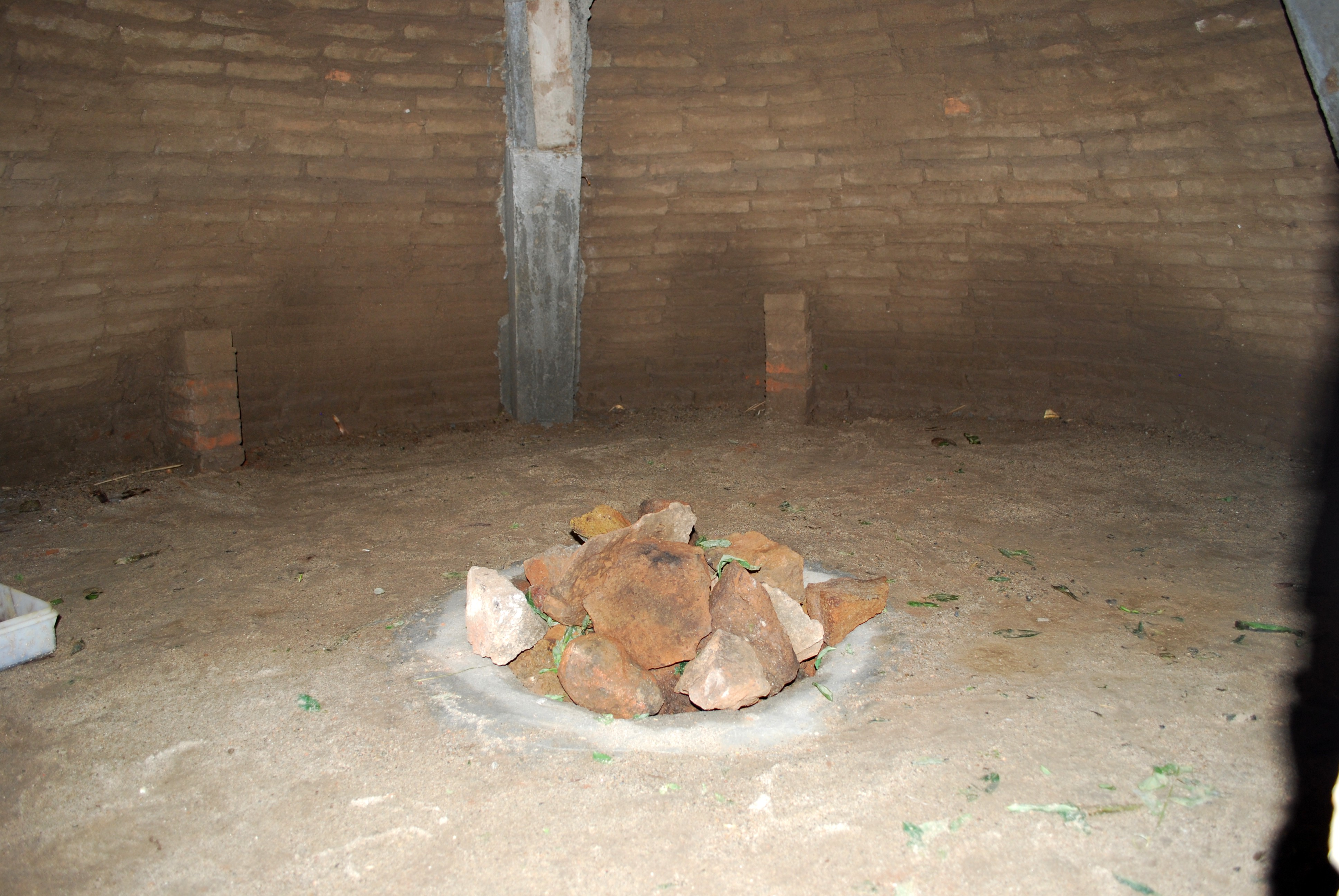
Interior del Temazcal en la Hacienda La Chonita.

Viva esta maravillosa Ruta donde se descubren los secretos que los mayas guardaron en la zona arqueológica de Comalcalco. Consienta su paladar degustando alguno de los múltiples platillos hechos a base de mariscos rodeado de hermosos paisajes que ofrecen el mar. Y relájese con el misticismo del Temazcal de las haciendas cacaoteras.
Esta ruta comprende los municipios de Comalcalco, Paraíso y Cunduacán, y dentro de los principales atractivos que ofrece están:
Municipio de Comalcalco: la zona arqueológica de Comalcalco, el Templo de la Virgen de la Asunción en Cupilco, las Haciendas cacaoteras, y el museo del cacao.
Municipio de Paraíso: el Corredor "República de Paraíso" (Paraíso - Puerto Ceiba - El Bellote - Puerto Chiltepec), centro turístico Paraíso, playa bruya, playa varadero, laguna de Mecoacán, y paseos en catamarán de Puerto Ceiba a El Bellote.
Municipio de Cunduacán: Iglesia de las Mirandillas, Iglesia de la Natividad, Hacienda “La Chonita” (Temazcal y Educación ambiental), la Finca Génesis (cacao y productos orgánicos) y el Monumento “Batalla de Jahuactal”.

### Ruta Ríos

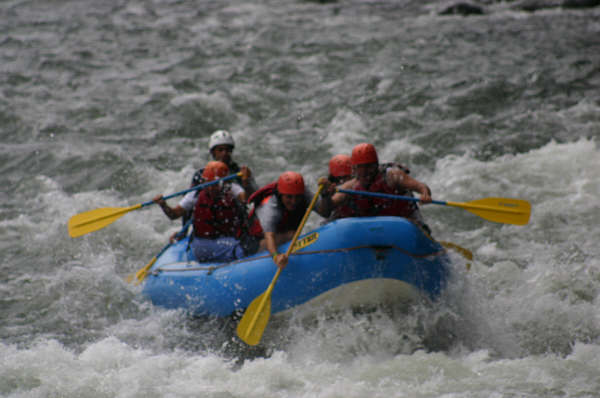
Rafting en el río Usumacinta.

Si es un amante de la naturaleza encontrará en esta increíble ruta numerosas opciones. Podrá admirar los cenotes de majestuosa belleza natural que le ofrecen extraordinarios paisajes de diversas tonalidades. Diversión y adrenalina le acompañarán por los majestuosos ríos que bañan Tabasco. Abarca los municipios de Balancán, Emiliano Zapata y Tenosique.
Dentro de los principales atractivos que ofrece están:
Municipio de Balancán: la Reserva ecológica "Cascadas de Reforma", la Zona arqueológica de Moral-Reforma, el Museo Dr. José Gómez Pánaco, la Laguna El Popalillo y el mirador "Ribera de Acalán".
Municipio de Emiliano Zapata: Playones del Usumacinta, el Museo de la Ciudad Arq. Ventura Marín, el Desarrollo Turístico "Agua y Cielo" (turismo alternativo), el Parqueológico (Actividades de aventura) y la Pesca Deportiva del robalo en el río Usumacinta.
Municipio de Tenosique: la zona arqueológica de Pomoná, la zona arqueológica de San Claudio, el cañón del río Usumacinta, la Estación de servicios y muelle "Boca del Cerro" (Paseos en lancha), rafting en los rápidos de San José y Desempeño en el río Usumacinta, Panhalé (Mirador Maya), las grutas de las Golondrinas, Zorro y Usumacinta, los balnearios de El Chorrito, Santa Margarita y Tutulliha, el Museo Dr. Miguel Gómez Ventura, y los cenotes "Ax Ha" y "Aktun Ha".

### Ruta Villahermosa

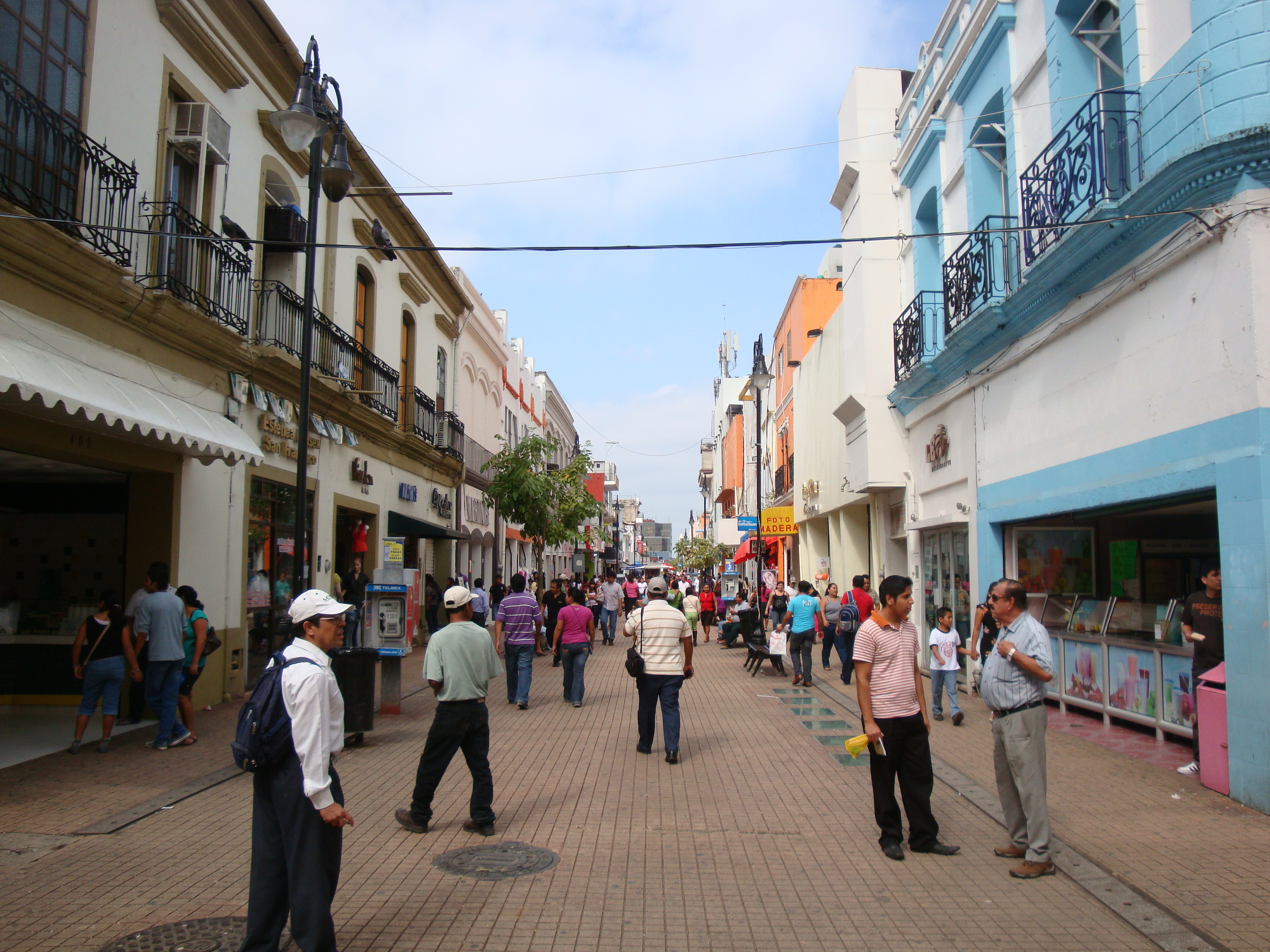
Calle Juárez en la "zona Luz". Antiguamente se llamaba "calle del Comercio". Trazada en 1564, es el corazón comercial de la ciudad.

Ciudad cosmopolita en continuo crecimiento, en ella encontrará una gran infraestructura turística; restaurantes, bares y hoteles de gran categoría.
En la Ruta Villahermosa, visite el Espectáculo de Luz y Sonido del Parque Museo La Venta. Cuenta con otros muchos museos, parques y galerías de arte además de sus plazas comerciales e innumerables opciones de entretenimiento.
Entre los principales atractivos de esta ruta están: el Centro histórico de Villahermosa, el parque ecológico "Yumka’", el Museo Regional de Antropología Carlos Pellicer Cámara con temática de la cultura Olmeca, el Museo de Historia de Tabasco, el Parque Tomás Garrido Canabal que cuenta con un bello espectáculo de luz y sonido en el medio de la laguna de la Ilusiones, el Centro de Entretenimiento y Negocios del Malecón con varias discos y bares, paseos en el Barco Capitán Beuló II, el Museo Interactivo Papagayo y la Catedral del Señor de Tabasco.

### Corredor Biji Yokotan'
Comprende los municipios de Nacajuca y Jalpa de Méndez, donde se puede degustar una gran cantidad de platillos típicos tabasqueños en los muchos restaurantes instalados en los 30 km del corredor gastronómico. Aunado a esto, podrá admirar la rica variedad y colorido de la típica artesanía chontal.
Los principales atractivos de este corredor son:
Municipio de Nacajuca: La iglesia de San Antonio de Pádua, los pueblos chontales, el malecón y plaza artesanal.
Municipio de Jalpa de Méndez: la Casa Museo Coronel Gregorio Méndez Magaña, el Templo de san Francisco de Asís, la fábricas de Puros “Don Remo”, las artesanías (Jícaras labradas), la Granja de Tortugas “La Encantada” y el Santuario de Cocodrilos de pantano.

## Turismo de cruceros

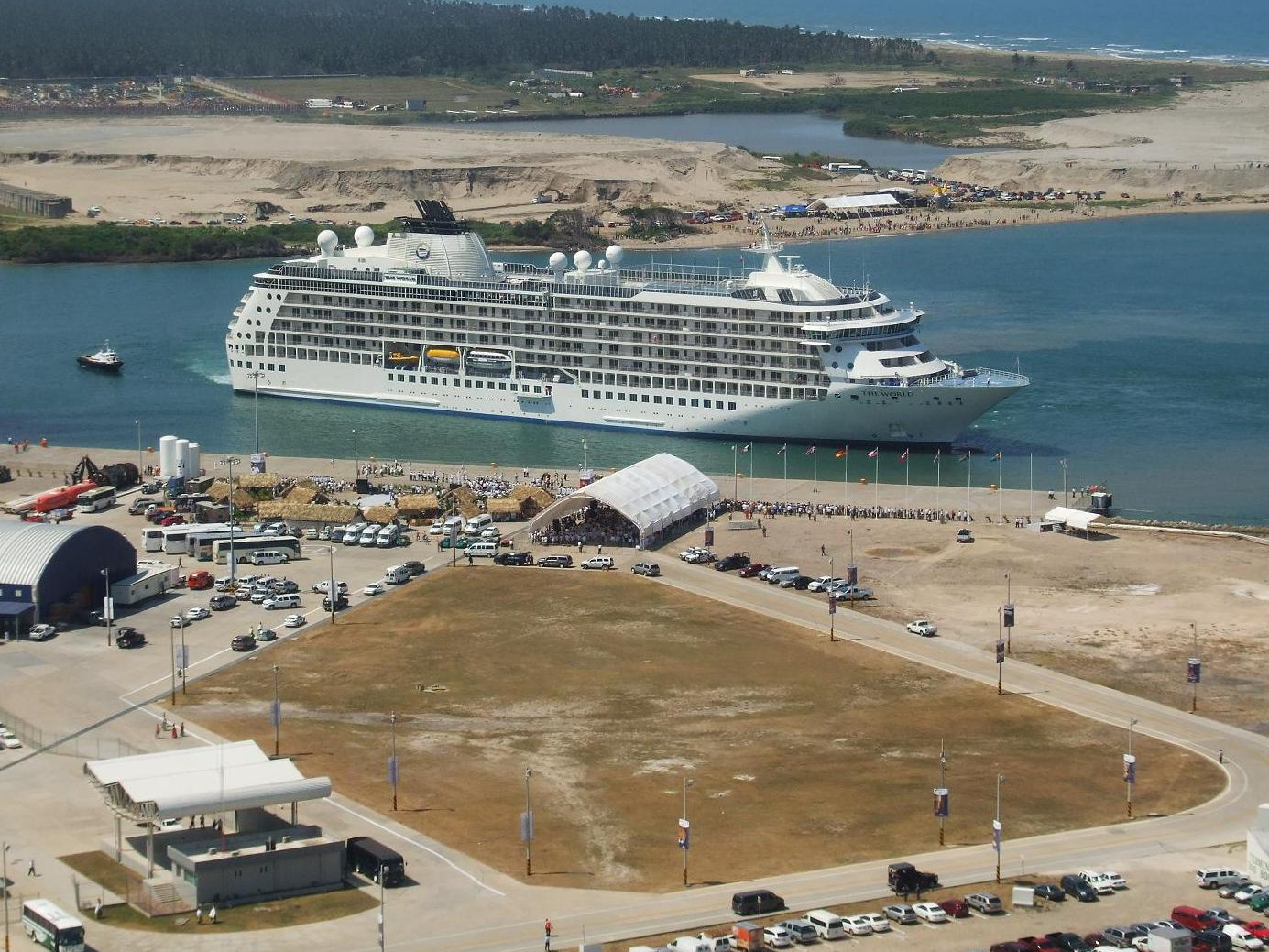
El crucero turístico "The World" al arribar al puerto de Dos Bocas.

El turismo de cruceros es una actividad joven en Tabasco. Como parte del impulso al desarrollo turístico del estado, entre 2007 y 2008, se realizaron importantes inversiones en el puerto de Dos Bocas, municipio de Paraíso con la finalidad de adecuarlo para el arribo de cruceros turísticos, construyéndose la "terminal comercial y turística". De esta forma, el 16 de febrero de 2009 arribó al puerto, el crucero "The World" siendo el primer crucero turístico en arribar a Tabasco. Posteriormente, en el mes de abril de ese mismo año, arribo el crucero "Ziuderdam" con más de 1 800 turistas.
Para el año 2011, se espera el arribo de varios cruceros, entre ellos nuevamente el "Ziuderdam", lo que consolidará al puerto, como un destino de cruceros turísticos.
Por segundo año consecutivo el puerto de Dos Bocas fue nombrado líder de la Ruta del Golfo, la cual agrupa los puertos turísticos mexicanos más importantes del golfo de México como son: Veracruz, Dos Bocas y Progreso.
Por tal motivo, el puerto de Dos Bocas participó en el Seatrade 2010 realizado en Miami, EUA, en donde recibió el galardón a la "Mejor bienvenida a cruceros 2009"

## Turismo de negocios
El estado de Tabasco es uno de los principales destinos de congresos y convenciones a nivel nacional. Tan solo en el 2010 se realizaron 61 congresos y convenciones con tu total de 40 933 asistentes, destacando el Congreso y Conferencia Internacional del Petróleo de México que se realiza cada año en Villahermosa y congrega a poco más de 3 000 asistentes de todas partes del mundo; y la XXIX Reunión Nacional de Oficinas Intergrupales de Alcohólicos Anónimos que este año tuvo una participación de 8 000 personas.
Villahermosa ofrece al visitante innumerables atractivos, y es famosa por sus museos y por ser la "Capital Energética de México". La ciudad cuenta con más de 4 000 cuartos de hotel, grandes centros comerciales, de entretenimiento, restaurantes y una infraestructura con servicios de primer nivel, que lo hacen el sitio ideal para realizar desde pequeñas convenciones hasta congresos de talla internacional.
Excelentes comunicaciones por aire, ya que cuenta con un aeropuerto internacional, que tiene vuelos hacia y desde las principales ciudades del país; por tierra, modernas autopistas y amplias carreteras cruzan el estado; y por mar, el puerto comercial de Dos Bocas tiene capacidad de recibir barcos de carga y cruceros hasta de 10 m de eslora, además de contar con infraestructura portuaria de primer nivel. Por todo esto y más, Tabasco es un eden para congresos y convenciones.

## Cultura y artesanías

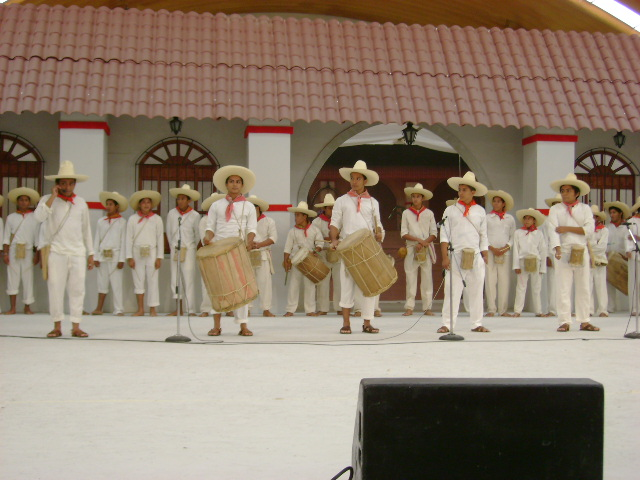
Los tambolileros de Tabasco.

Tabasco cuenta con una gran variedad de manifestaciones culturales de interés y su producción artística ha recibido reciente atención por parte de las instancias gubernamentales.
En el Centro Histórico de Villahermosa, encontramos uno de los edificios más representativos ya que alberga cientos de recuerdos de muchos tabasqueños y de su historia misma. Lo que alguna vez fue el Palacio Municipal y una de las bibliotecas más recordadas se ha convertido en el Centro Cultural Villahermosa donde podemos encontrar diversas exposiciones plásticas y fotográficas, talleres, servicios educativos, conferencias e infinidad de eventos que contrastan en definitiva con la arquitectura extraordinaria y en renovación de este edificio único en su tipo en la región sureste de México.

### Museos
En Tabasco existen en total 20 museos de diferentes rubros,8 se localizan en la capital del estado, y los restantes en diferentes municipios.
| Nombre                                                | Tipo                          | Localidad                | Municipio       |
| ----------------------------------------------------- | ----------------------------- | ------------------------ | --------------- |
| Parque Museo La Venta                                 | Cultura Olmeca                | Villahermosa             | Centro          |
| Museo Regional de Antropología Carlos Pellicer Cámara | Antropoloía                   | Villahermosa             | Centro          |
| Museo de Historia de Tabasco                          | Historia                      | Villahermosa             | Centro          |
| Museo de Cultura Popular                              | Cultura y Artesanía           | Villahermosa             | Centro          |
| Casa Museo Carlos Pellicer Cámara                     | Historia                      | Villahermosa             | Centro          |
| Museo de Historia Natural José Narciso Rovirosa       | Natural                       | Villahermosa             | Centro          |
| Museo Interactivo "Papagayo"                          | Infantil                      | Villahermosa             | Centro          |
| Museo Elevado de Villahermosa                         | Arte Contemporáneo            | Villahermosa             | Centro          |
| Museo de sitio de La Venta                            | Cultura Olmeca                | La Venta                 | Huimanguillo    |
| Museo de sitio de Comalcalco                          | Cultura Maya                  | Comalcalco               | Comalcalco      |
| Museo Comunitario de la Virgen de Cupilco             | Historia oral                 | Cupilco                  | Comalcalco      |
| Museo de sitio de Pomoná                              | Cultura Maya                  | Zona arqueológica        | Tenosique       |
| Museo "Dr. José Gómez Panaco"                         | Cultura Maya                  | Balancán de Domínguez    | Balancán        |
| Museo Arqueológico de Jonuta                          | Cultura Maya                  | Jonuta                   | Jonuta          |
| Casa Museo del Coronel Gregorio Méndez Magaña         | Historia                      | Jalpa de Méndez          | Jalpa de Méndez |
| Museo de la Sierra                                    | Época Colonial                | Oxolotán                 | Tacotalpa       |
| Museo de la ciudad "Ventura Marín Azcuaga"            | Cultura Maya y Fotografías    | Emiliano Zapata          | Emiliano Zapata |
| Museo de Teapa "José Natividad Correa Toca"           | Cultura Maya y época colonial | Teapa                    | Teapa           |
| Museo de Historia de Tenosique                        | Cultura Maya                  | Tenosique de Pino Suárez | Tenosique       |
| Museo de Historia Natural de Tenosique                | Natural                       | Tenosique de Pino Suárez | Tenosique       |

### Artesanías

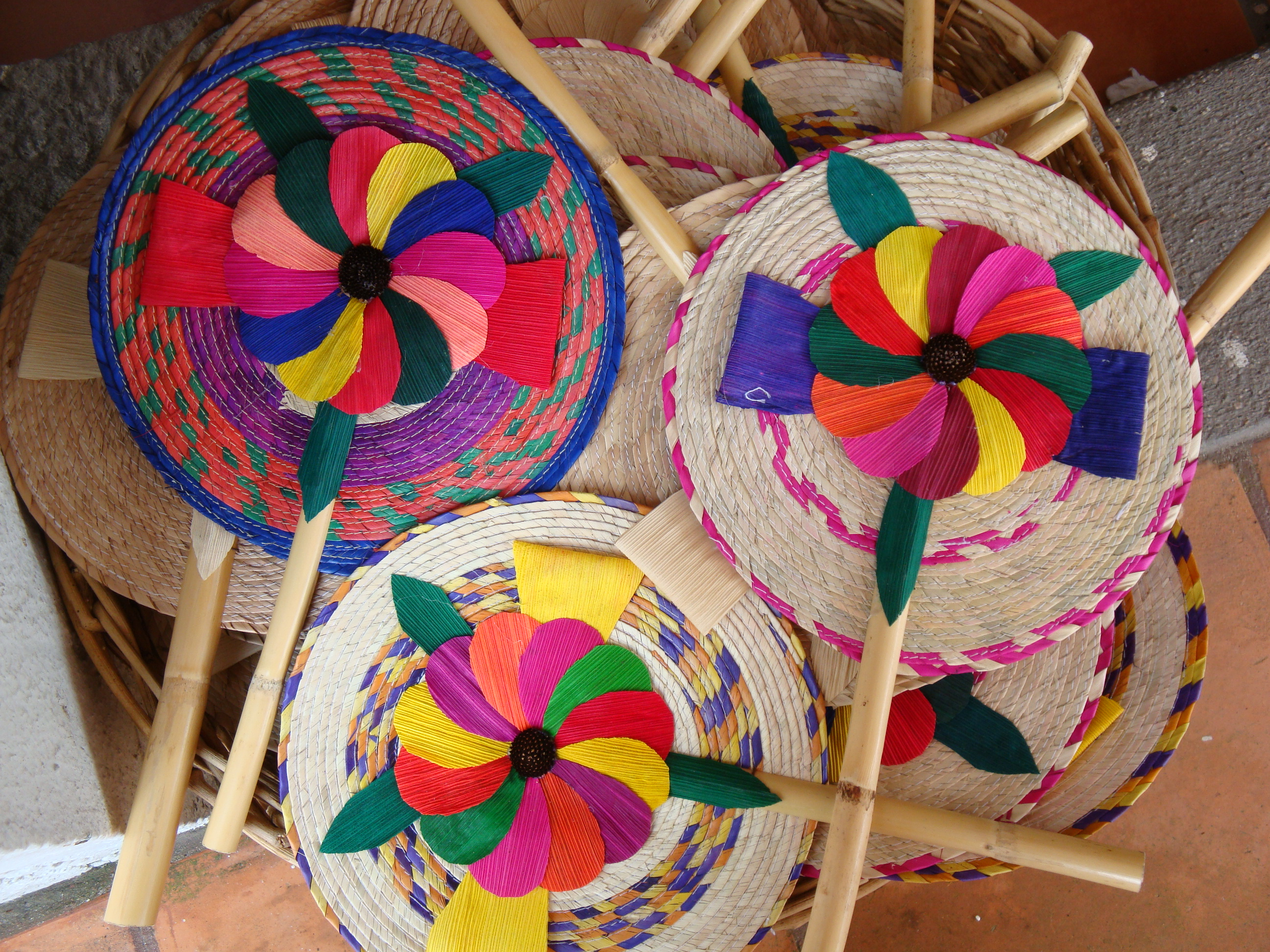
"Colores de México". Abanicos tejidos, artesanía típica del municipio de Nacajuca.

La expresión creadora de los artesanos tabasqueños de hoy proviene de la cultura olmeca y de la cultura maya, quienes se establecieron en esta región.
Esta larga tradición de cerámica, escultura, tejido y labrado se ha desarrollado con mucha intensidad, preservando la memoria histórica del arte decorativo tabasqueño.
Destacan en la elaboración de artesanías los siguientes municipios:
Nacajuca.- Las artesanías se elaboran principalmente en las comunidades chontales de Tapotzingo, Arroyo, Tecoluta, Tucta, Mazateupa y Taxco; una multitud de artículos de uso y ornato, como petates, sombreros, abanicos, escobas, canastos, cortinas, gorras, bolsos de mano, tiras bordadas, adornos diversos de guano y joloche pintado, máscaras de madera, cayucos en miniatura, así como también objetos de cerámica y barro, flautas y tambores de diversos tamaños.
Centla y Tenosique.- En estos municipios se elaboran diversos artículos con pieles exóticas de manatí, lagarto, peces víbora, tiburón, mono, iguana y ganado vacuno. Los artículos más producidos son cinturones, bolsos de mano, billeteras, etc.
Jalpa de Méndez.- Se distingue por el labrado a mano de jícaras y la elaboración de diversos objetos de alfarería.
Tacotalpa.- Desarrolla la elaboración de muebles y numerosos objetos de mimbre (matusay) y canastos de bejuco.
Jalapa.- Principalmente se tallan cayucos en miniatura.
Centro.- Se trabaja el tallado de madera y hueso, los pirograbados y numerosos objetos de alfarería, cerámica rústica, utilitaria y decorativa, pintada a mano; labrado de hueso de pescado y de toro; se trabaja la piel de pescado. Se elaboran también bushes y coladores.
Tenosique.- Se tallan máscaras de madera y se realizan figuras de joloche (hoja del elote).
En casi todo el estado se utiliza la madera para fabricar cayucos, bateas y canaletes; en cerámica: apastes, comales, ollas, tinajas, cajetes, sahumerios, incenciarios y juguetería. Con fibras naturales de guano, jolotzín, cañita, carrizo, junco y bejuco se elaboran bolsos de mano, sombreros, petates, cojines, mecapales, lámparas, canastos y abanicos; estos trabajos ponen de manifiesto lo variado y valioso de la artesanía tabasqueña.
| Artesanías de Tabasco                                |                                       |                             |                              |                              |
|                                                      |                                       |                             |                              |                              |
| Jícaras labradas, Jalpa de Méndez                    | Cojínes de fibra de jacinto, Nacajuca | Cerámica y figuras, Paraíso | Muebles de Mimbre, Tacotalpa | Chocolates, Comalcalco       |
|                                                      |                                       |                             |                              |                              |
| Figuras en madera y produtos de talabartería, Centla | Máscara, Nacajuca                     | Figuras de concha, Paraíso  | Figuras talladas, Jonuta     | Figuras en madera, Macuspana |

## Fiestas y tradiciones

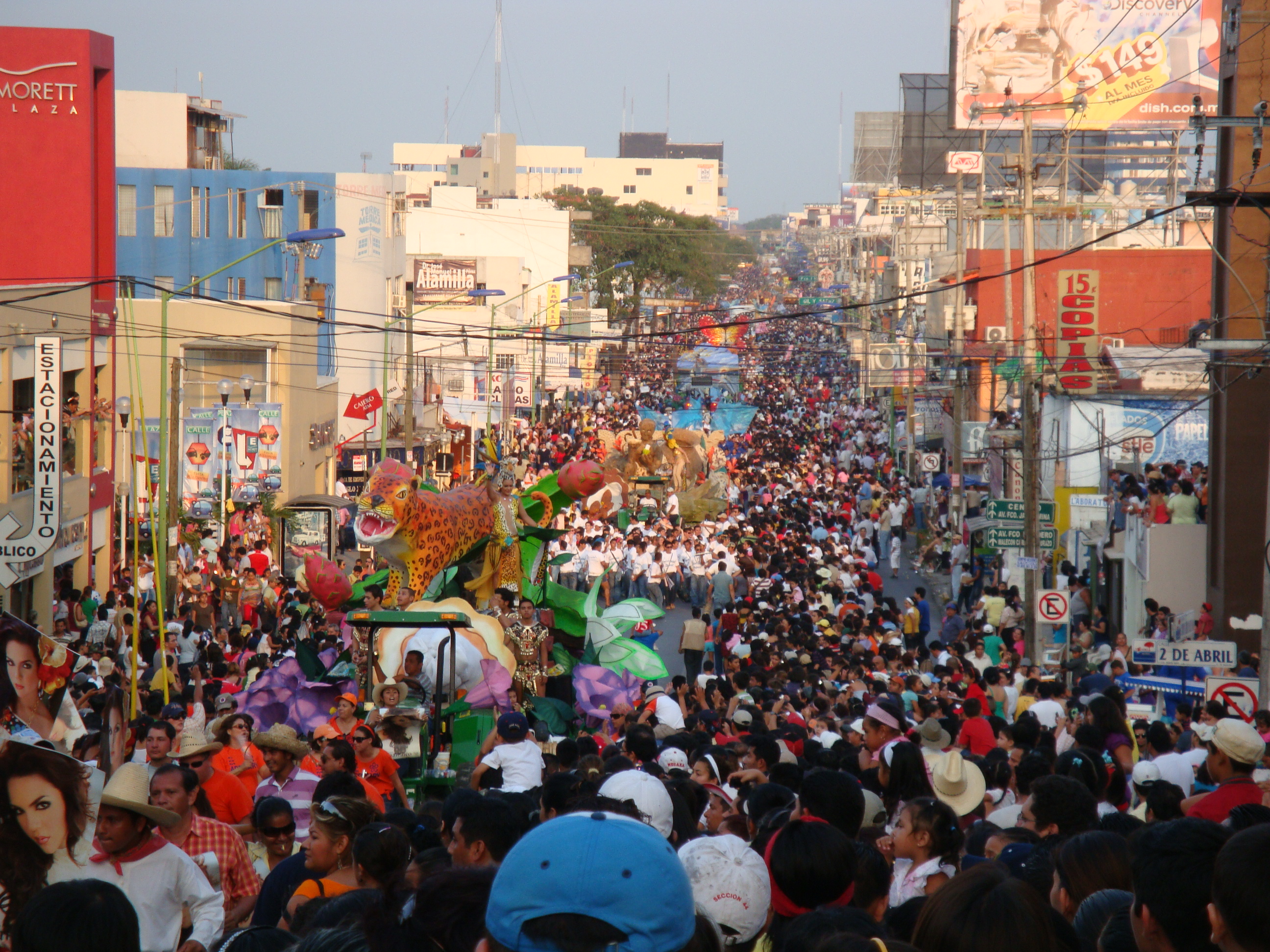
Aspecto del desfile de carros alegóricos durante la Feria Tabasco.

### Feria Tabasco
La fiesta más importante del estado es la Feria Tabasco que se realiza entre los meses de abril y mayo; cuyos antecedentes datan de 1880 y fue instituida en 1928 por el exgobernador Tomás Garrido Canabal. Esta festividad es de tipo comercial, artístico e industrial.
Desde 1953 se realiza también, en conjunto con las exposiciones, el Baile de Embajadoras; en el cual 17 muchachas (las embajadoras) representan a sendos municipios en una competencia por el título de la "Flor más bella de Tabasco". Durante la feria, se celebra un desfile de carros alegóricos por las calles de Villahermosa, cada carro se adorna con motivos alusivos a los municipios y en ellos, las embajadoras pasean por la ciudad ataviadas con trajes típicos. Lo mismo sucede sobre las aguas del Grijalva, donde se realiza el desfile de los barcos alegóricos igualmente adornadas frente al malecón de Villahermosa.
La Feria Tabasco, tiene una duración de 18 días y recibe en total casi dos millones de visitantes, lo que la coloca entre las tres más importantes del país.

### Carnaval de Villahermosa

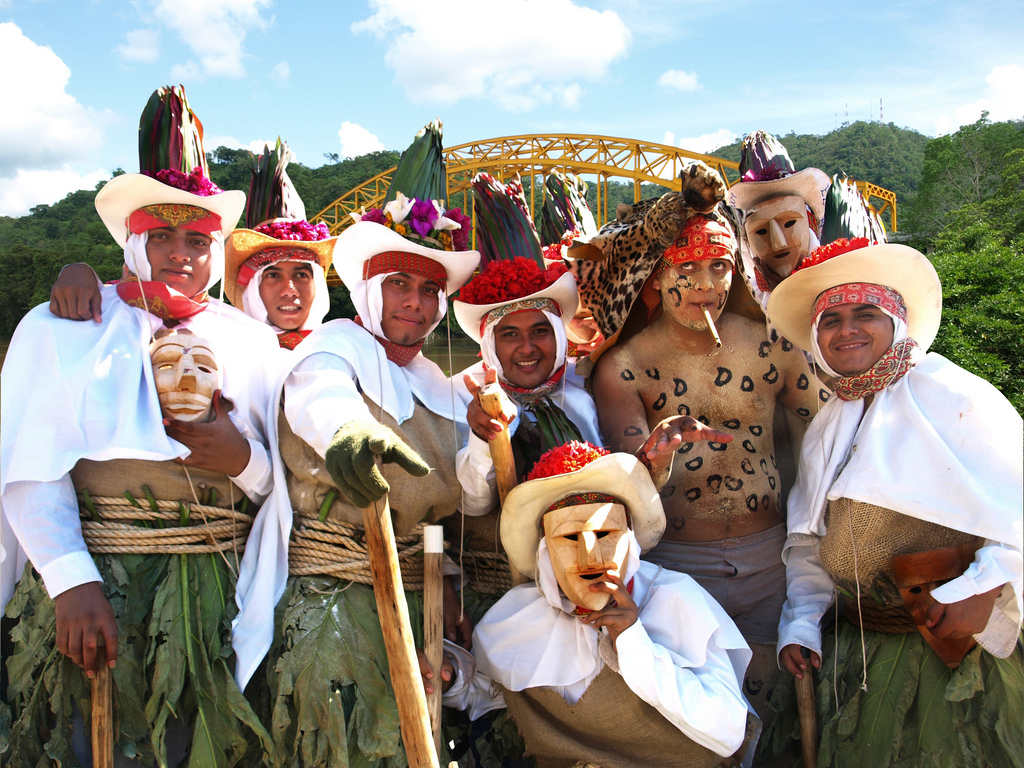
Participantes disfrazados de "Pocho's", durante el carnaval de Tenosique.

En Villahermosa se celebra año tras año antes del miércoles de ceniza el Carnaval Villahermosa, que incluye una agenda itinerante entre las villas del municipio de Centro, a la vez, une al resto de los municipios de Estado y algunos estados de la región como Veracruz, Campeche, Chiapas y Yucatán; mediante los desfiles infantiles y de adultos, donde encontramos comparsas de fantasía y de disfraz, carros alegóricos y un sinfín de actividades.

### Carnaval de Tenosique
El mayor atractivo de la ciudad de Tenosique de Pino Suárez, lo constituye su "Carnaval", el cual es considerado "el más raro del mundo" ya que tiene raíces prehispánicas, y es sin duda el más famoso del estado. Se realiza desde finales de enero hasta el miércoles de ceniza. Durante la festividad, los habitantes se avientan harina y después presencian la famosa "danza del Pochó". El Carnaval de Tenosique, atrae no solo a turistas de la capital del estado y municipios cercanos, sino también a personas de estados vecinos, quienes abarrotan los cuartos de los hoteles existentes en la ciudad.

### Fiestas populares
| Nombre                                                                  | Fecha                            | Localidad                | Municipio       |
| ----------------------------------------------------------------------- | -------------------------------- | ------------------------ | --------------- |
| Feria Municipal de Centla                                               | 26 de enero al 2 de febrero      | Frontera                 | Centla          |
| Fiesta de San Marcos y Feria Municipal                                  | 17 al 25 de abril                | Paraíso                  | Paraíso         |
| Fiesta de San Lázaro                                                    | 5° Viernes de Cuaresma           | Mazateupa                | Nacajuca        |
| Pesca de la Sardina Ciega                                               | Domingo de Ramos                 | Villa Luz, Tapijulapa    | Tacotalpa       |
| Fiesta del Santo Sepulcro                                               | Viernes Santo                    | Oxolotán                 | Tacotalpa       |
| Feria Tabasco                                                           | 1.ª Quincena de abril            | Villahermosa             | Centro          |
| Fiesta de San Marcos                                                    | 17 al 25 de abril                | Balancán de Domínguez    | Balancán        |
| Fiesta de San Antonio de Padua                                          | 1° al 14 de junio                | Heroica Cárdenas         | Cárdenas        |
| Feria Municipal de Teapa                                                | 1° al 5 de mayo                  | Teapa                    | Teapa           |
| Fiesta de San Isidro Labrador y Feria Municipal                         | 3 al 16 de mayo                  | Comalcalco               | Comalcalco      |
| Feria Municipal de Macuspana                                            | 7 al 15 de mayo                  | Macuspana                | Macuspana       |
| Fiesta del Señor de la Salud (Cristo Negro) y Feria Municipal de Jonuta | 25 al 31 de mayo                 | Jonuta                   | Jonuta          |
| Fiesta de la Virgen de la Asunción                                      | 17 al 22 de mayo                 | Oxiacaque                | Nacajuca        |
| Fiesta de la Virgen María y Feria Municipal de Jalpa de Méndez          | 27 de mayo al 1 de junio         | Jalpa de Méndez          | Jalpa de Méndez |
| Feria Municipal de Cárdenas                                             | 1° al 14 de junio                | Heroica Cárdenas         | Cárdenas        |
| Feria Municipal de Jalapa                                               | 14 al 29 de junio                | Jalapa                   | Jalapa          |
| Fiesta de la Virgen del Carmen                                          | 15 al 16 de julio                | Chiltepec                | Paraíso         |
| Fiesta de la Virgen del Carmen                                          | 16 al 26 de julio                | Tapotzingo               | Nacajuca        |
| Fiesta de la Virgen de Santa Ana                                        | 22 al 26 de julio                | Villa Sánchez Magallanes | Cárdenas        |
| Feria de Tapijulapa                                                     | 22 al 25 de julio                | Tapijulapa               | Tacotalpa       |
| Fiesta de Santa Ana                                                     | 22 al 26 de julio                | Frontera                 | Centla          |
| Fiesta de la Asunción                                                   | 1° al 19 de agosto               | Cupilco                  | Comalcalco      |
| Feria Municipal de Tacotalpa                                            | 12 al 16 de agosto               | Tacotalpa                | Tacotalpa       |
| Fiesta de la Virgen de los Remedios                                     | 26 de agosto al 4 de septiembre  | Nacajuca                 | Nacajuca        |
| Fiesta de Virgen de la Natividad                                        | 1 al 8 de septiembre             | Cunduacán                | Cunduacán       |
| Feria del Señor de las Lluvias                                          | 1° al 14 de septiembre           | Teapa                    | Teapa           |
| Feria Municipal de Tenosique                                            | Mes de septiembre                | Tenosique de Pino Suárez | Tenosique       |
| Feria Municipal de Huimanguillo                                         | 9 al 16 de septiembre            | Huimanguillo             | Huimanguillo    |
| Fiesta de San Miguel Arcángel                                           | 27 al 30 de septiembre           | Ayapa                    | Jalpa de Méndez |
| Fiesta de San Francisco de Asís                                         | 27 de septiembre al 4 de octubre | Tamulte de las sabanas   | Centro          |
| Feria Municipal de Emiliano Zapata                                      | 25 al 31 de octubre              | Emiliano Zapata          | Emiliano Zapata |
| Fiesta de la Natividad                                                  | 5 al 8 de diciembre              | Villa Cuauhtémoc         | Centla          |
| Feria Municipal de Balancán                                             | 9 al 16 de diciembre             | Balancán de Domínguez    | Balancán        |

## Infraestructura turística

### Hoteles
La oferta hotelera en Tabasco es muy variada, existiendo hoteles desde clase gran turismo y ejecutiva, hasta económica, contabilizando más de 4 000 habitaciones tan solo en la capital del estado Villahermosa, que gracias a su estratégica ubicación, ofrece un rápido desplazamiento a cualquier punto del estado. Aunado a esto, la creciente actividad económica y comercial, gracias a una fuerte actividad petrolera, han convertido a la ciudad, en un centro de servicios y comercio de una amplia región del sureste.
| Hotel                      | Categoría      | Ubicación                  |
| -------------------------- | -------------- | -------------------------- |
| Hilton & Conference Center | Gran Turismo   | Villahermosa               |
| Quinta Real                | Gran Turismo   | Villahermosa               |
| Hyatt Regency              | 5 estrellas    | Villahermosa               |
| Camino Real                | 5 estrellas    | Villahermosa               |
| Crowne Plaza               | 5 estrellas    | Villahermosa               |
| Fiesta Inn                 | Business Class | Villahermosa               |
| Holiday Inn Express        | Business Class | Villahermosa               |
| Viva                       | 4 estrellas    | Villahermosa               |
| Maya Tabasco               | 4 estrellas    | Villahermosa               |
| Quality Inn Cencali        | 4 estrellas    | Villahermosa               |
| Olmeca Plaza               | 4 estrellas    | Villahermosa               |
| La Venta Inn               | 4 estrellas    | Villahermosa               |
| Holiday Inn                | 4 estrellas    | Paraíso / Puerto Dos Bocas |
| Comalli                    | 4 estrellas    | Comalcalco                 |
| Howard Jonhson             | 3 estrellas    | Villahermosa               |
| Madam                      | 3 estrellas    | Heroica Cárdenas           |
| Quintero                   | 3 estrellas    | Teapa                      |
| Hacienda & SPA Los Azufres | 3 estrellas    | Teapa                      |
| Maya Usumacinta            | 3 estrellas    | Emiliano Zapata            |
| San José                   | 3 estrellas    | Tenosique de Pino Suárez   |

### Instalaciones para congresos y convenciones

#### Centro de Convenciones
La ciudad de Villahermosa cuenta con un centro de convenciones el cual tiene la finalidad de atender las actuales demandas de espacio disponible para desarrollar eventos como: Convenciones de nivel nacional e internacional, de tipo: político, industrial, social, educacional, popular, cultural, y para espectáculos, cuenta con áreas versátiles, aire acondicionado, iluminación graduable de plafón y rampa especial para acceso de mobiliario y equipo. Se encuentra ubicado a 25 min. del aeropuerto y 15 min. de la terminal de autobuses. Ahí se lleva a cabo anualmente desde 1982 la coronación de la Flor más bella de Tabasco.
Su Gran Salón tiene un área de 3 402 m² y una capacidad de hasta 3 400 personas sentadas tipo auditorio.
| Salón                 | Área (m²) | Capacidad tipo auditorio | Capacidad tipo escuela | Capacidad tipo cotel | Capacidad tipo banquete |
| --------------------- | --------- | ------------------------ | ---------------------- | -------------------- | ----------------------- |
| Salón Framboyan       | 2 214     | 2 200 pers.              | 1 200 pers.            | 2 200 pers.          | 1 375 pers.             |
| Salón Los Girasoles   | 697       | 690 pers.                | 380 pers.              | 690 pers.            | 430 pers.               |
| Salón Las Bugambilias | 779       | 770 pers.                | 420 pers.              | 770 pers.            | 480 pers.               |
| Salón Las Gardenias   | 701       | 700 pers.                | 380 pers.              | 700 pers.            | 435 pers.               |
| Salón Las Flores      | 324       | 320 pers.                | 170 pers.              | 300 pers.            | 200 pers.               |
| Salón Los Tulipanes   | 1 155     | 1 100 pers.              | 630 pers.              | 1 100 pers.          | 710 pers.               |
| Gran Salón            | 3 402     | 3 400 pers.              | 1 850 pers.            | 3 400 pers.          | 1 110 pers.             |

#### Parque Tabasco
Villahermosa, cuenta también con tres naves / pabellones del "Parque Tabasco", equipadas con aire acondicionado, las cuales están diseñadas para ferias y exposiciones a nivel nacional e internacional; hoy en día es el parque de feria más grande y moderno de la República Mexicana. Cuenta con un total de 180 has. de terreno, de las cuales 56 has. son de instalaciones. Cada nave tiene un área de 6 800 m², una altura de 7 m y una capacidad de hasta 10 000 personas. Existe un Teatro al aire libre, que tiene un aforo de 11 000 personas, mientas que el palenque de gallos tiene una capacidad de 5 500 personas.
Las naves del "Parque Tabsaco" están ubicadas a 30 min. del aeropuerto y 20 min. de la terminal de autobuses.
La ciudad cuenta igualmente con otras opciones para eventos y convenciones como: El planetario Tabasco 2000, Salones del parque Tomás Garrido Canabal, la casa de la laguna, el Centro Cultural Villahermosa, el Centro Internacional de Vinculación y Enseñanza de la UJAT, la Plaza de Toros y los salones Montecristo, entre otros más.
La ciudad de Tenosique de Pino Suárez, cuenta con el Centro de Convenciones "Manuel Andrade Díaz", el cual cuenta con capacidad para realizar convenciones y eventos sociales.

### Oferta gastronómica y diversión nocturna
La ciudad de Villahermosa, capital del estado, cuenta con una gran oferta de restaurantes de todo tipo, dentro de los que destacan los de comida italiana, argentina, japonesa, china, venezolana, española, brasileña e internacional, así como comida nacional y regional entre las que destacan, la yucateca, veracruzana, oaxaqueña, michoacana, neoleonesa y jalisciense. Además la ciudad también ofrece una gran variedad de centros de diversión nocturna para todos los gustos.
En otras ciudades del interior del estado como Heroica Cárdenas y Comalcalco también existen opciones en gastronomía internacional y regional, así como centros nocturnos.

## Comunicaciones
El estado de Tabasco cuenta con una amplia red de comunicaciones que permiten arribar a él desde cualquier punto del país, por carretera, avión, ferrocarril o vía marítima.

### Aeropuerto

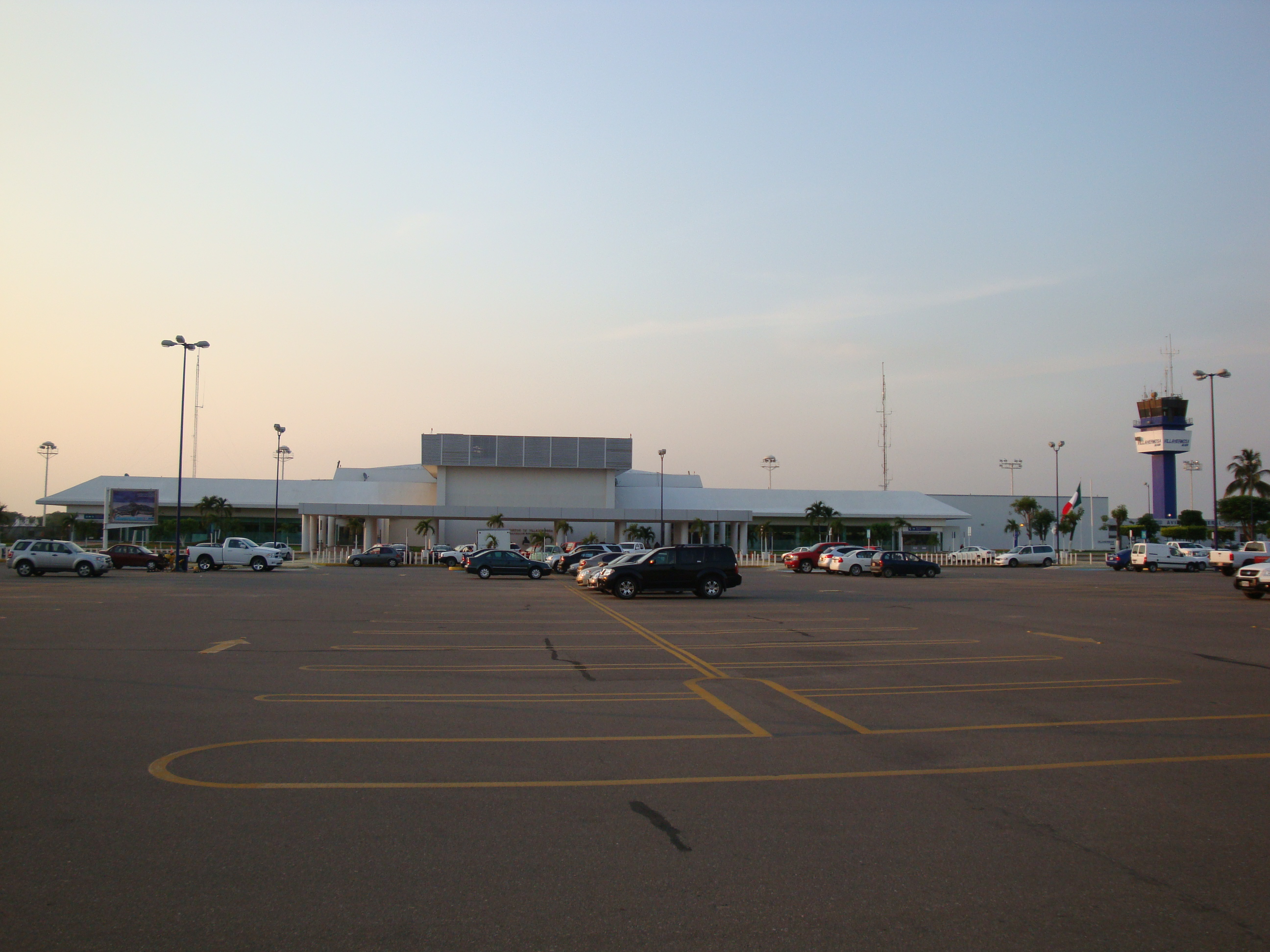
Aeropuerto Internacional Carlos Rovirosa Pérez, en la ciudad de Villahermosa.

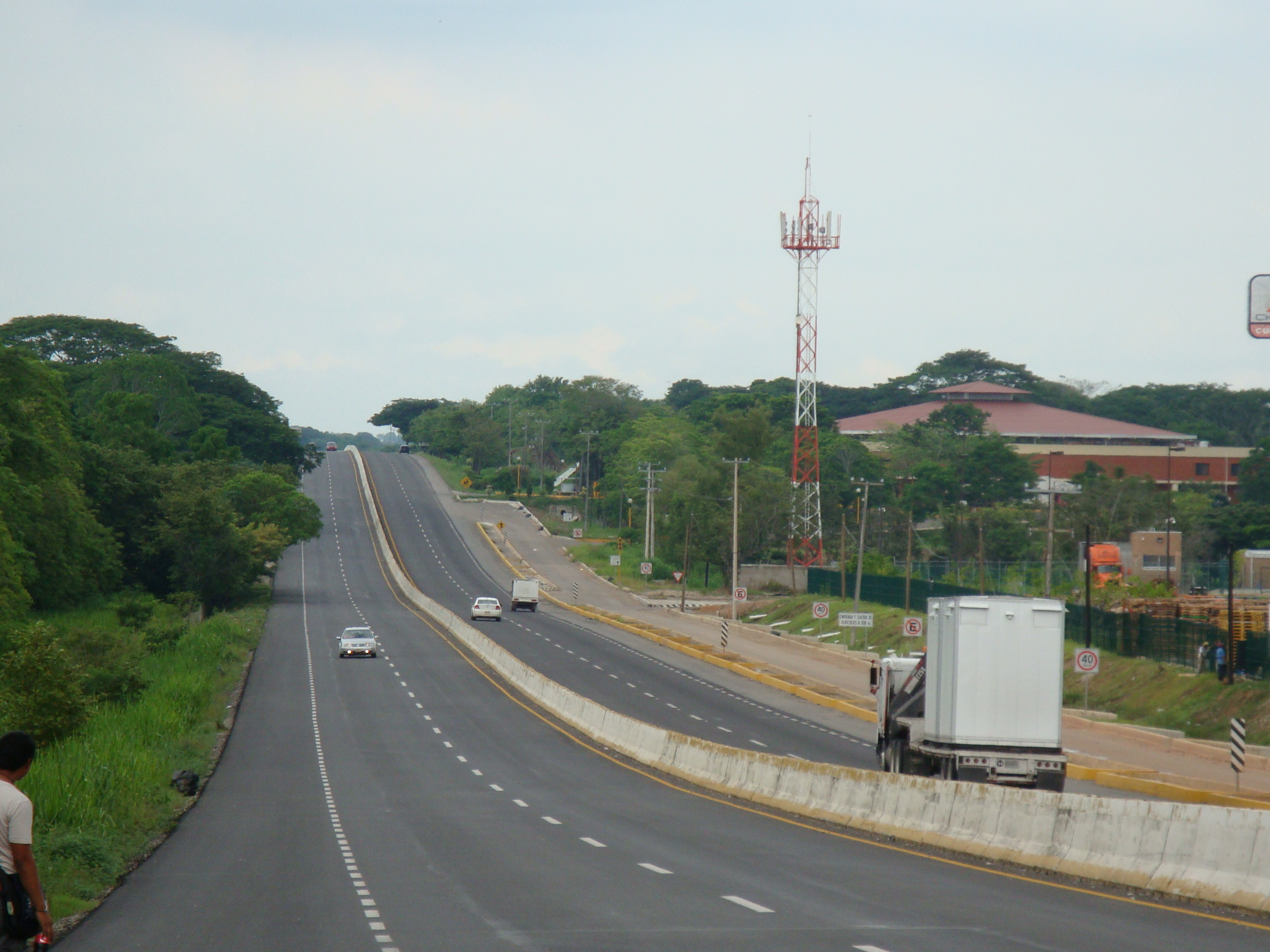
Carretera federal 186, Villahermosa-Chetumal, tramo autopista de 4 carriles Villahermosa-Macuspana.

El estado de Tabasco, cuenta con servicio aéreo desde 1929. El Aeropuerto Internacional Carlos Rovirosa Pérez ubicado en la ciudad de Villahermosa, enlaza al estado, con las ciudades de México, Mérida, Cancún, Guadalajara, Monterrey, Toluca, Reynosa, Poza Rica y Veracruz. Así mismo, el aeropuerto, recibe dos vuelos diarios internacionales con destino a la ciudad de Houston, EUA. Este aeropuerto, transportó en el 2012 a 960 094 mil pasajeros, lo que lo coloca en el lugar 12 a nivel nacional entre los aeropuertos más importantes de México y el tercero más importante del sureste del país, solo detrás de los aeropuertos de Mérida y Cancún.

### Carreteras
Cuenta con 5 686 kilómetros de carreteras, de las cuales 607.1 kilómetros son carreteras troncales federales pavimentadas; 2 111.2 kilómetros de carreteras alimentadoras estatales pavimentadas; y 2 968.1 kilómetros de caminos rurales (302 kilómetros pavimentadas y 2 666.1 kilómetros revestidas).
Las carreteras más importantes con que cuenta el estado son:
- La autopista de cuatro carriles Villahermosa – Coatzacoalcos;

- La carretera federal 186 Villahermosa - Chetumal; que cuenta con un tramo de 45 km de autopista de cuatro carriles hasta la ciudad de Macuspana.

- La carretera federal 180 Villahermosa - Frontera - Cd. del Carmen, que cuenta con un tramo de 20 km de autopista de 4 carriles más otro tramo de 80 km de autopista de dos carriles hasta el puente "San Pedro", límite de los estados de Tabasco y Campeche.

- La carretera federal 195 Villahermosa - Tuxtla Gutiérrez.

- La carretera federal 187 Mal Paso - El Bellote, que comunica a las ciudades de Huimanguillo, Heroica Cárdenas, Comalcalco y Paraíso, y cuenta los tramos de autopista de 4 carriles: Huimanguillo-Cárdenas (15 km) y Comalcalco-Paraíso (24 km).

- La carretera federal 203 Entronque Emiliano Zapata - Tenosique, que comunica a las ciudades de Emiliano Zapata y Tenosique de Pino Suárez.

- La carretera internacional Tenosique - El Ceibo - Tikal (Guatemala).

- La autopista estatal de 4 carriles La Isla - Puerto Dos Bocas, que comunica de forma rápida y segura a la ciudad de Villahermosa, con las ciudades de Cunduacán, Comalcalco, Paraíso y el puerto de Dos Bocas.

Caminos y Puentes Federales de Ingreso y SC (CAPUFE), tiene bajo su operación en el estado 72 km de la autopista Villahermosa - Coatzacoalcos, tramo Cárdenas - Entronque La Venta, un tramo de 22 km que va de Villahermosa a la caseta de peaje del puente "Grijalva I", así como los puentes "Grijalva I" y "Usumacinta", ambos en la carretera federal 186 Villahermosa - Chetumal.

### Transporte terrestre
La ciudad de Villahermosa, cuenta con dos terminales de autobuses, la Terminal de Autobuses de Primera Clase, cuya propietaria es la empresa Autobuses de Oriente y en ella operan las empresas: ADO, ADO GL y ADO Platino que dan servicio de transporte a las principales ciudades del estado, comunicándolas con la Ciudad de México y las principales ciudades del país. También esta la Terminal de Autobuses de Tabasco o de segunda clase, que agrupa a las rutas de transporte TRT, TPV, SUR, Somellera, Transportes Villahermosa-Teapa, Permisionarios de la Sierra, Autobuses de Jalapa y Transportes de Centla, que dan servicio a los municipios del estado y algunas poblaciones del sureste del país.
Además de estas dos terminales, en el interior del estado, existen terminales de autobuses en las ciudades de: Heroica Cárdenas, Comalcalco, Cunduacán, Emiliano Zapata, Frontera, Huimanguillo, Jalpa de Méndez y Teapa.

### Transporte marítimo
El estado de Tabasco cuenta con los puertos de Dos Bocas y Frontera. El puerto de altura de Dos Bocas es el más importante del estado. Desde el año 2009 se construyó en este puerto la terminal comercial y turística, con capacidad para recibir cruceros turísticos de barcos de hasta 10 m de eslora.